# アルファロメオ

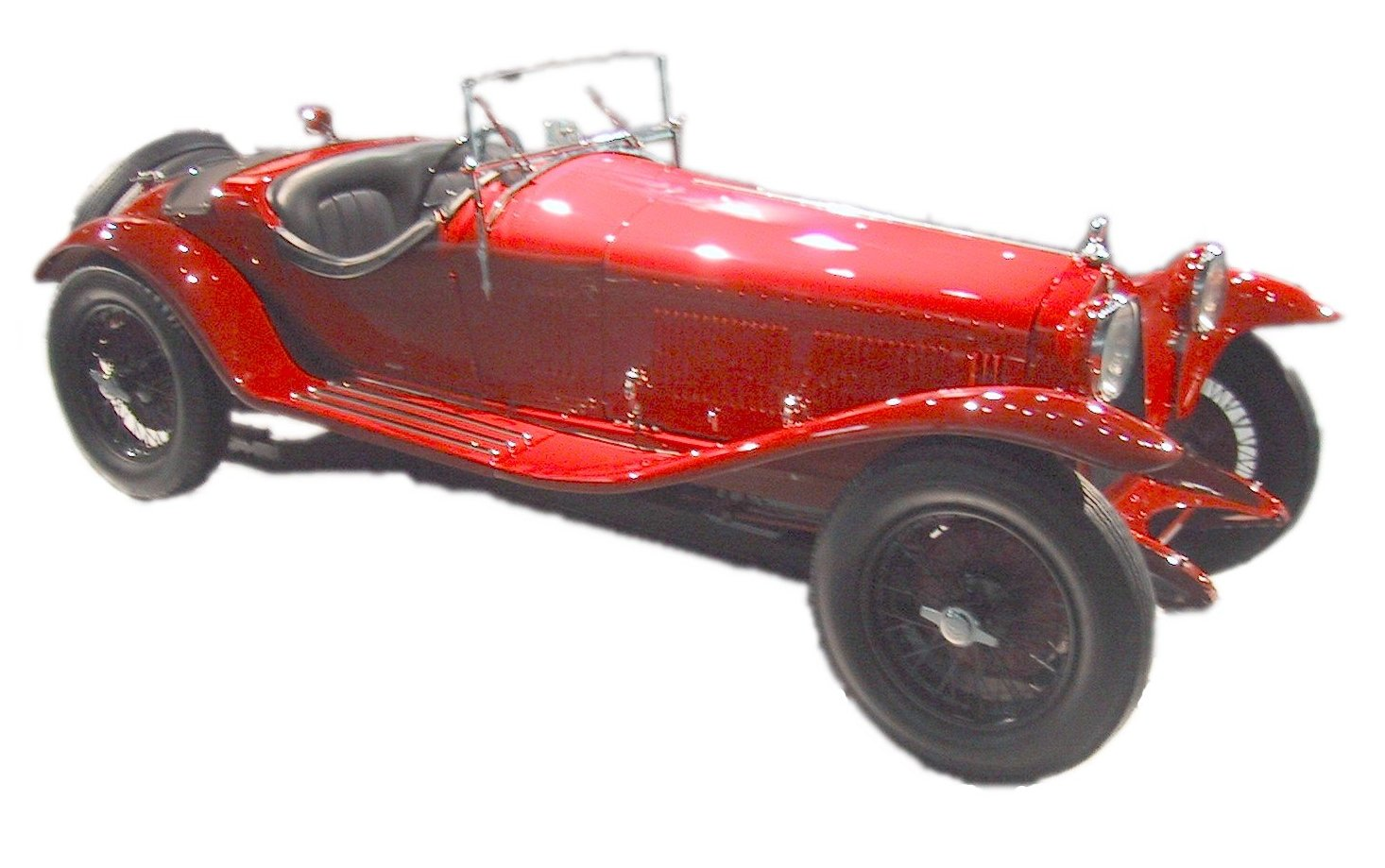
アルファロメオ6C（1930年）

アルファロメオ（Alfa Romeo）は、ステランティスN.V.傘下のイタリアの高級自動車メーカー。
第二次世界大戦以前から自動車レース界の強豪でもある高性能車メーカーとして名声を得、戦後もランチアと並びイタリアを代表する上級車メーカーとして知られたが、経営難に陥った後の現在はイタリア最大手のフィアット傘下にあって、ブランドイメージのスポーツ性を前面に出した車の開発・生産を担っている。

## ブランドの由来

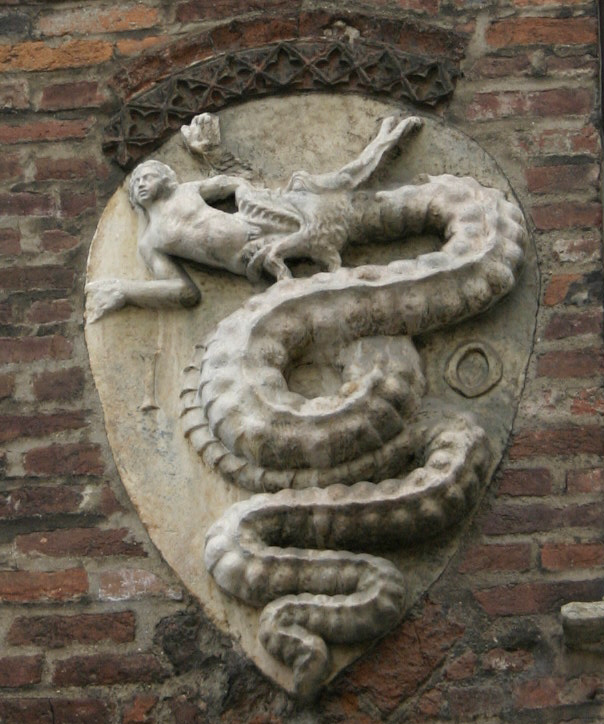
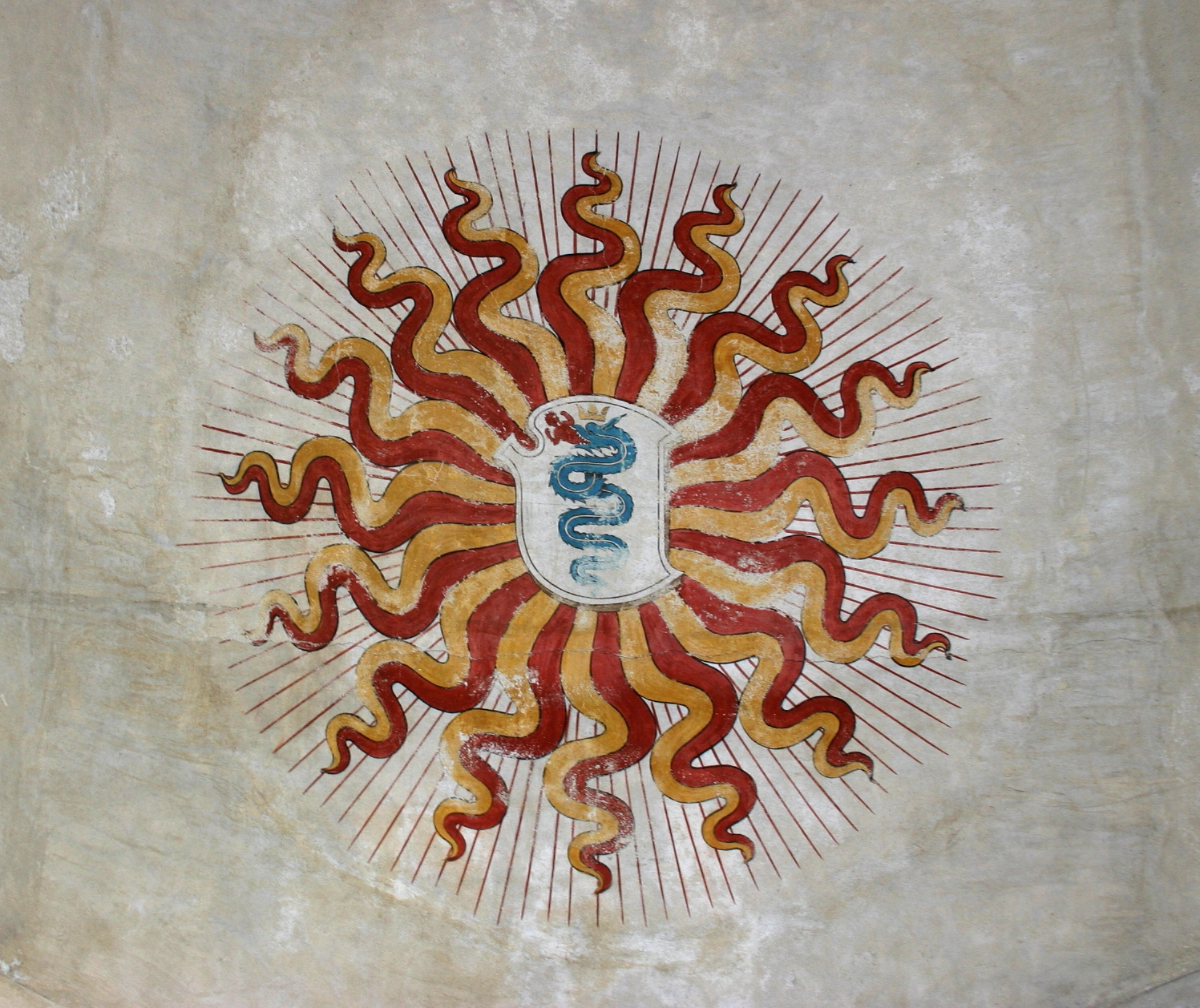

創業地・ミラノ市の紋章である聖ゲオルギウス十字とヴィスコンティ家の紋章であるサラセン人を呑み込む大蛇（ドラゴンという説もある）ビショーネを組み合わせた紋章を頂く楯を表現したフロントグリルを持つ、独特の顔立ちで知られる。フィアットの傘下となって久しい今日でも、その外観の独自性は失われていない。
1920年代から1930年代にかけ、アルファロメオのレース部門の総責任者であったエンツォ・フェラーリは後に独立し、フェラーリを設立した。後年、彼は自分の名を冠した車でアルファロメオ車に勝利したとき、「私は自分の母親を殺してしまった」という複雑な感慨を周囲に漏らしたという。

## 歴史

### 栄光の発端
1906年、フランスの自動車会社ダラック(Automobiles Darracq S.A.) と、ミラノのウーゴ・ステッラらが、ダラックのイタリア法人「S.A.イタリアーナ・ダラック」(SAID) を設立した。その一方でステッラらミラノの企業家集団は、1910年1月、関連会社として「ロンバルダ自動車製造株式会社」（Anonima Lombarda Fabbrica Automobili 、A.L.F.A.）を設立した。
1910年6月24日、経営危機に喘ぐダラックは、「S.A.イタリアーナ・ダラック」を、A.L.F.A.に、18万リラで売却した。
今に続くミラノ市章の赤十字とかつてミラノを支配したヴィスコンティ家の家紋に由来する人を飲み込む大蛇を組み合わせた同社のエンブレムには、当初「ALFA MILANO」の文字が刻まれていた。記念すべき最初の生産車は高性能な「24HP」で、A.L.F.A. はこれを武器に創業1年にして早くもレースを走り始め、その後も「30HP」「40-60HP」の活躍によってスポーツカーメーカーとしての地歩を固めていった。
1918年にナポリ出身の実業家ニコラ・ロメオのニコラ・ロメオ技師有限会社と吸収合併し、会社名がニコラ・ロメオ技師株式会社となった。そして1920年、1921M/Yの20-30 ES.Sportのエンブレムに、旧ブランドの"ALFA"と新会社のロゴ“ROMEO”を結んだ新ブランド名“ALFA-ROMEO”（-：ハイフン）が誕生する。ニコラ・ロメオは、レースが販売促進でも技術力向上でも有益であることを理解していたので、ジュゼッペ・メロージをはじめとするアルファロメオの技術スタッフは更なる高性能スポーツカー開発に没頭。初期の傑作「RL」シリーズがデビューする。「RL」はあらゆるレースで大活躍し、アルファロメオの名声を一気に高めた。
これに勢いを得た同社は、A.L.F.A. 創業時からの設計者ジュゼッペ・メロージによる「P1」で念願のグランプリレースに挑戦する。しかし、このマシンは前年のグランプリチャンピオンマシン「フィアット・804」のデッド・コピーとも言われ、重い車重で全く競争力がなかった。そのマシンで無理したためか、デビュー戦である1923年イタリアグランプリのプラクティスにおいて、エースドライバーであり同年のタルガフローリオでクアドリフォリオを着け優勝したウーゴ・シヴォッチを事故で失い、チームは撤収してしまった。このままではグランプリレースから撤退の憂き目にあいかねないと、エンツォ・フェラーリやルイジ・バルツィが、当時の最強チームのひとつフィアット・グランプリ・チームの技術者だったヴィットリオ・ヤーノをフィアット内部のゴタゴタに乗じて獲得する。
ヤーノはグランプリマシンの傑作「P2」「P3」のほか、レーシングスポーツカーの「8C」シリーズ、高級実用車「6C」シリーズなどを設計し、アルファロメオの主要設計者として活躍した。この過程で、1930年代には市販型乗用車にまでもレースモデル同様に高度な設計のDOHCエンジンを搭載する、というアルファロメオ独特の伝統が根付いた。同時期には、前輪にフェルディナント・ポルシェ特許のトレーリングアーム式、後輪にスイング・アクスル式をそれぞれ用いた全輪独立懸架化で、世界の潮流に先んじた。

### 国有化、そして戦火へ

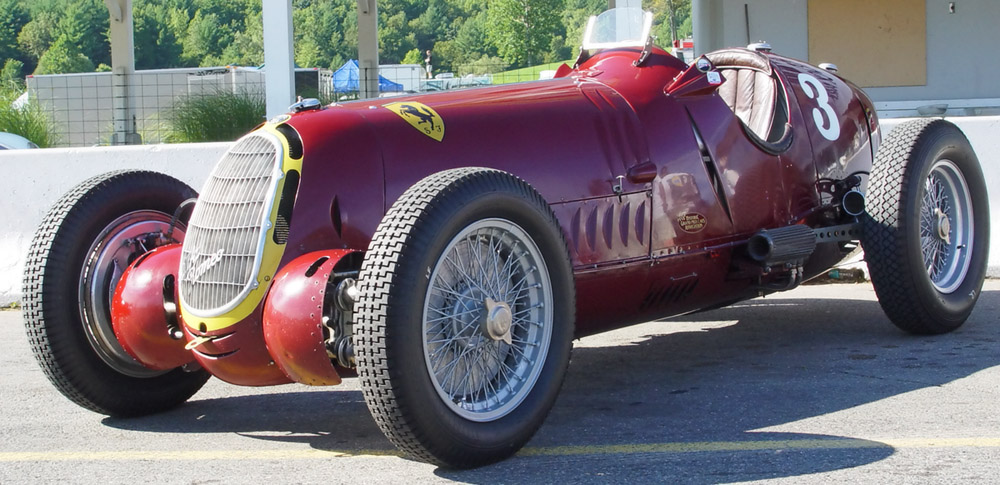
2900「スクーデリア・フェラーリ」

1930年、社長のニコラ・ロメオの事業の失敗から、ニコラ・ロメオ技師株式会社から自動車部門（と航空機エンジン部門）が独立し「S.A.アルファロメオ」（S.A. Alfa Romeo ）になった。
1933年に世界恐慌に端を発する経営難と政治的圧力からイタリア産業復興公社（IRI）の支配下に入り、事実上国営化された。その背後には当時イタリアを支配したベニート・ムッソリーニが深く関わっていたといわれる（ミラノで政治基盤を確立したムッソリーニはアルファロメオを愛用していた）。高い技術力を持つ同社は国策によって軍需産業に組み入れられ、本業のレーシングカー、スポーツカーの製作と供に航空機用エンジンをはじめとする兵器製作にも力を注ぐことになった。著名なものとしてサヴォイア・マルケッティの爆撃機SM.79 スパルヴィエーロの126RC34(空冷星形9気筒エンジン)やマッキ(現:アレーニア・アエルマッキ)の単座戦闘機MC.202フォルゴーレに搭載されたRA1000RC41(水冷倒立V型12気筒エンジン※ダイムラー・ベンツ DB 601のライセンス生産品)エンジンなどがある。
1943年、ミラノ市ポルテッロ（Portello ）地区にあった本社工場が連合軍の3度にわたる空襲によって廃墟と化した。

### 転機・量産メーカーに

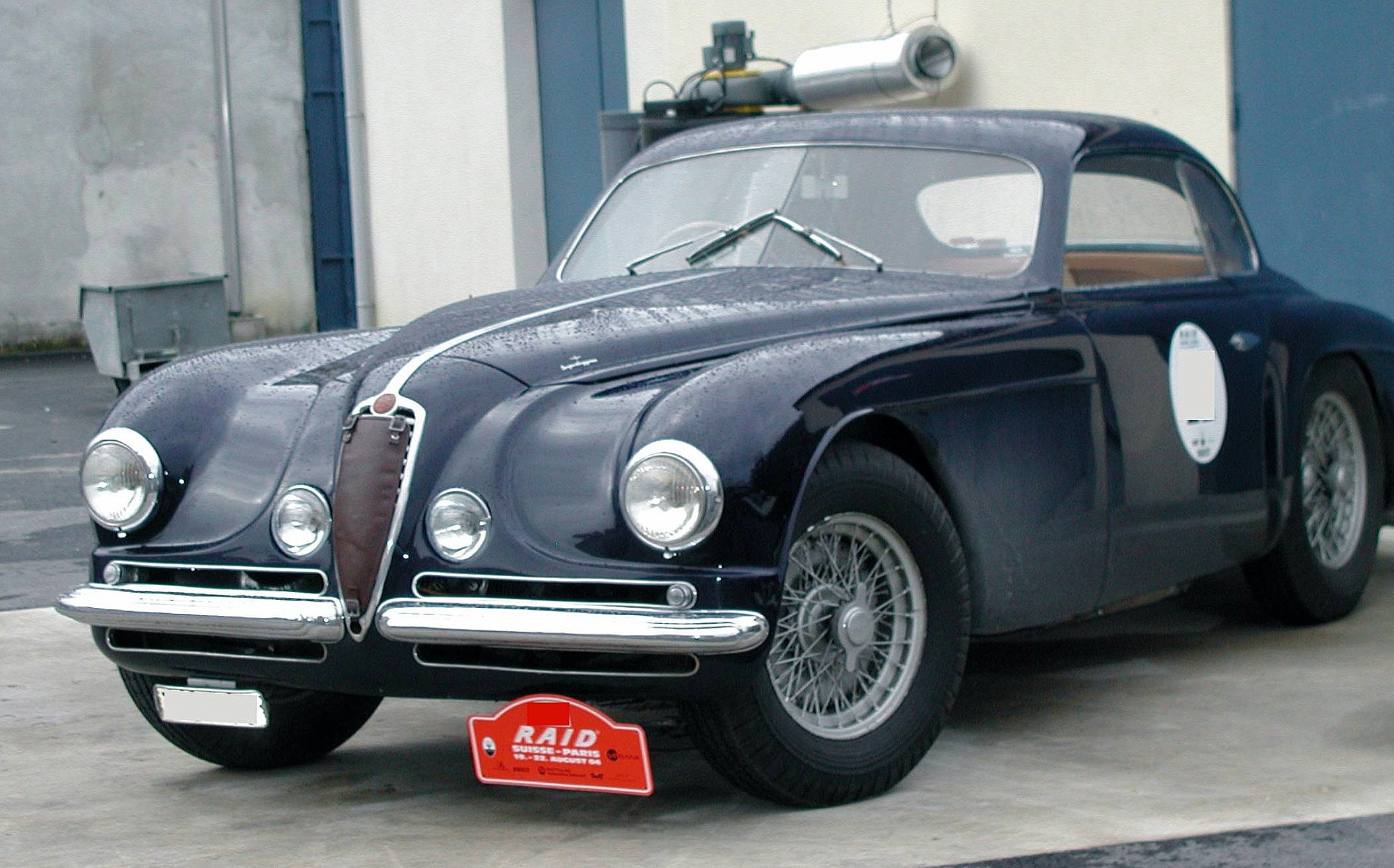
6Cヴィラ・デステ

終戦後、ウーゴ・ゴバートの後を受けてアルファロメオのトップとなったパスカレー・ギャッロと新たに自動車部門のゼネラル・マネージャーになったアントニオ・アレジオの指揮によって自動車生産の立て直しが図られ、若き設計者オラツィオ・サッタに新車開発が委ねられた。1947年、戦前の高級スポーツカー「6C」シリーズに改良を加えて生産を再開。そしてカロッツェリア・トゥーリングの手になる美しいボディをまとった「6C 2500」は、ヴィラ・デステのコンクール・デレガンスで優勝し、世界一優美な車として賞賛された。これを記念して、このタイプは「6C 2500 Villa D'Este（ヴィラ・デステ）」と呼ばれる。
1948年に、経営母体が公企業のIRI（イタリア産業復興公社）により設立された機械産業持株会社のフィンメッカニカ管理下になり「S.A. アルファロメオ」から「アルファロメオ・S.P.A.」（Alfa Romeo Società per Azioni）に改組する。以降、民営化でフィアット傘下となるまで「国営時代」と通称される。
1950年、超高級・高性能スポーツカーやGTを少数生産するという戦前までのスタイルを自ら捨て去り、新型の「1900」シリーズを引っさげてより確実な利益を見込める大衆量産車メーカーへと転身した。しかしながら量産車であるはずの「1900」も、後輪独立懸架こそ廃されたものの、新開発の4気筒DOHCエンジンをはじめ、レースカーで培った高度な技術を惜しみなく投入して開発されていた。
1954年、この時代のイタリアを代表する小型高性能車として名車の誉れ高いジュリエッタシリーズがデビュー。諸事情があって、アルファロメオの伝統を破り、最初にセダンボディではなく、クーペボディの「スプリント」が登場した。エンジンはアルファの伝統に則ったDOHCで、1,300 ccの小排気量ながら最高速160 km/hという、当時としてはかなりの高性能車だった。「ジュリエッタ」はファミリーカーとしても成功を収める一方、その素性が買われ、多くのエントラントの手で数多のツーリングカーレースや公道レースに参戦、イギリスや西ドイツの小型車と激戦を繰り広げた。
1962年、この年、本拠地がミラノ郊外アレーゼへと移された。そして戦後アルファのイメージを決定づけたジュリアシリーズがデビューする。この車もまた、オールアルミブロックの高性能DOHCエンジン、熱伝導に優れたソジウム封入排気バルブの使用、5速トランスミッション、4輪ディスクブレーキなど当時としては先進的な機能の搭載によって、同クラスの車と比べても高い性能を誇った。ジョルジェット・ジウジアーロがデザインした美しいボディのクーペモデルは、今なお戦後アルファの代表格として語られている。

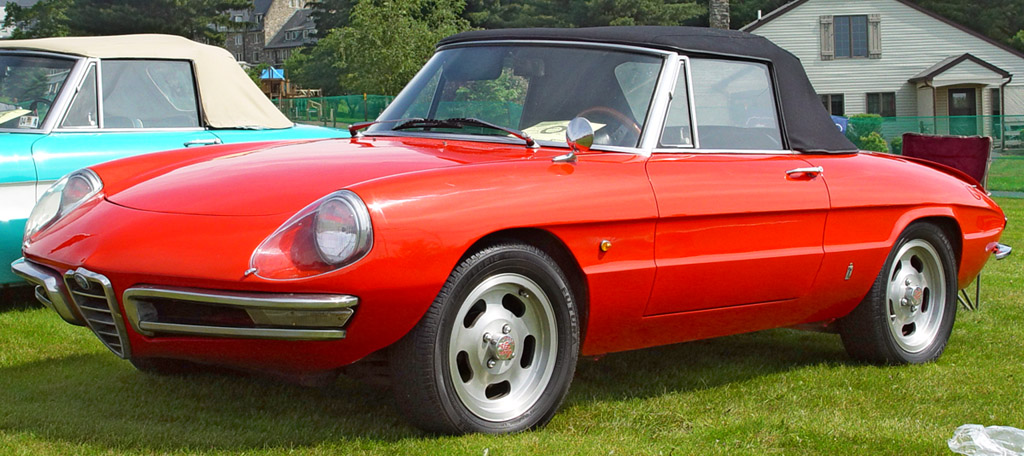
アルファロメオ・スパイダー・デュエット

「ジュリア」シリーズは、新車開発に十分な投資ができないこともあり、排気量の増大によって排出ガス規制を乗り切り、長期にわたって生産された。特にダスティン・ホフマン主演の映画「卒業」にも登場した派生モデルの「スパイダー」（デュエット）はクーペの生産終了後、完全に時代遅れのシャシー性能と動力性能となりながらも、アメリカでの根強い人気に支えられ、マイナーチェンジを繰り返し、フィアットの血を入れた新しいスパイダーモデルが発表されるまで生き延びた。

### 乱流の時代

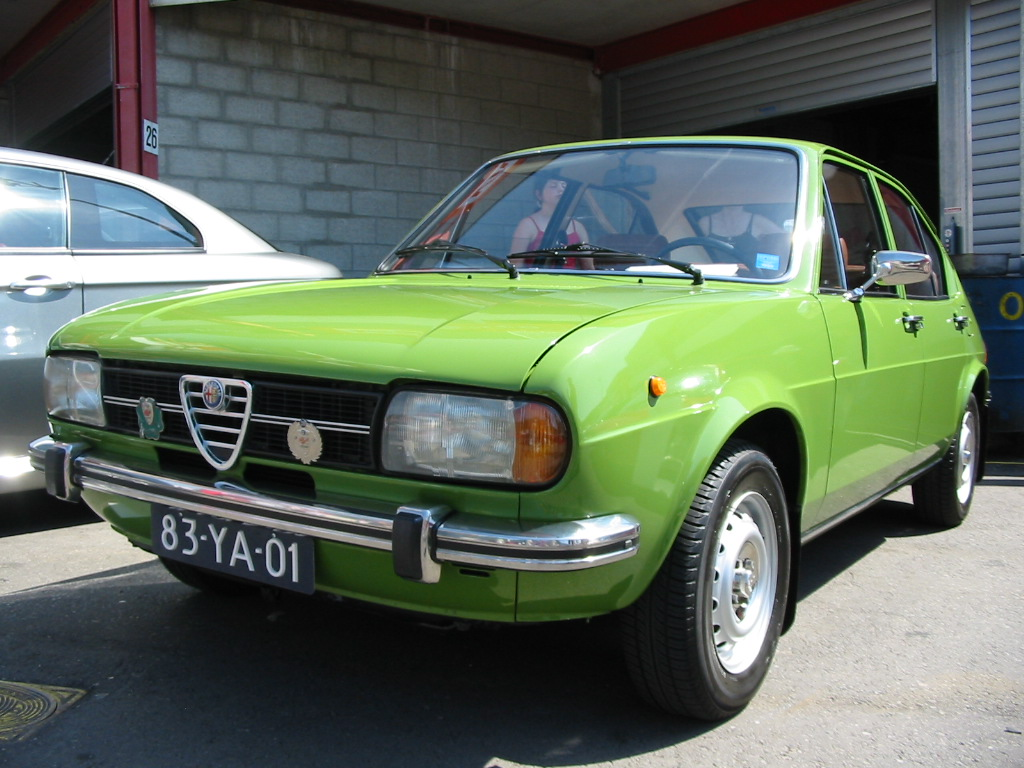
アルファスッド

1968年、アルファロメオは、商工業が集中する北部（ノルド）に比べ、農業中心で貧しかった南部（スッド）の雇用創出と経済格差是正という国策に従って、アルファスッド（Industria Napoletana Costruzioni Autoveicoli Alfa Romeo-Alfasud S.p.A ）を設立し、ナポリ郊外のポリミアーノ・ダルコに新工場を建設し、1970年のパリ・サロンで　同社初の量産FF（フロントエンジン・フロントドライブ）小型大衆車、アルファスッドをデビューさせた。アルファスッドは廉価モデルでありながらボディ・デザインを「ジュリア」で功績のあったジョルジェット・ジウジアーロに託し、スペース効率を上げるために新開発の水平対向4気筒エンジンを採用するなど大変意欲的な車で、技術的にも性能面でもアルファの名に恥じないものだった。フロントのオーバーハングにエンジンを低くマウントし、異例にキャパシティの大きいサスペンションを得ることで、後輪駆動のジュリアシリーズ以上のコーナリング性能を手に入れたのである。
1966年に日本で発売された スバル・1000 と非常に近似したメカニズムレイアウトを指摘されることがある。自動車雑誌スーパーCGNo.29に掲載されているアルファスッドの開発責任者だったルドルフ・ルスカへのインタビュー記事の中で、同氏はアルファスッド以前の同じレイアウトの車の車名をいくつか挙げ、アルファスッドの設計がそれらに「影響されたわけではない」と主張している。
市場に大いなる賞賛を以って迎えられたアルファスッドであったが、労働争議による国内での鉄鋼生産量の著しい減退を補うためにソ連から輸入された鋼板が、ベルギーやフランスのもの（アーベッドやユジノール）より品質が劣っていたこと、工場の建設が計画通りに進まず、その鋼板を数か月も露天に放置していたこと、さらに南部労働力の質的問題による防錆処理の不徹底などから、初期のアルファスッドは「芯から錆びる」クルマとなり、低品質車のレッテルを貼られ、結果としてアルファロメオ全体のイメージを失墜させてしまうこととなった。1983年に登場した後継車の33では、品質の問題はかなり改善されたが、これらの「南系」車種の国外でのセールスは伸び悩んだ。なお、このナポリ進出以降、エンブレムの「ALFA-ROMEO MILANO」から、「MILANO」の文字がはずされている。
1972年、ミラノのアルファロメオから、大成功を収めた「ジュリア」の後継となる新型ファミリーセダンがデビューする。それはアルフェッタと名付けられた。かつてF1グランプリで活躍した「ティーポ158/159」の愛称「アルフェッタ」を引き継いだこの車は、高度なメカニズムを持っていた。高性能DOHCエンジン、対地キャンバー変化の少ないド・ディオンタイプのリアサスペンション、バネ下重量軽減に効果のあるインボードタイプのリア・ディスクブレーキやトーションバー式のフロントスプリング、車両の前後重量配分を最適化するためトランスミッションとリアデフを一体化したトランスアクスルとするなど、いずれも車の運動性能と走行性能を高めるための仕組みである。
しかしながら、設計の古いエンジンの性能を落とすことによる排出ガス規制への対応、意欲の低い生産現場にそぐわない高度で高コストな設計、当時の世界的な水準から大きく劣った品質は、財務体質を改善するに至らず、さらにアルファの凋落を進めたとも言える。このシリーズの設計を活かして各種競技に使われたが、やはり機械的信頼性の低さから、ラリーではトラブルによるリタイヤで終わった。

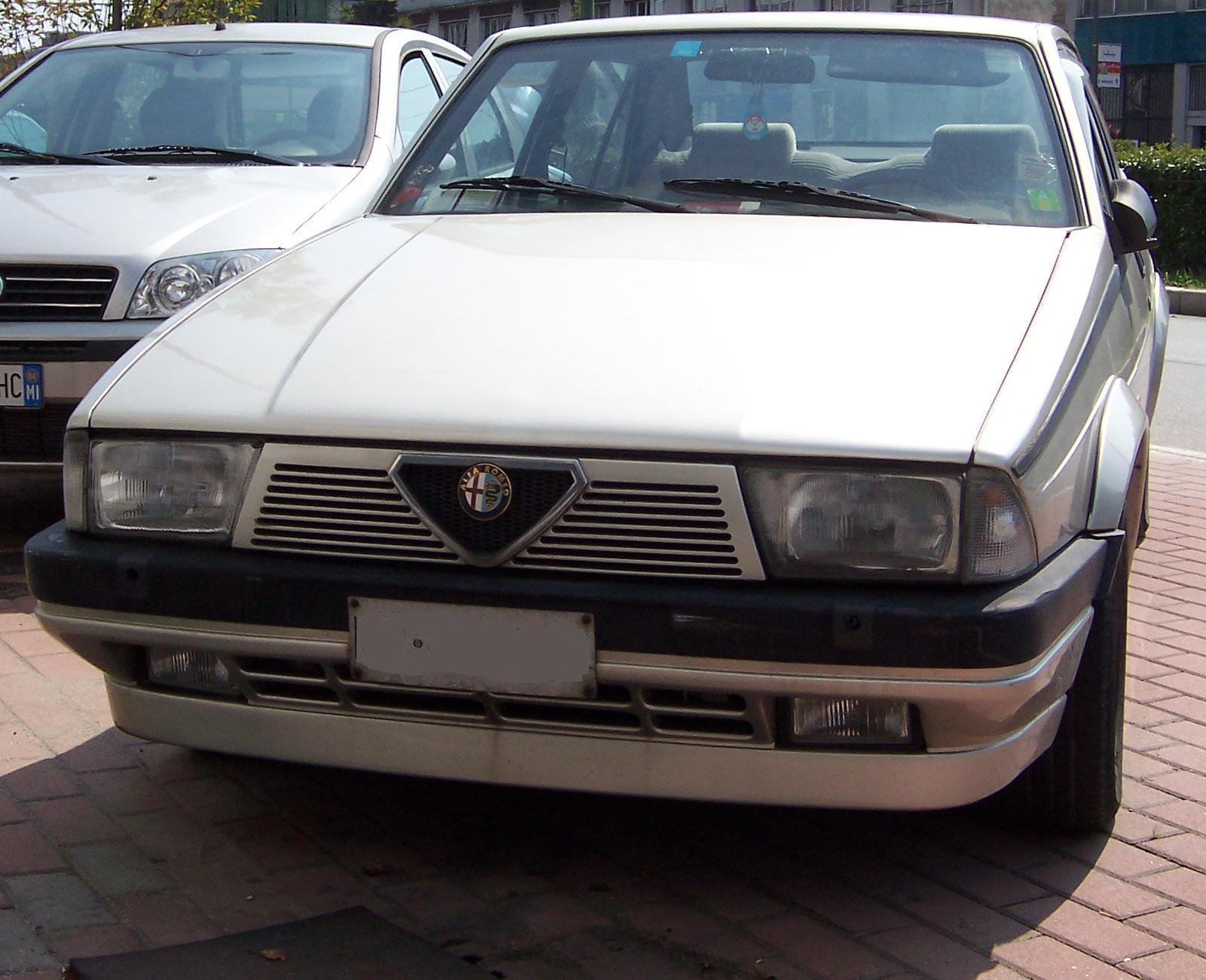
75

「アルフェッタ」の基本構造は下級車種の第二世代・ジュリエッタ、そしてそれらの後継のアルファロメオ社創立75周年を記念して生産された75や上級車アルファ6、90に引き継がれたが、度重なるストライキで労働意欲が低下し、生産技術も世界標準から大きく劣ったアルファロメオにとって、これまで以上に凝った高コストの製品は、アルファの経営を圧迫することになった。元来、理想を追求する設計を良しとし、作業性や生産効率を二の次とする体質から、すでにそのような量産車メーカーが存続できない時代であったこと、それをブレイクスルーできる人材にも資金にも恵まれていなかったのがアルファロメオの悲劇であった。ちなみに商用量産車として初めて可変バルブタイミング機構を採用したのは先述の75である。
1984年には日産自動車と提携し、合弁会社「A.R.N.A.」（AlfaRomeo and Nissan Automobili S.p.A）を設立。共同開発車「アルナ」を生産した。この車は日産の大衆車「パルサー」の車体にスッド由来の水平対向エンジンを搭載したもので、シャシはもちろん、外観上もフロントにアルファ伝統の盾形グリルが付くほかはパルサーそのもので、イタリア国内ではそこそこ売れたものの、スタイリングは酷評された。日本国内でもこの提携に呼応して「パルサー・ミラノX1」というグレードが設定され、日産ディーラーにアルファロメオのエンブレムが躍ったが、それはイメージ戦略以上の何物でもなく、マーケティング上は双方にもたらすものはほとんどなかった。このプロジェクト自体は結局失敗に終わったが、アルファロメオは日本メーカーの持つ高度な生産システムと品質管理について多くを学んだ。

### フィアットとともに・再び繁栄
イタリア国有の持株会社、フィンメッカニカは　経営不振のアルファロメオを民営化することとなり、1986年、フォードに競り勝ったフィアットに、アルファロメオ所有の全ての持ち株とともに17.5億米ドルで売却された。フィアットはこの買収について、自社のスポーツカーラインアップの最高の補完になるとした。

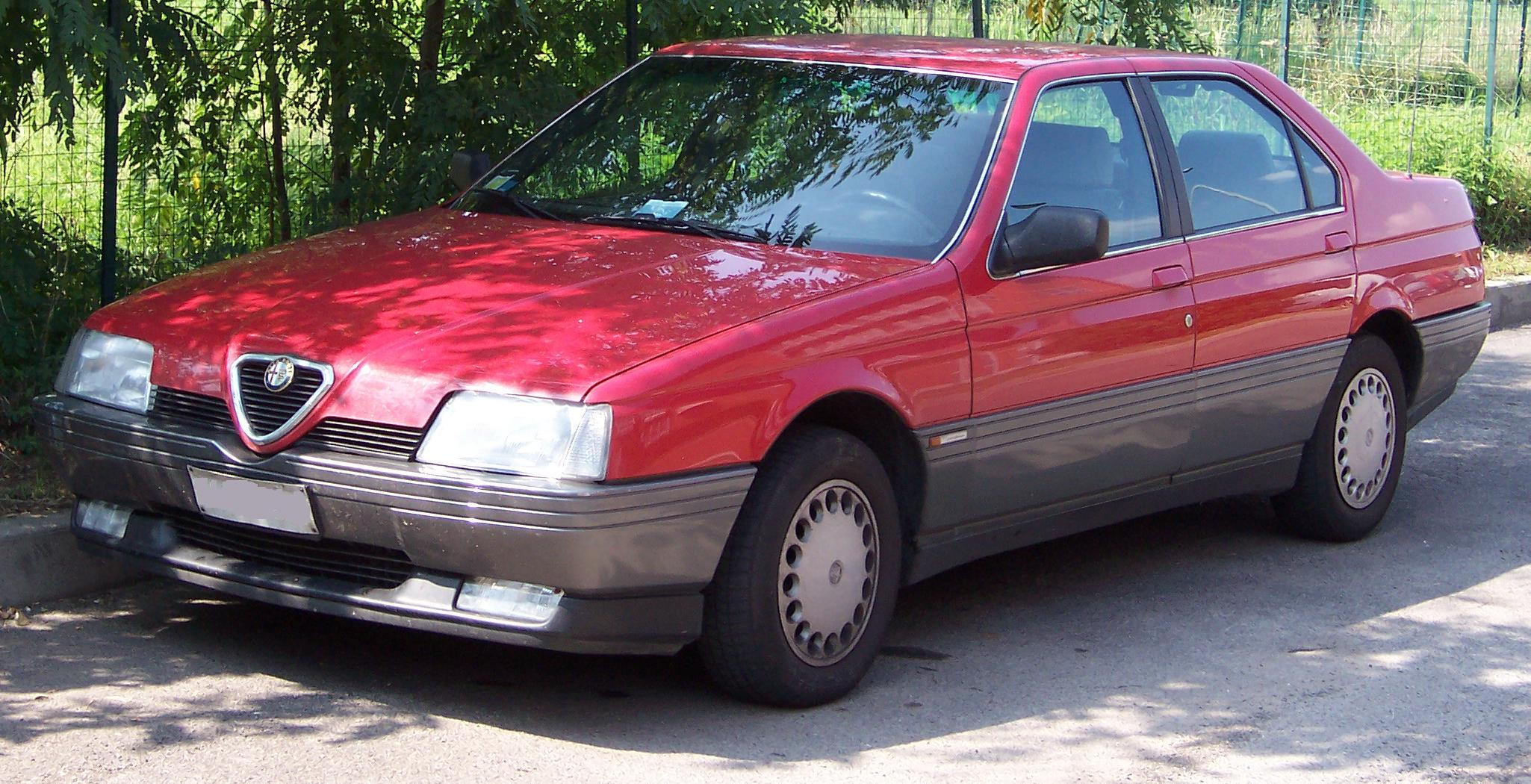
164

そしてフィアットは自社製品とのプラットフォーム統合を進める一方、唯一の資産であったブランドイメージの高揚に注力する。前記のFR世代最後のモデル「75」が表舞台から退場する一方、1990年代初頭に、カロッツェリア・ザガートとのコラボレーションで限定生産されたSZ/RZは、スポーツカーとしての素性の良さで評判が高かった。
フィアット買収直前に「ティーポ4」計画の一環として登場した「164」、買収後の「ティーポ3」計画から誕生し、ドイツツーリングカー選手権（DTM）やイギリスツーリングカー選手権（BTCC）等でその名を轟かせた「155」、その派生型として、独創的なフォルムに纏われて登場したパーソナルモデル「スパイダー/GTV」、155の下級モデルでいながら、各々3ドアハッチバックと5ドアハッチバックセダンという独自の車種展開で登場した「145」と「146」、164の後継車「166」が新時代のアルファロメオの名を担った。

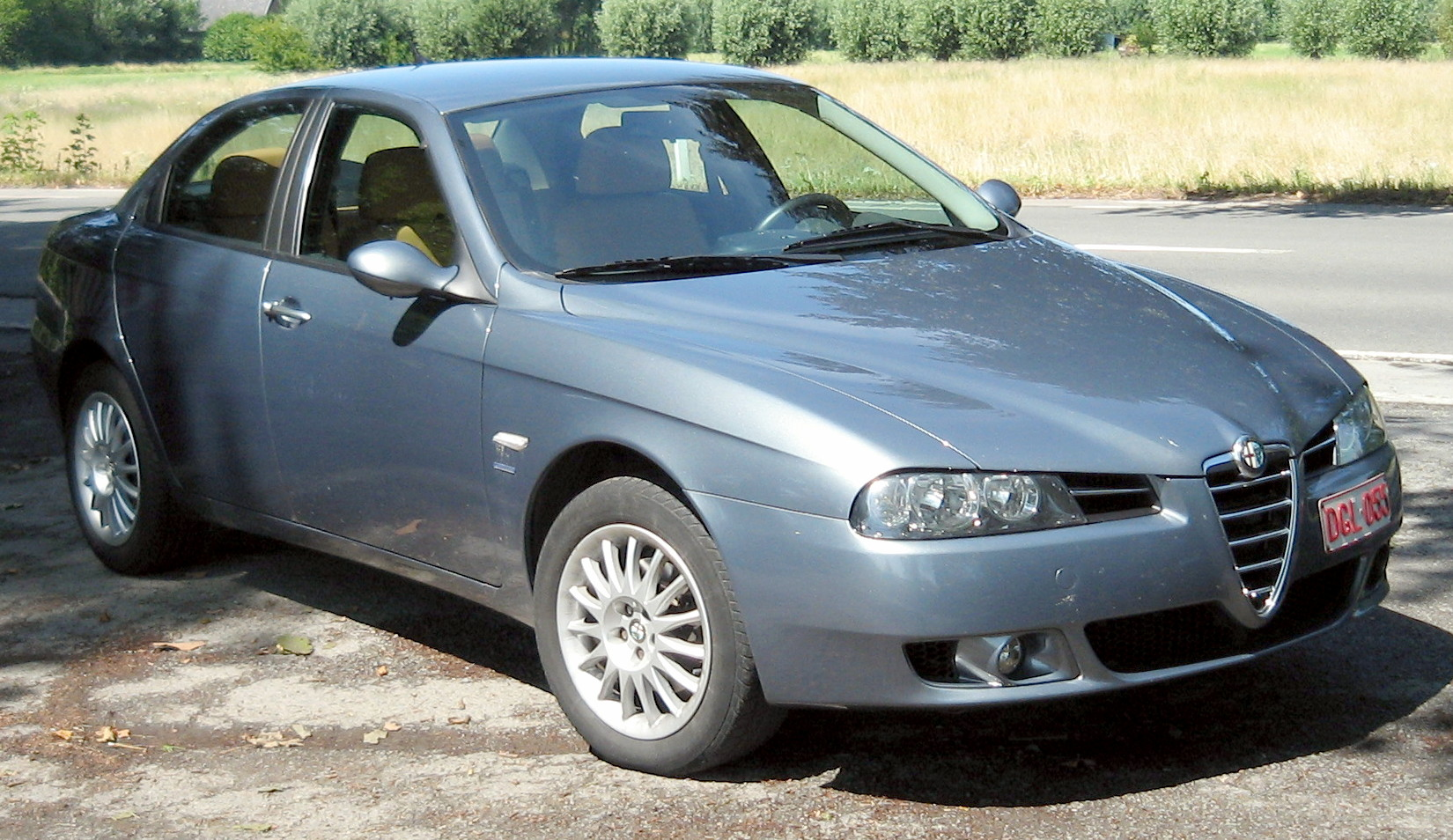
156(後期型)

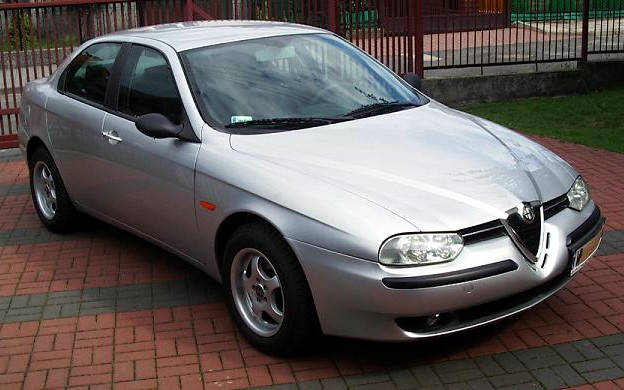
156(前期型)

これらのモデルは、性能ばかりでなく、これまで未消化だった品質と信頼性の確保にも重きが置かれ、アルファロメオの市場競争力を強めた。そして1997年、「156」が登場。伝統に立脚した鮮烈なスタイルと高性能が1998年度のヨーロッパ・カー・オブ・ザ・イヤーを初めてアルファロメオにもたらした。さらに2000年に発表された「145/146」の後継車「147」も2001年度カー・オブ・ザ・イヤーに選ばれた。
以後、147のクーペ仕様「GT」が登場、2005年には147がフェイスリフトを受け二代目になる。そのほかクーペ「ブレラ」とそのオープンモデル「スパイダー」、156の後継となる「159」が本国で発表されている。
2005年に「V6ブッソ」の愛称で親しまれるV型6気筒エンジンの生産が終了。これによりアルファロメオ100％の純内製エンジンはラインナップから消滅し、以降は全て他社との共同開発で生産されたエンジンのみとなる。
2006年9月のパリサロンにおいて、以前からコンセプトモデルとして提案されてきた8Cコンペティツィオーネが、全世界500台限定で発売と発表された。市販化について一切の事前発表がないまま突如としてデビューしたこのモデルは、456馬力を発生する4.7LのV型8気筒エンジンをフロントに搭載、駆動系は75以来となる後輪駆動方式を採用している。実際の生産はマセラティの支援を受けるとされている。値段は日本円で2,200万円とアナウンスされ、その生産台数の少なさと相まって、かつての高級・少数生産メーカーだったころをしのばせるものとなっている。
さらには2008年にミトを、翌年の2009年には第三世代ジュリエッタが発表された。
従来のMTモデルに加えてアルファロメオとしては初の乾式デュアルクラッチトランスミッション(DCT)である「ALFA TCT」を搭載したモデルも発表され、新世代アルファロメオとして現在に至っている。
2012年5月23日、親会社のフィアットがマツダとともに業務提携に向けて協議を行うことを発表した。協議内容はマツダ・ロードスター(MX-5)をベースにした、アルファロメオの2シータースポーツカーの開発及び生産に関するもの。エンジンはそれぞれ独自のものを搭載するとし、2015年の生産開始を目指している。2013年1月18日に提携合意が発表され、前出の通り2015年からロードスターベースでアルファロメオの2シータースポーツカーが生産されることになり、生産はマツダの本社工場で行われる予定であったが、その後「アルファロメオブランドの車両はイタリア国内生産車とする」というブランド戦略を決定したため、当該車種はアバルトブランドとして世に出ることとなった。ジュリアが発表されてからは、新モデルを順次導入し、中国への初参入およびアメリカへの再進出を開始。グローバルブランドとしての復活に挑戦している。
2022年3月、ステランティスはグループ長期戦略「Dare Forward 2030」を発表した。この発表において、グループ内でのアルファロメオの立ち位置はDSオートモビルズ・ランチアを含めたプレミアムグループに定義された。電動化戦略については、2030年までにランチア・DS・アルファロメオ・マセラティの全モデルをBEV化する目標が設定された。この計画に伴い、2022年の6月、ブランド初となるプラグインハイブリッドSUV「トナーレ（Tonale）」を発表した。以降2024年にはブランド初のBEVを発表し、2027年以降は全モデルをBEVオンリーとする予定である。

## モータースポーツでの活躍

### 草創期
1921年発表の「RL」シリーズが公道レースやヒルクライムレースで大活躍、アルファロメオはレーシングカーメーカーとしての頭角を現わした。
有名な「クアドリ・フォリオ・ヴェルデ（緑の四つ葉のクローバー）」が初めてマシンに描かれたのは1923年の第14回タルガ・フローリオの時。マシンは「RLタルガ・フローリオ」で、ウーゴ・シボッチのドライブで見事に優勝し、その後このマークはワークス・チームのシンボルとなった。
このころ、同社にレーシングドライバーとして参加していたエンツォ・フェラーリは、アルファロメオの販売会社を開く傍ら、同志を募り、独自のレーシングビジネスを立ち上げた。
セミ・ワークスチームとして公式チームの出場しないレースでアルファロメオを走らせる、その会社こそが今に続くスクーデリア・フェラーリである。このビジネスは成功し、同時にエンツォ・フェラーリはアルファロメオのレース活動に欠かせない存在となって行った。

### グランプリ参戦
1922年秋、いよいよアルファロメオは念願のグランプリマシン開発をメロージに命じた。こうして出来たのが「G.P.R（グラン・プレミオ・ロメオ）」またの名を「P1」と呼ばれるマシンで、1923年に発効した排気量2L以下、車重600kg以上というフォーミュラに適合していた（=6気筒1,990ccDOHC、80PS/4,800rpm、850kg）。このマシンは前年のグランプリを征して傑作マシンと謳われた「フィアット・804」を徹底的にコピーしたもので、デビュー戦は1923年9月9日のヨーロッパ・グランプリ（イタリア・モンツァ）と決まった。しかし、初のグランプリ前日に、あろうことかエースドライバーのウーゴ・シボッチが練習走行中に事故死した。操縦性に問題があったとされ、チームはレースを棄権して引き上げざるを得なかった。なおこの時車体にはクアドリフォリオのマークは描かれておらず、お守り代わりとして事故後に全てのワークスマシンに描かれることとなったクアドリフォリオのベースマークは四角形からシボッチを失った事を意味する三角形に変更されて現在に至る。
ちなみにこのレースはフィアット805に乗るカルロ・サラマーノとフェリーチェ・ナザーロがワンツーフィニッシュを飾ったが、これはスーパーチャージャーつきマシンの最初の勝利で、以後スーパーチャージング全盛時代は戦後のF1グランプリ発効後もなお続いた。
さて、失望のどん底にあったチームは、先にフィアットのレーシングチームを辞してアルファロメオに加わっていたバッツィのアイデアで、804のプレパレーションも行ったスーパーチャージャーのスペシャリスト、ヴィットリオ・ヤーノをフィアットから引き抜くことにした（エンツォ・フェラーリは、これを自分の手柄としているが、ヤーノ自身の述懐によれば、事実はまったく異なる）。実はこのころ、名門のフィアットチームでは内部の紛争が原因で、技術面を支えてきた有力メンバーの離脱が相次いでいた。

### スター誕生
ヴィットリオ・ヤーノがミラノにやってきてから3か月後、「P1」は劇的に改良され、名レーシングカー「P2」（8気筒1,987ccDOHC+スーパーチャージャー、140PS/5,500rpm、750kg）へと生まれ変わった。1924年6月、クレモナ・サーキットに姿を現した「P2」はアントニオ・アスカーリの操縦でいきなり優勝。続くヨーロッパ・グランプリ（フランス・リヨン）で、カンパーリの駆る「P2」は、王者フィアットを完膚無きまでに叩きのめすという、最高の形で念願のグランプリ初勝利を掴み、フィアットに引導を渡したのである。この後フィアットは衰退し、さらに経営方針の変更によってサーキットを去っていった。
続く1925年のグランプリでは、史上はじめてマニュファクチャラー・チャンピオンシップ制度が設けられると、その栄冠は「P2」を擁するアルファロメオの頭上に輝いた。こうしてアルファロメオは、一躍グランプリのスターチームになったのである。
しかしそれもつかの間、見えざる手の仕業でアルファは栄光の座を自ら降りざるを得なくなる。

### 黄金期の到来
真紅の「P2」は大成功を収めたが、1925年、初の世界タイトルに輝いたまさにその年を以て、表向きはアスカーリの事故死を理由に、実際は政治的理由（ファシストの介入）から、突然グランプリ活動を中止させられてしまう。ヤーノ率いる開発チームは、新型グランプリマシンの開発を諦めざるを得なかったが、代わりに市販スポーツカーの開発に集中した。
こうして生まれた「6C 1500」シリーズは、高性能スポーツカーとしてアマチュアレーサーの注目を集め、各地のレースで大活躍する。さらに1927年に登場した拡大強化版の「6C 1750」は、ワークスチームの手によってタルガ・フローリオやミッレミリアをはじめとした主要レースを席巻し、無敵のスポーツカーとして名声をほしいままにし、その勝利数は枚挙に暇がない。
1930年、アルファロメオはエンツォ・フェラーリと取引を行ない、「P2」を大幅に改造した新型マシンを、創設間もない「スクーデリア・フェラーリ」に託した。このマシンといっしょにスクーデリアに派遣されたスタードライバー、タツィオ・ヌヴォラーリの操縦で、この改造「P2」は再び数多くのレースに勝利し、その素性のよさと基本設計の確かさを見せつけた。
8C 2300はル・マン24時間レースでも1931年、1932年、1933年、1934年と4連勝した。
1931年にはレーシング・スポーツカーとして生まれた「8C 2300」をストリップダウンして作られた久々の新型グランプリマシン、「8C 2300 モンザ」を擁してグランプリに復帰。ヌヴォラーリ、カンパリ、ボルザッキーニといったスタードライバーを揃えて勝ちまくり、アルファロメオは再びグランプリの王者に返り咲いた（その活躍は後の「P3」登場後も続いた）。
ヤーノは「8C 2300 モンザ」のデビューと同じ1931年にアルファ初のモノポスト・グランプリマシンたる「ティーポA」を完成させた。これは新設計のシャシーにスポーツカー1750の6気筒エンジンを2基並べて搭載したモンスターだったが、過激な操縦性が仇となってごく短命に終わる。しかしこの経験を活かして1932年にはグランプリマシンの真打ち、「P3」（「ティーポB」）が登場する。「P3」は8気筒DOHC 2,654ccエンジンにツイン・スーパーチャージャーを備え、215馬力を発生、最高速は232km/hに達した。
「P3」は圧倒的な強さで出場するレースに悉く勝利し、伝説のグランプリマシンとなった。ここに及んでレーシング・アルファの名声は決定的なものとなったのである。

### 伝説のレース
1935年、ナチス・ドイツの威信をかけて開催されたドイツグランプリで、アルファロメオのセミ・ワークス・チームスクーデリア・フェラーリからエントリーしたタツィオ・ヌヴォラーリが旧式のアルファロメオ「P3」を駆り、並み居るドイツ勢を振り切って優勝。モータースポーツを国威発揚に利用しようとしたヒトラーを歯噛みさせた。当時のメルセデス・ベンツやアウトウニオン（現アウディ）といったドイツ勢は、ヒトラー＝ナチスから政治的意図による潤沢な資金を得、高い開発力と技術力に裏付けられたモンスターマシンを繰り出してレース界を席巻していた。そのボディシェルは航空機並みの高品質アルミニウムで作られ、銀色に輝くマシンはシルバーアローと呼ばれて恐れられた。
イタリアのナショナルチームとして期待されながら、アルファロメオは資金にも技術者にも事欠くありさまで、ドイツ勢に対抗できるような戦闘力を持ったマシンを開発できないでいた。天才ヤーノは航空エンジン開発との二足のわらじ状態で混乱していた。リーダーの統率を欠くアルファロメオ社内では中途半端なレーシング・プロジェクトがいくつも動いているような状態で、とても勝利を狙えるような雰囲気ではなかったという。そんな最中のこの勝利は一時イタリア中を熱狂させたものの、実際のところアルファロメオの勝利というよりはタツィオ・ヌヴォラーリの神がかり的な技量に支えられたものであった。
ちなみにこのとき、ドイツの勝利を疑わないレース主催者は勝者をたたえるイタリア国歌のレコードを持っておらず、ヌヴォラーリ自らが持参したレコードで面目を保ったという。

### 栄光と挫折
イタリア人の期待を一身に背負い、しかし国からの援助もなく、資金が枯渇して開発のままならないマシンで孤軍奮闘するチームはこうして一時の美酒に酔うが、それもこの時までだった。その後、アルファロメオのレーシング部門では政争が渦巻き、ヌヴォラーリが、ヤーノが、そしてフェラーリが去っていった。やがて戦争がすべてを覆い尽くす。

### F1世界選手権への参戦

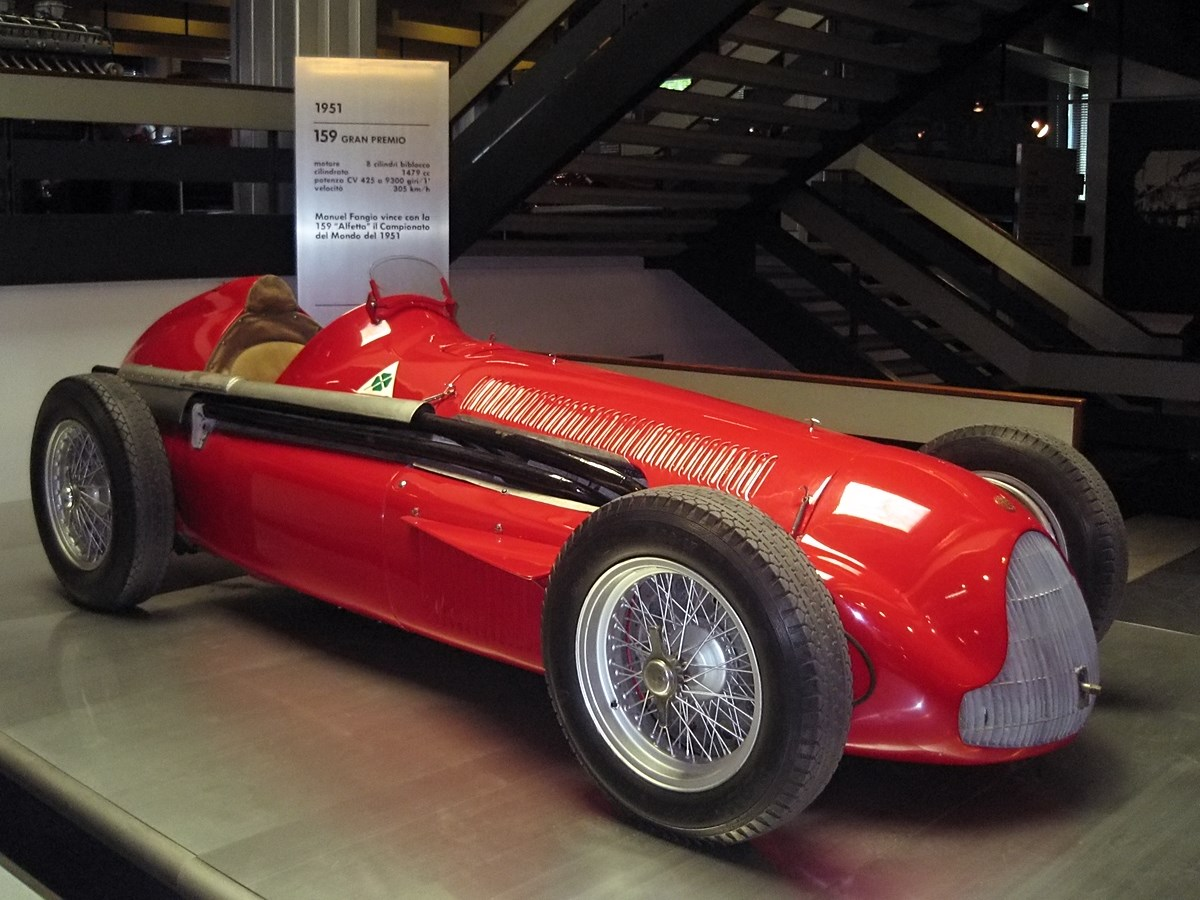
アルファロメオ・159

1945年、第二次世界大戦が終結すると、空襲を避けるためにミラノ北方オルタ湖近くの乳製品工場に隠しておいた戦前のマシン「158」（「アルフェッタ」）を持ち帰り、復活したグランプリレースで早くも大活躍を見せた。
その後、1950年にはじめてF1世界選手権が懸けられると、ファン・マヌエル・ファンジオ、ジュゼッペ・ファリーナらが158を駆り、7戦6勝という圧倒的な強さでシリーズを征し、ファリーナが初代F1王者となった。
1951年、この年もグランプリで158の改良型、159が大活躍したが、アルファロメオを離れて自らの名を冠したレーシングカーでグランプリに挑戦するフェラーリに1951年イギリスグランプリ（シルバーストン）で初めて敗北を喫した。この時のエンツォ・フェラーリの言葉、「私は母を殺してしまった」はあまりにも有名である。
シリーズチャンピオンはこの年もアルファロメオとファンジオのものだったが、資金難を理由にこの年限りでF1グランプリレースから撤退してしまう。

### モータースポーツ活動再開

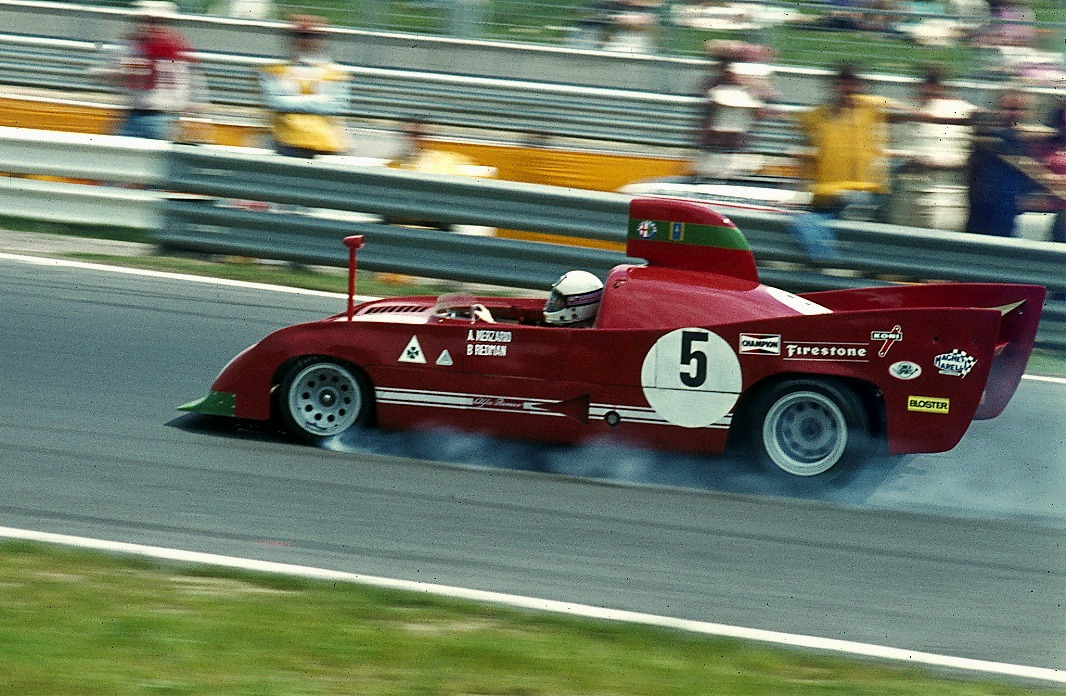
ティーポ33TT12

1966年、天才カルロ・キティ率いる「アウトデルタ」を事実上のワークスチーム化して「ジュリアGTA」でヨーロッパツーリングカー選手権（ETC）を戦い始める。GTAは「アウトデルタ」監修のもと、クーペボディをスチールからアルミ製に換装して200kgの軽量化を達成したレーシング・スペシャルモデルだったが、少数ながら市販された。これにワークスチューンを施した車は「GTAコルサ」と呼ばれ、サーキットを席巻。1966〜1969年までディヴィジョン2（1,001〜1,600cc）を4連覇し、北米のスポーツカークラブ・オブ・アメリカ（SCCA）のトランザム・シリーズでも初代タイトルを獲得した。1970年にディヴィジョン3（1,601cc以上）が創設されると、「1750GTam」を開発して投入しこちらでもタイトルを獲得。「ラ・ボンバ（爆弾）」の異名を取った。翌年は「2000GTA」も投入し、これもタイトルを獲得し、アルファロメオは黄金時代を謳歌した。
他方、ポルシェなどが参戦するグループ6（スポーツカーレース）カテゴリに興味のあったアルファ＝アウトデルタは2リッターV8エンジン・ミッドシップのプロトタイプ「ティーポ33」を1967年に開発。のちに公道走行モデルとして「ティーポ33/2ストラダーレ」を18台製造し、そのうち12台程度を個人向けに市販したとされる。ボディシェルのデザイナーはフランコ・スカリオーネが担当。当時のフェラーリの10倍とも言われる975万リラのプライス・タグがつけられた。
1973年、グループ6のレーシングカー・プロジェクトは水平対向12気筒エンジンをチューブラーシャシーに架装する「ティーポ33/TT12」に発展し、トップカテゴリで活躍した。
1977年の33SC12での参戦を最後に、スポーツカーレースから姿を消した。

### F1への復帰

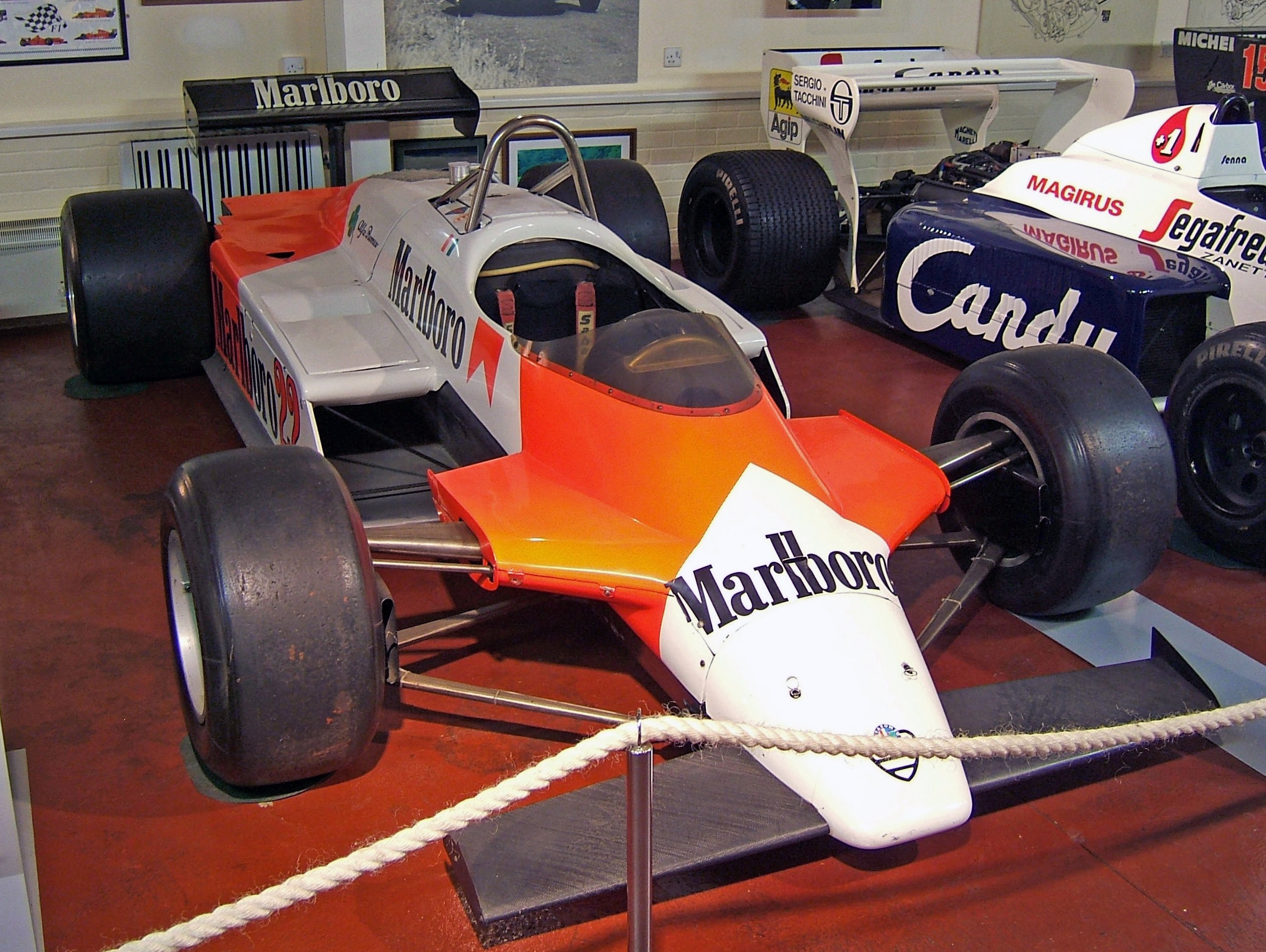
アルファロメオ・179

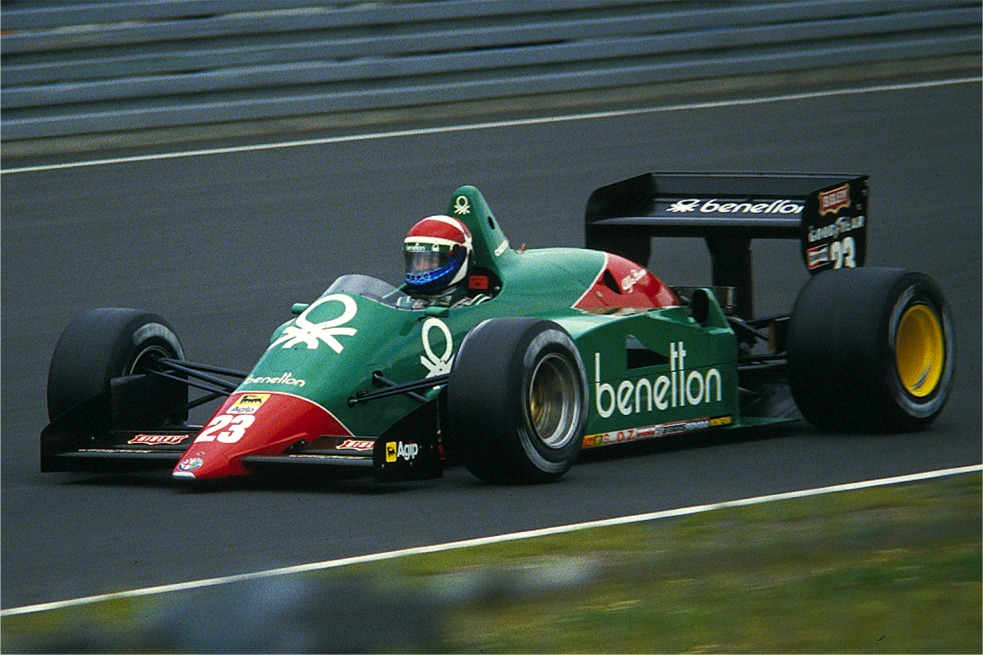
アルファロメオ・185T

1951年のF1撤退後、1960年から1971年にかけてはアルファロメオ製のエンジンを使い、出走するチーム（デ・トマソ、LDS、マクラーレン、マーチなど）がいくつかあった。また、1963年と1965年に、アルファロメオ・スペシャルとして一時的にF1に復帰した時期もあった。ついに1976年、水平対向12気筒エンジンをイギリスに本拠を構えるF1チームブラバムに供給して本格的にF1に復帰。とびきりのパワーがある反面、重く燃費の悪いエンジンにチームは苦労するが、1978年には前年のワールドチャンピオン、ニキ・ラウダを擁して優勝している。
1979年、ブラバムチームとの契約を終え、いよいよアルファロメオは自社開発のF1マシンでグランプリ復帰を果たす。エンジンは1980年からはV12、1983年からはV8ターボを搭載し、2位2回の成績をあげた。1983年まではマクラーレンと同じマールボロがメインスポンサーについたため、そっくりな紅白のカラーリングである。1984年からはベネトンがメインスポンサーとなるが、エンジンの信頼性が低く、1985年はノーポイントに終わり、当時のドライバーのリカルド・パトレーゼは、「自身、最悪のシーズン」と振り返るほど低迷し、ワークスチームはこの年限りで撤退した。その後1988年まではプライベーターのオゼッラにエンジンの供給を行なった。そのころすでに会社は存続の危機を迎えていた。

#### 変遷表（コンストラクターとしての参戦のみ）
| 年     | エントリー名                       | 車体型番       | タイヤ | エンジン                                                      | 燃料・オイル | ドライバー | ランキング | ポイント | 優勝数 |
| ------ | ---------------------------------- | -------------- | ------ | ------------------------------------------------------------- | ------------ | --- | ---------- | -------- | ------ |
| 1950年 | アルファロメオSpA                  | 158            | P      | アルファロメオ158 (1.5L L8s)                                  | シェル       | ファン・マヌエル・ファンジオ ジュゼッペ・ファリーナ ルイジ・ファジオーリ レグ・パーネル コンサルボ・サネージ ピエロ・タルッフィ                                        | -*         | -*       | 6      |
| 1951年 | アルファロメオSpA                  | 159            | P      | アルファロメオ158 (1.5L L8s)                                  | シェル       | ジュゼッペ・ファリーナ ファン・マヌエル・ファンジオ エマヌエル・ド・グラッフェンリード コンサルボ・サネージ ルイジ・ファジオーリ フェリーチェ・ボネット パウル・ピーチ | -*         | -*       | 4      |
| 1979年 | アウトデルタ                       | 177 179        | G      | アルファロメオ115-12 (3.0L F12) アルファロメオ1260 (3.0L V12) | アジップ     | ブルーノ・ジャコメリ ヴィットリオ・ブランビラ | NC         | 0        | 0      |
| 1980年 | マールボロ・チーム・アルファロメオ | 179            | G      | アルファロメオ1260 (3.0L V12)                                 | アジップ     | パトリック・デパイユ ブルーノ・ジャコメリ ヴィットリオ・ブランビラ アンドレア・デ・チェザリス                                                                          | 11位       | 4        | 0      |
| 1981年 | マールボロ・チーム・アルファロメオ | 179B,179C,179D | M      | アルファロメオ1260 (3.0L V12)                                 | アジップ     | マリオ・アンドレッティ ブルーノ・ジャコメリ | 9位        | 10       | 0      |
| 1982年 | マールボロ・チーム・アルファロメオ | 179D 182,182B  | M      | アルファロメオ1260 (3.0L V12)                                 | アジップ     | ブルーノ・ジャコメリ アンドレア・デ・チェザリス | 10位       | 7        | 0      |
| 1983年 | マールボロ・チーム・アルファロメオ | 183T           | M      | アルファロメオ890T (1.5L V8ターボ)                            | アジップ     | アンドレア・デ・チェザリス マウロ・バルディ | 6位        | 18       | 0      |
| 1984年 | ベネトン・チーム・アルファロメオ   | 184T           | G      | アルファロメオ890T (1.5L V8ターボ)                            | アジップ     | リカルド・パトレーゼ エディ・チーバー | 8位        | 11       | 0      |
| 1985年 | ベネトン・チーム・アルファロメオ   | 185T 184TB     | G      | アルファロメオ890T (1.5L V8ターボ)                            | アジップ     | リカルド・パトレーゼ エディ・チーバー | NC         | 0        | 0      |
| 年     | エントリー名                       | 車体型番       | タイヤ | エンジン                                                      | 燃料・オイル | ドライバー | ランキング | ポイント | 優勝数 |

- 太字はドライバーズタイトル獲得者およびその年の最高記録
- 斜体になっているドライバーはスポット参戦など
- *コンストラクタータイトルは1958年から設定された。このためコンストラクターとしてのポイントやランキングは存在しない。

### ツーリングカーでの再興

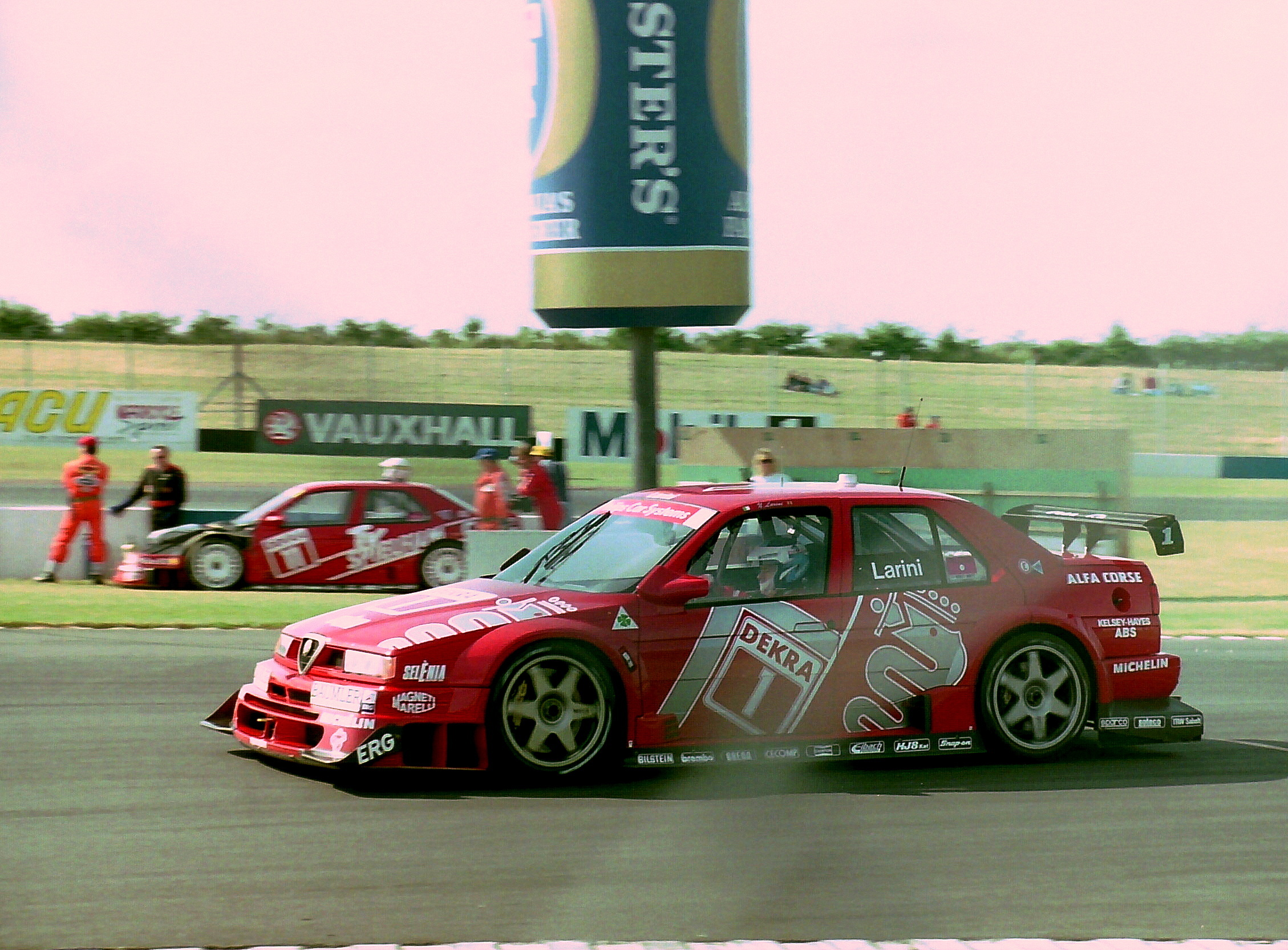
DTMの155 V6 TI（1994年）

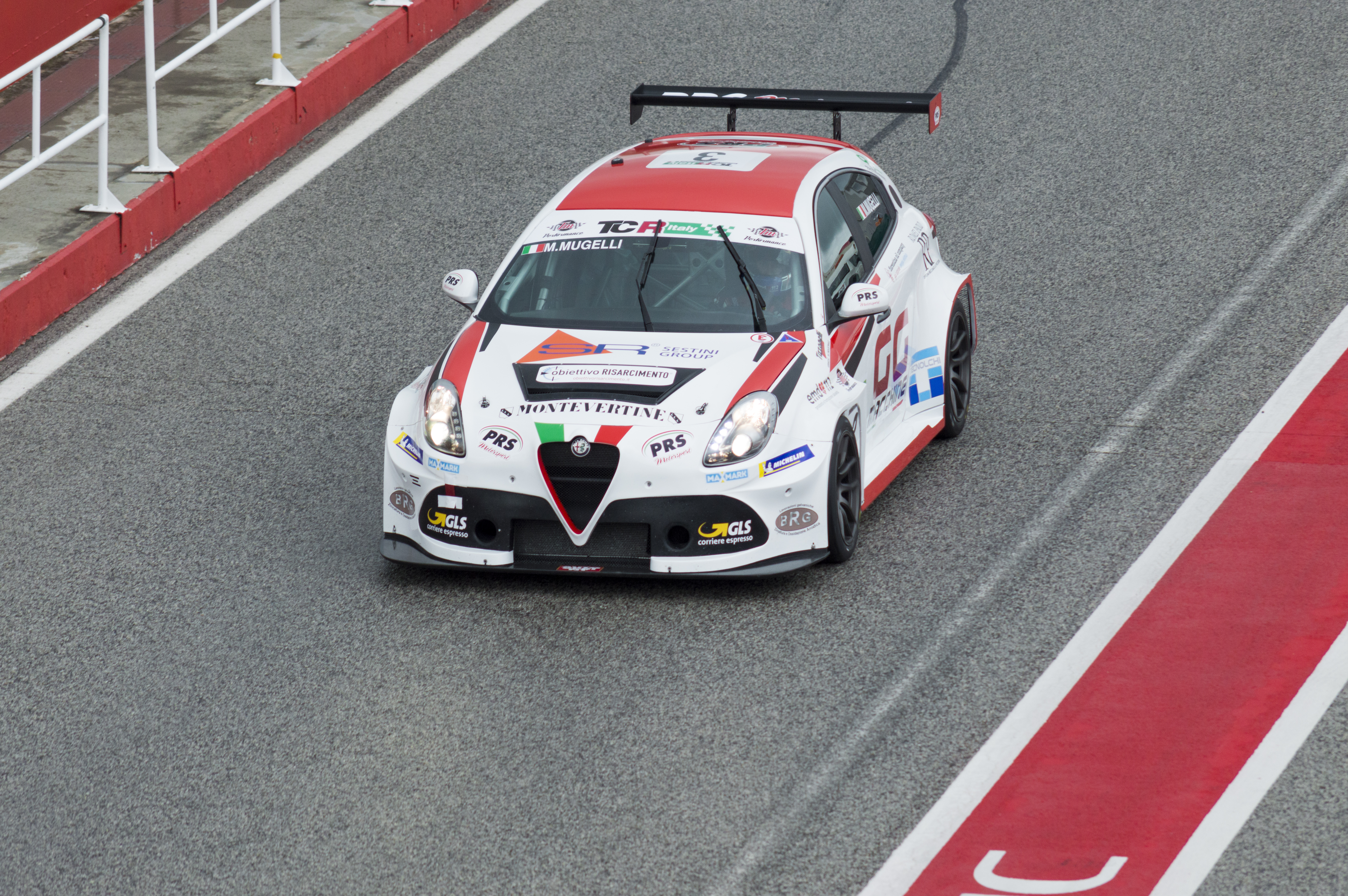
TCRのジュリエッタ（2019年）

F1参戦後もツーリングカーレースは続いたが、徐々にBMWに押されるようになっていった。1980年代のグループAのディヴィジョン2でも75ターボが投入され、1987年に一度だけ開催されたWTC（世界ツーリングカー選手権）にもエントリーするが、上位クラスをも凌ぐ速さのBMWには太刀打ちできなかった。
1988年から開催される予定だったプロカー選手権に向けて、アバルトは164プロカー4とV10自然吸気エンジンを開発したが、エントラント不足により選手権自体が開催されなかった。
そこでこのエンジンを転用したグループCマシンのSE048を開発するが、またしてもカテゴリ消滅によりお蔵入りとなってしまった。
相次いで参戦先を失ったアルファロメオだが、グループ内ブランド戦略見直しにより世界ラリー選手権（WRC）から撤退したランチアのリソースも得て、ツーリングカーレースをメイン活動に据えた。国際自動車連盟（FIA）が1993年から施行した「クラス1」と「クラス2」（スーパーツーリング）の両方にマシンを投入した。4WDを採用した155 GTAで1992年イタリア・スーパーツーリングカー選手権、さらにはクラス1の155 V6 TIで1993年ドイツツーリングカー選手権（DTM）をも制覇した。クラス2でも空力パーツをあらかじめ装着したホモロゲーションモデルを生産するほどに気合いの入った155 TSを開発し、激戦区のイギリスツーリングカー選手権（BTCC）で1994年にチャンピオンとなった。しかしクラス2では他メーカーたちの抗議でライバルたちにも後付の空力パーツが認められてしまった上、可変式であることを咎められてペナルティを受けて成績が低迷し1995年末で撤退。クラス1は自らが仕掛けた過当な開発競争に嵌り、予算の限界を迎えて1996年に撤退した。
その後1998年に、改めて156のスーパーツーリングマシンを投入。ファブリツィオ・ジョヴァナルディのドライビング技術によりイタリアで2年連続チャンピオンを獲得し、独伊の選手権の合併で誕生したヨーロッパツーリングカップ（2年目以降はヨーロッパツーリングカー選手権に改名、ETCC）でも宿敵BMW勢を破ってドライバーズタイトルを3連覇、合わせて5連覇を達成する強さを見せた。その上位カテゴリである世界ツーリングカー選手権（WTCC）にもスーパー2000規定の156で参戦したが、こちらは初年度のみでワークス参戦から撤退している（ランキング最高3位）。
現在はTCR規定にジュリエッタ、およびTCRの電気自動車版であるe-TCRにジュリアをそれぞれ投入している。

### F1第二期

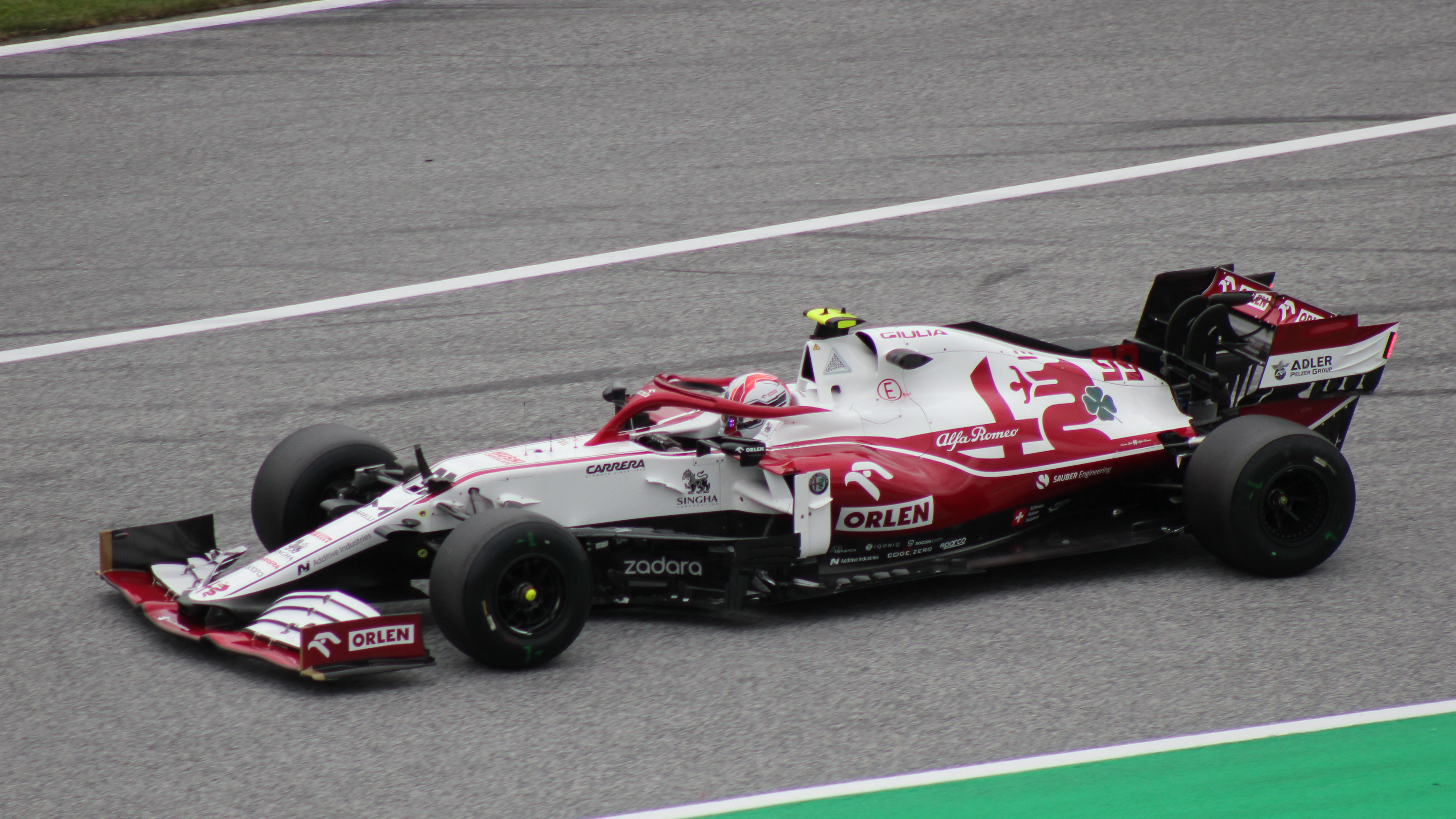
アルファロメオ・レーシング（2021年オーストラリア）

ワークス活動から撤退した30年後の2015年から、かつてのライバルで当時は同じフィアット・クライスラー・オートモービルズ(FCA)の傘下に置かれていたフェラーリのスポンサーとなり、同年のマシンSF15-Tにアルファロメオのロゴが描かれた。
2018年からはザウバーのタイトルスポンサーを務めることが決まり、戦略的、商業的、技術的な協力を定めた多年度のパートナーシップ契約を締結。「アルファロメオ・ザウバー・F1チーム」でエントリーし、アルファロメオの名前が31年ぶりにF1に復活することになった。
さらに2019年から単独名義にリニューアルし、「アルファロメオ・レーシング」が誕生した。
キミ・ライコネン、バルテリ・ボッタス、アントニオ・ジョビナッツィ、周冠宇らがドライブしたが表彰台は獲得できず、フェラーリ勢の中堅チームという立ち位置を覆せないまま、2023年をもってアルファロメオはザウバーとの契約を終了することを2022年に正式発表している。
2019年から始まった女性限定のフォーミュラカーレース「Wシリーズ」では、ジュリエッタの1,750ccターボエンジンがチューニングされて用いられている。

## 車種一覧

### 現行
- ジュリア
- ステルヴィオ
- トナーレ
- ジュニア

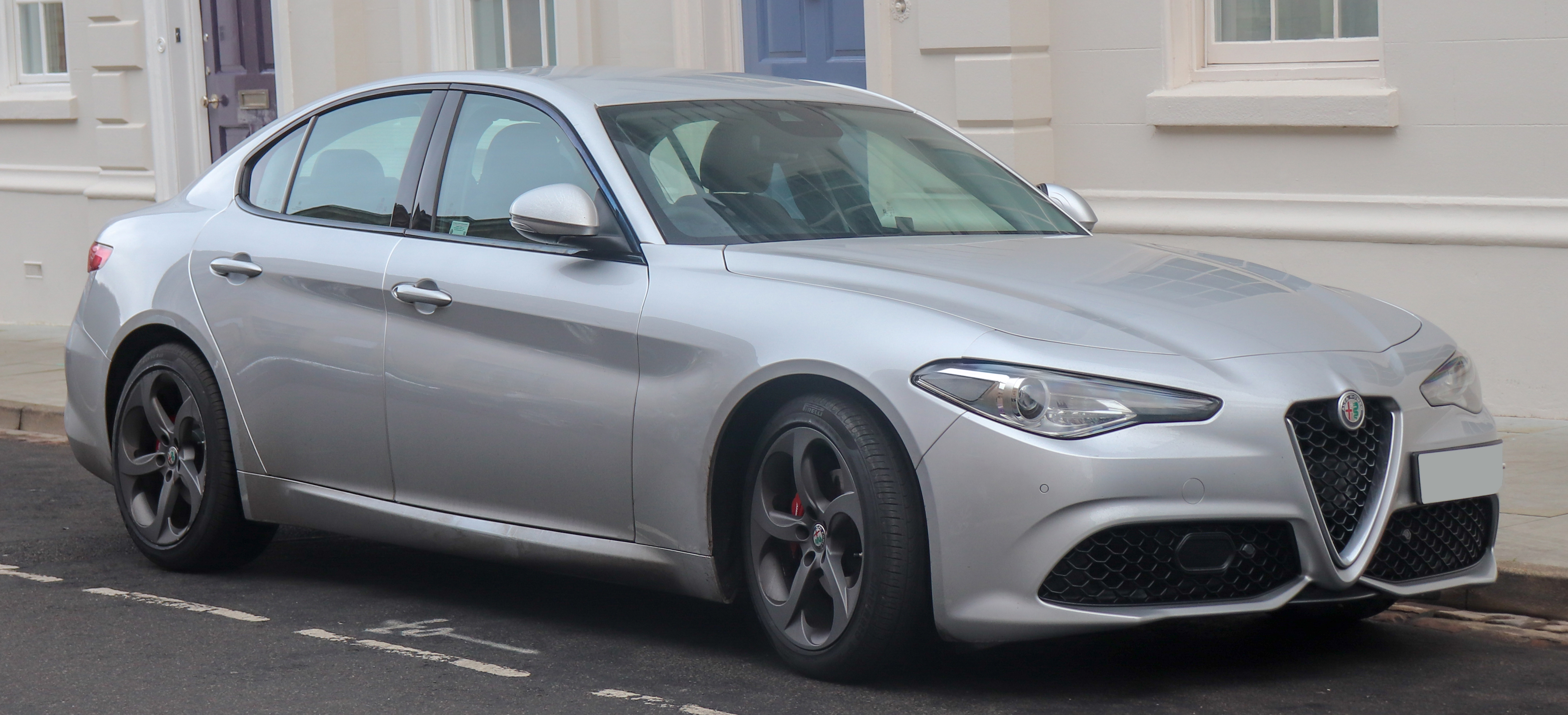
ジュリアII
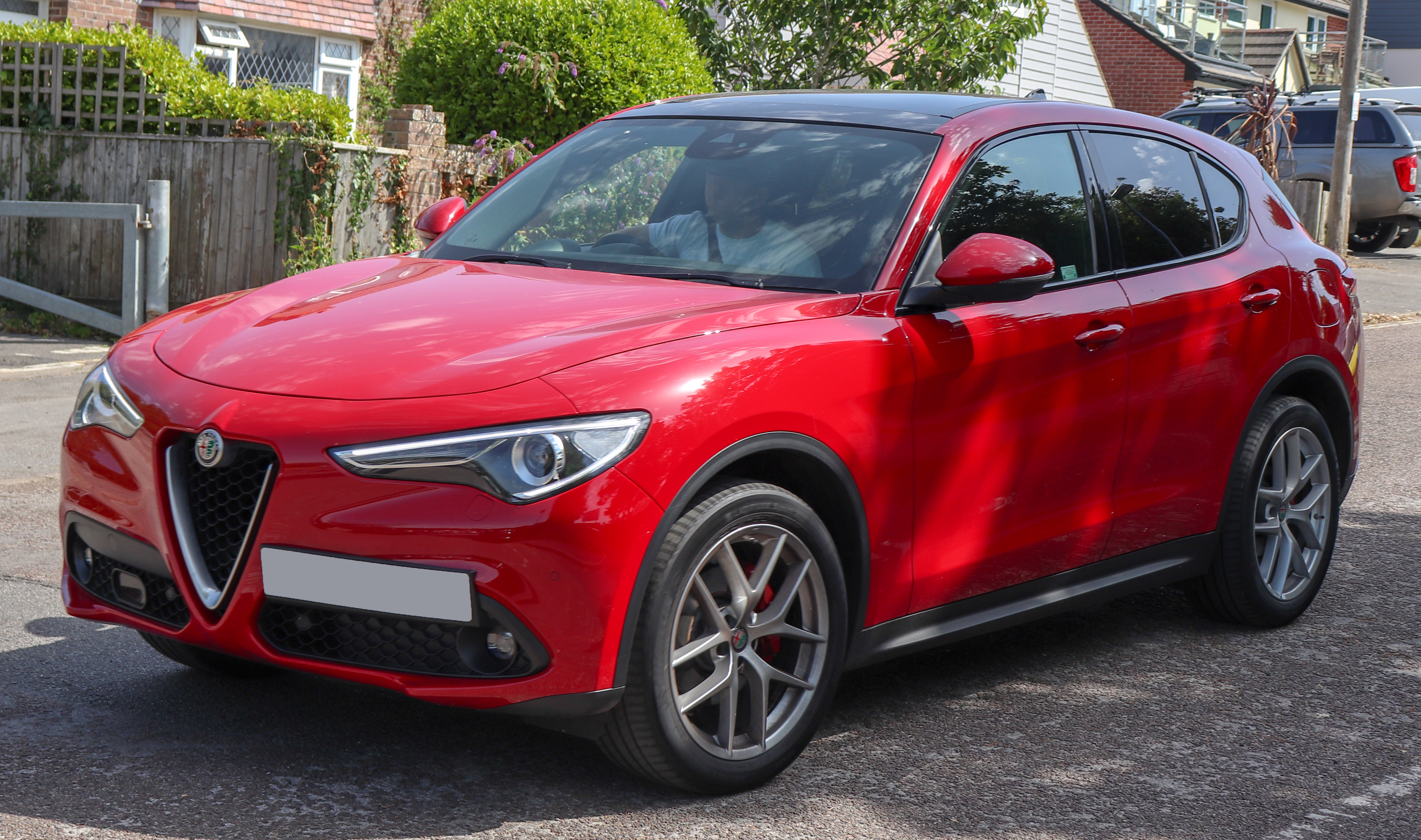
ステルヴィオ
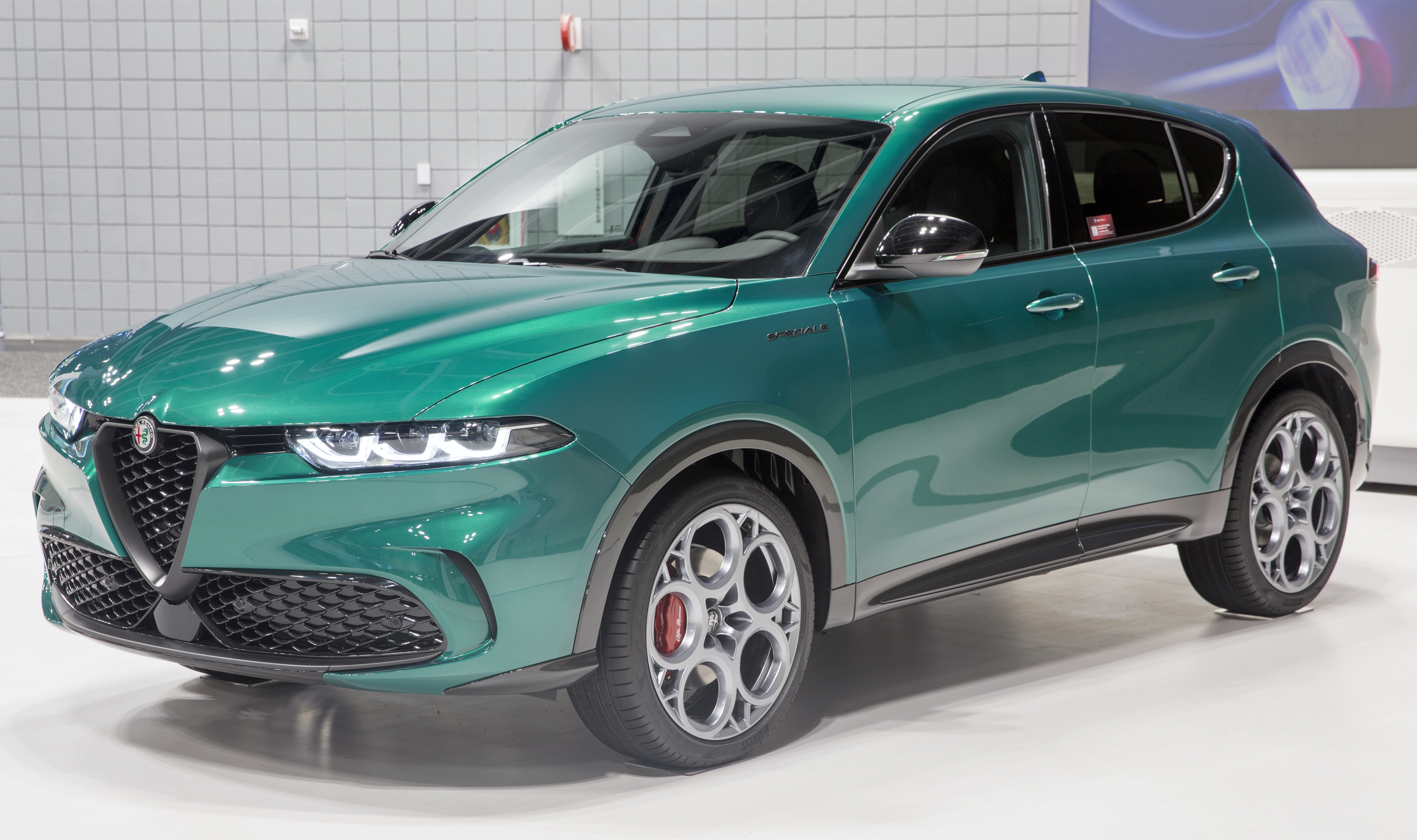
トナーレ
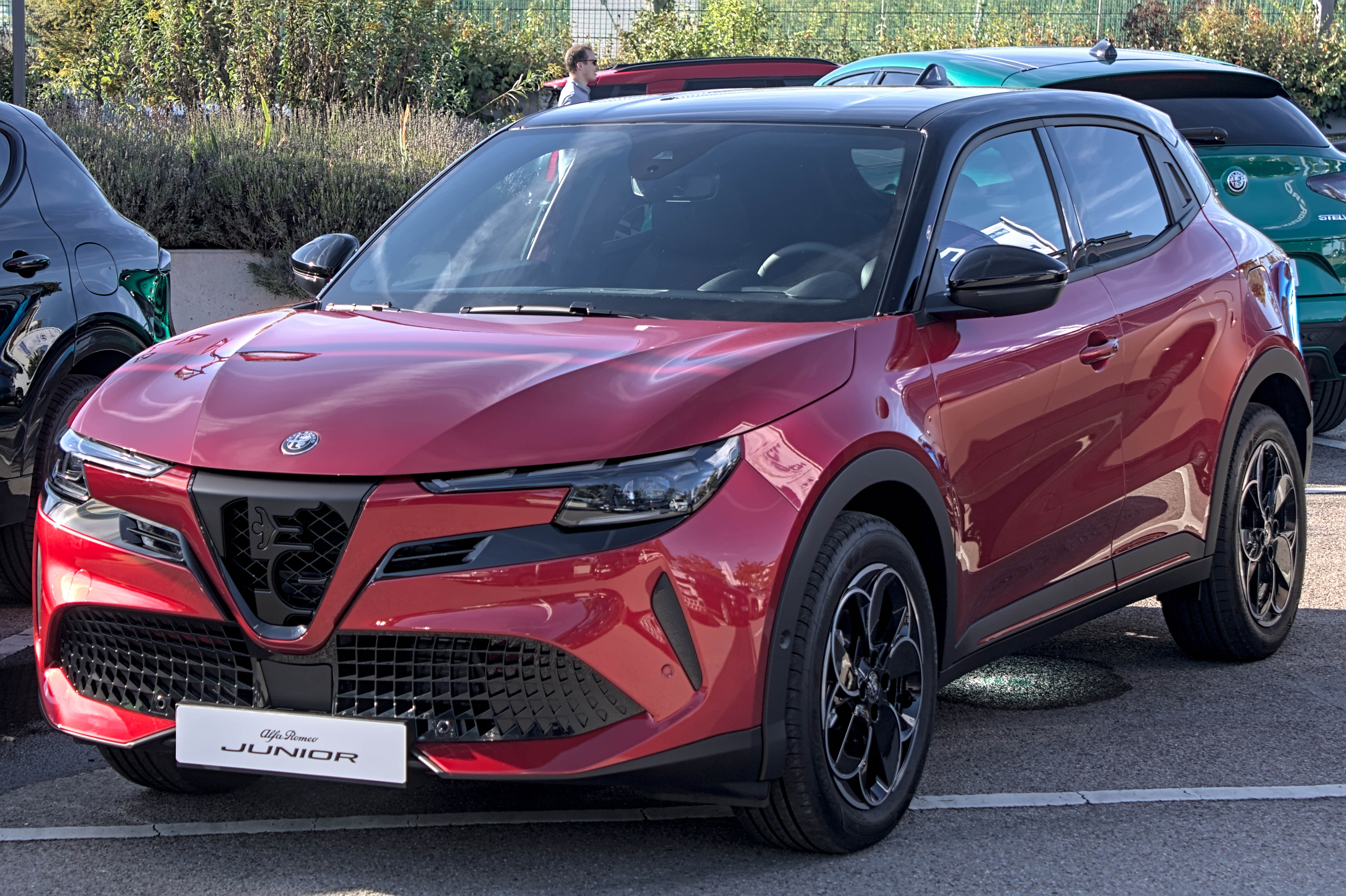
ジュニア

### 生産終了
- 24HP（英語版）
- 12HP（英語版）
- 14-16HP
- 15HP（英語版）
- 40-60HP（英語版）
- RL（英語版）
- RM（英語版）
- 6C（英語版）
- 8C
- 1900
- 2000/2600・ベルリーナ/スプリント/スパイダー/SZ
- ジュリエッタ(初代)
- ジュリア
- グランスポルト・クアトロルオーテ
- 1750・ベルリーナ/ベローチェ/GTV
- 1300/1600ジュニアZ
- ティーポ33/2ストラダーレ
- モントリオール
- アルフェッタ・ベルリーナ/GT
- アルファスッド・ベルリーナ/ＧＴスプリント
- ジュリエッタ(ヌオーヴァ)
- アルファ6
- 33
- アルナ
- 90
- 75
- SZ/RZ

- 164
- 155
- GTV・スパイダー(916系)
- 145
- 146
- 156
- SE048
- 166
- 8Cコンペティツィオーネ
- 147
- GT
- ブレラ
- スパイダー(939系)
- 159
- TZ3 ストラダーレ
- ディスコ・ヴォランテ
- ディスコ・ヴォランテ・スパイダー
- ミト
- 4C
- 4C Spider
- ジュリエッタ（第3世代）
- SWB ザガート
- 33ストラダーレ

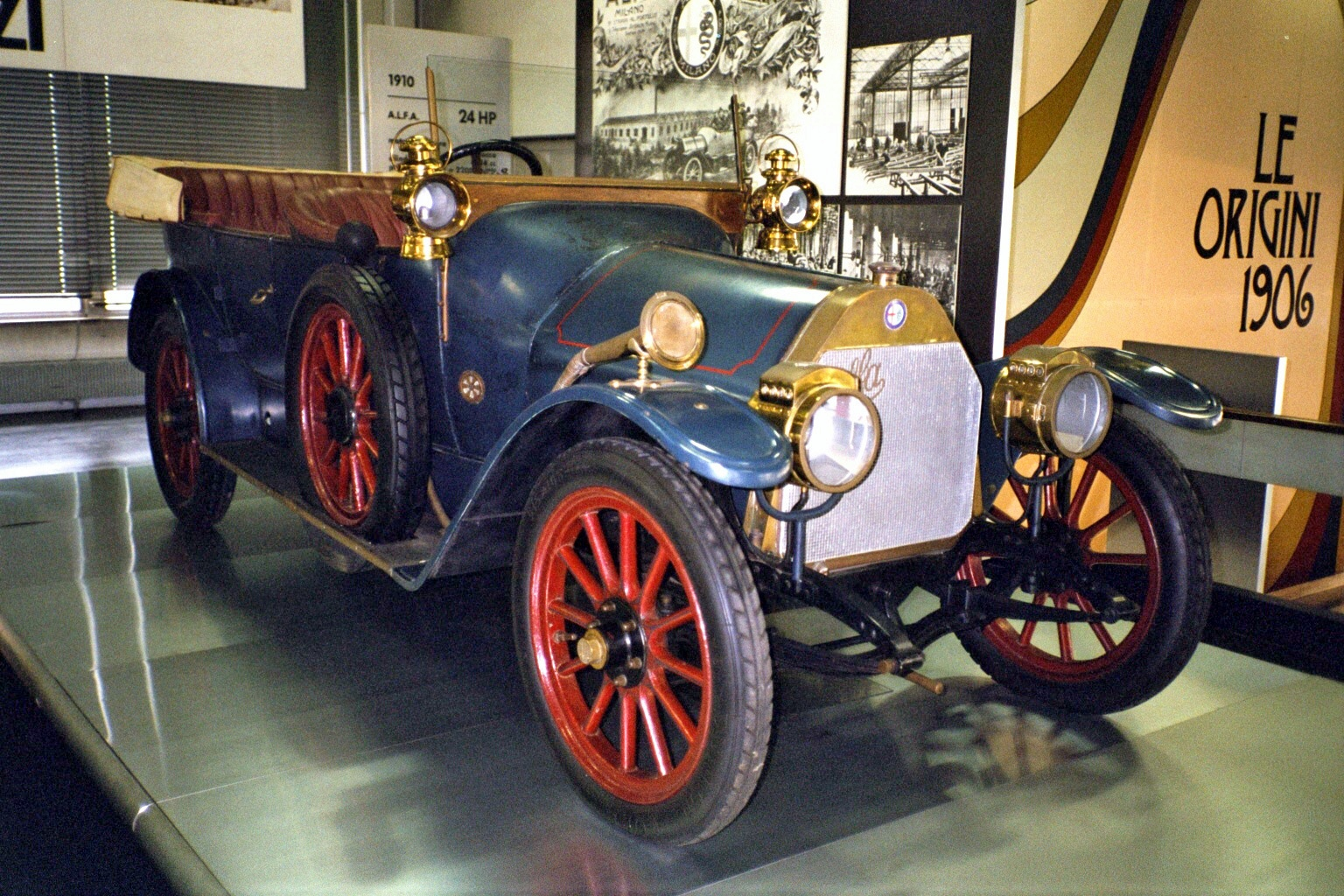
24HP
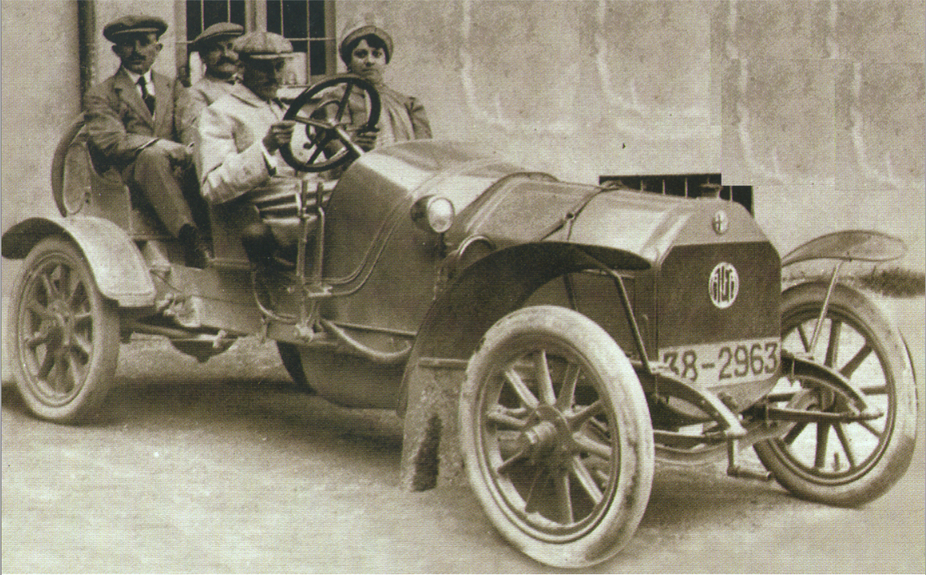
12HP
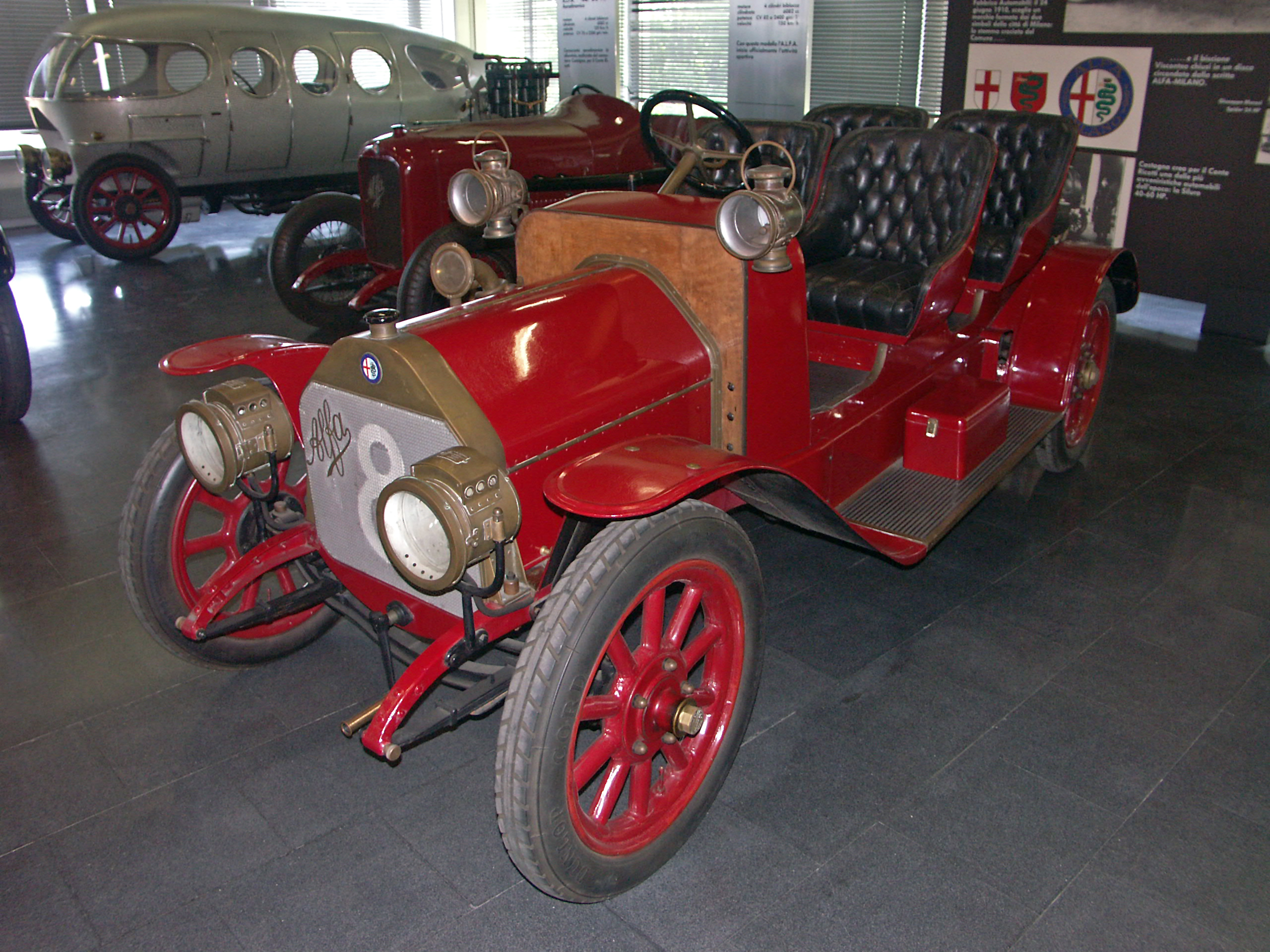
15HP
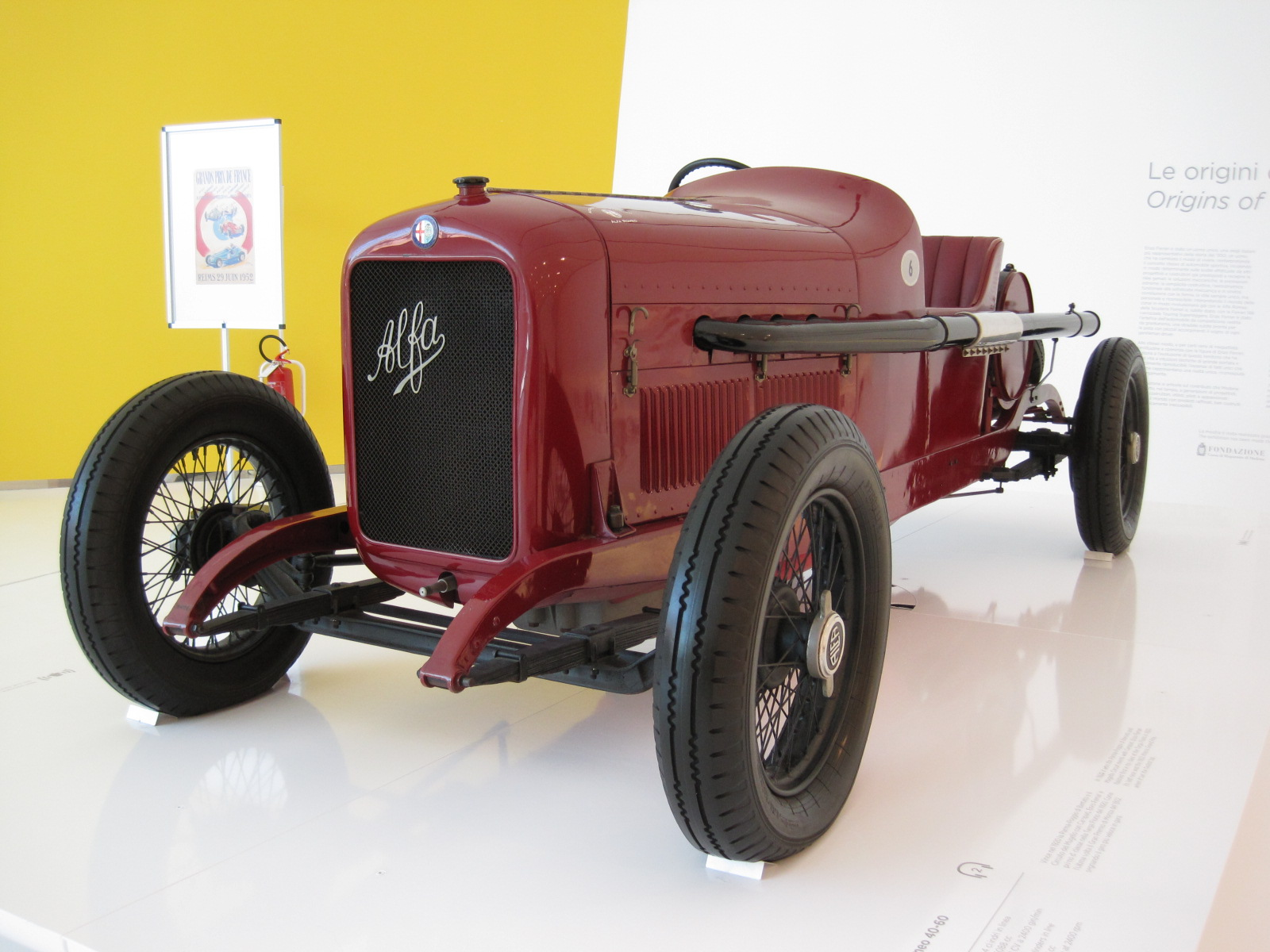
40-60HP
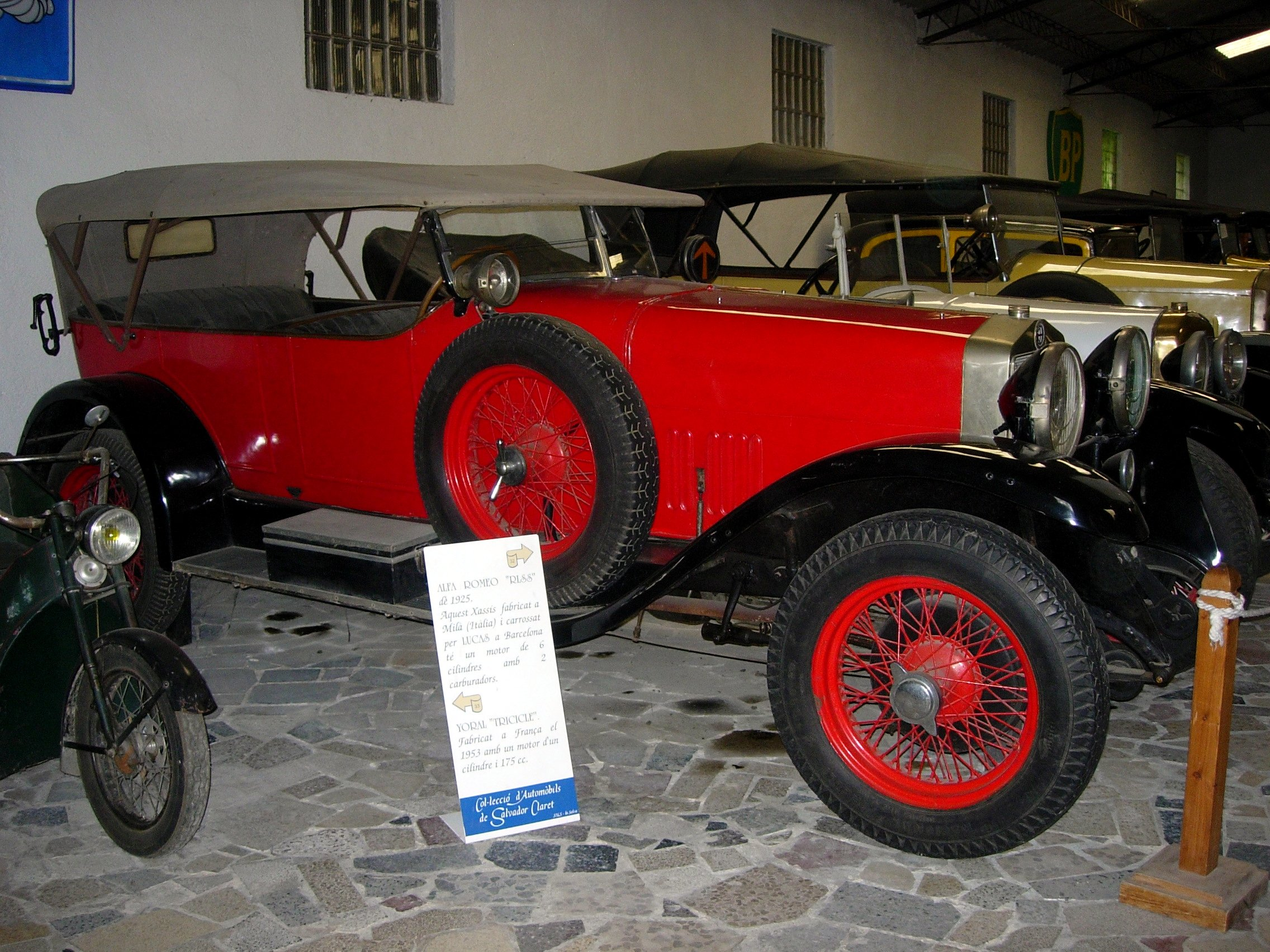
RL
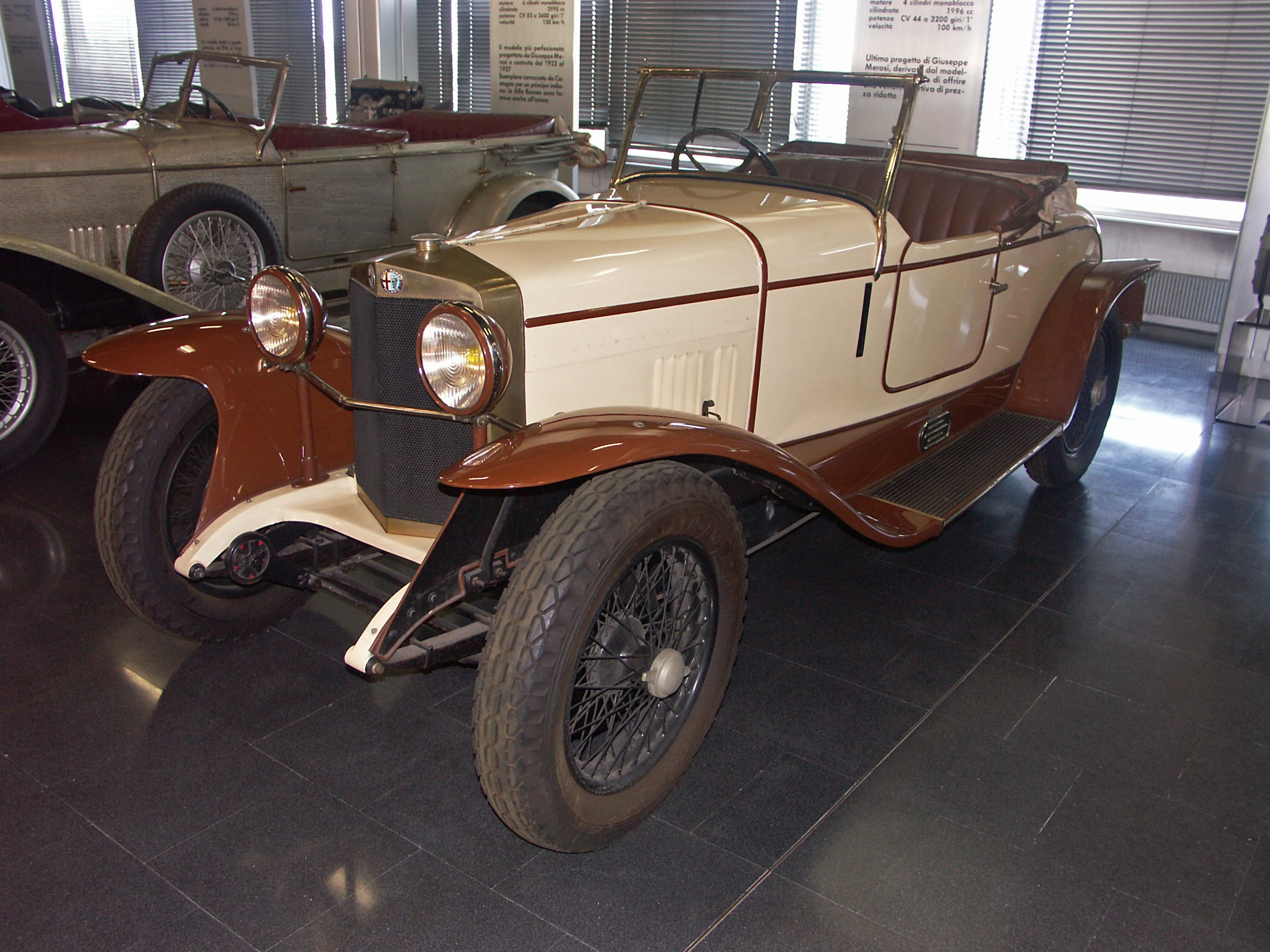
RM
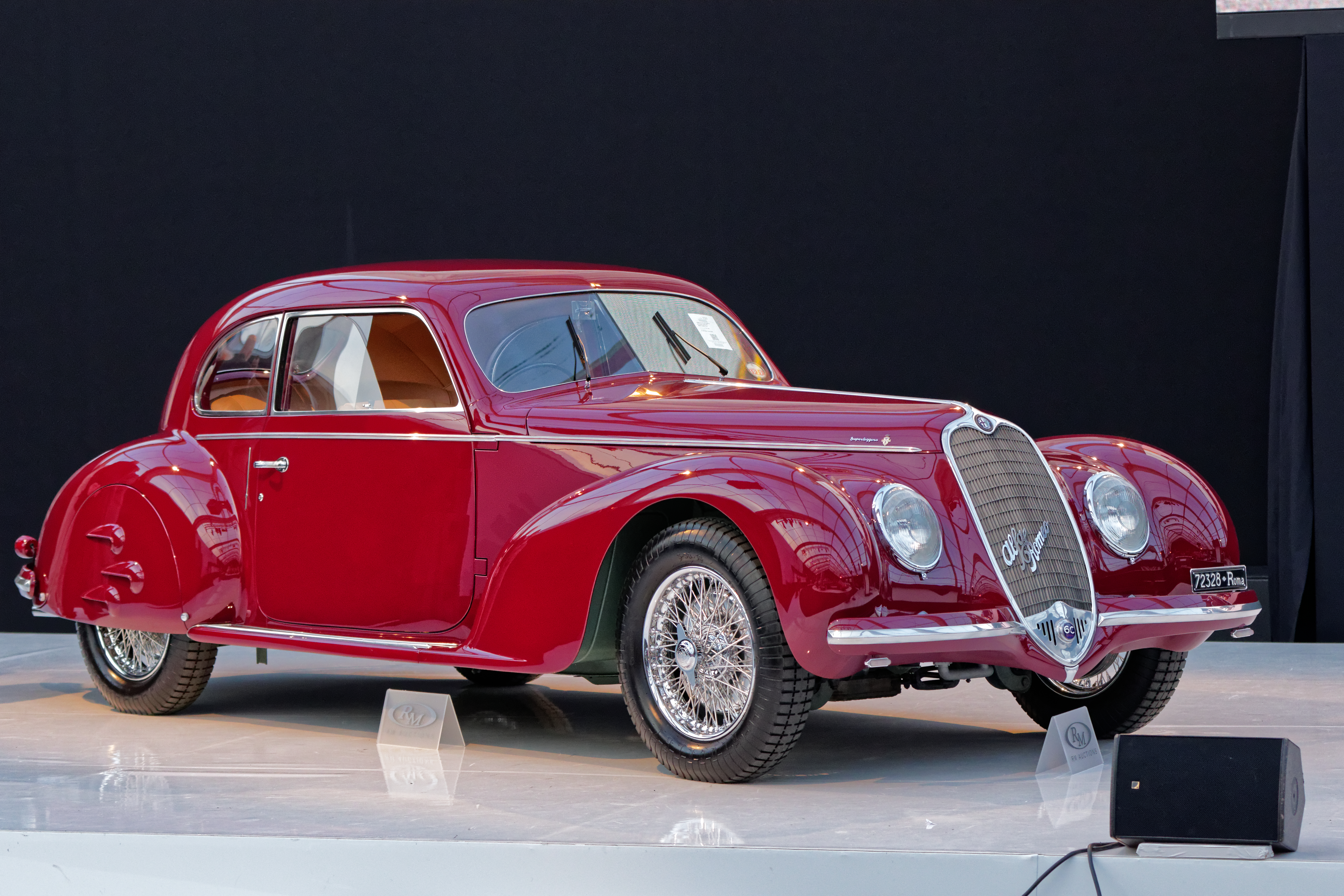
6C
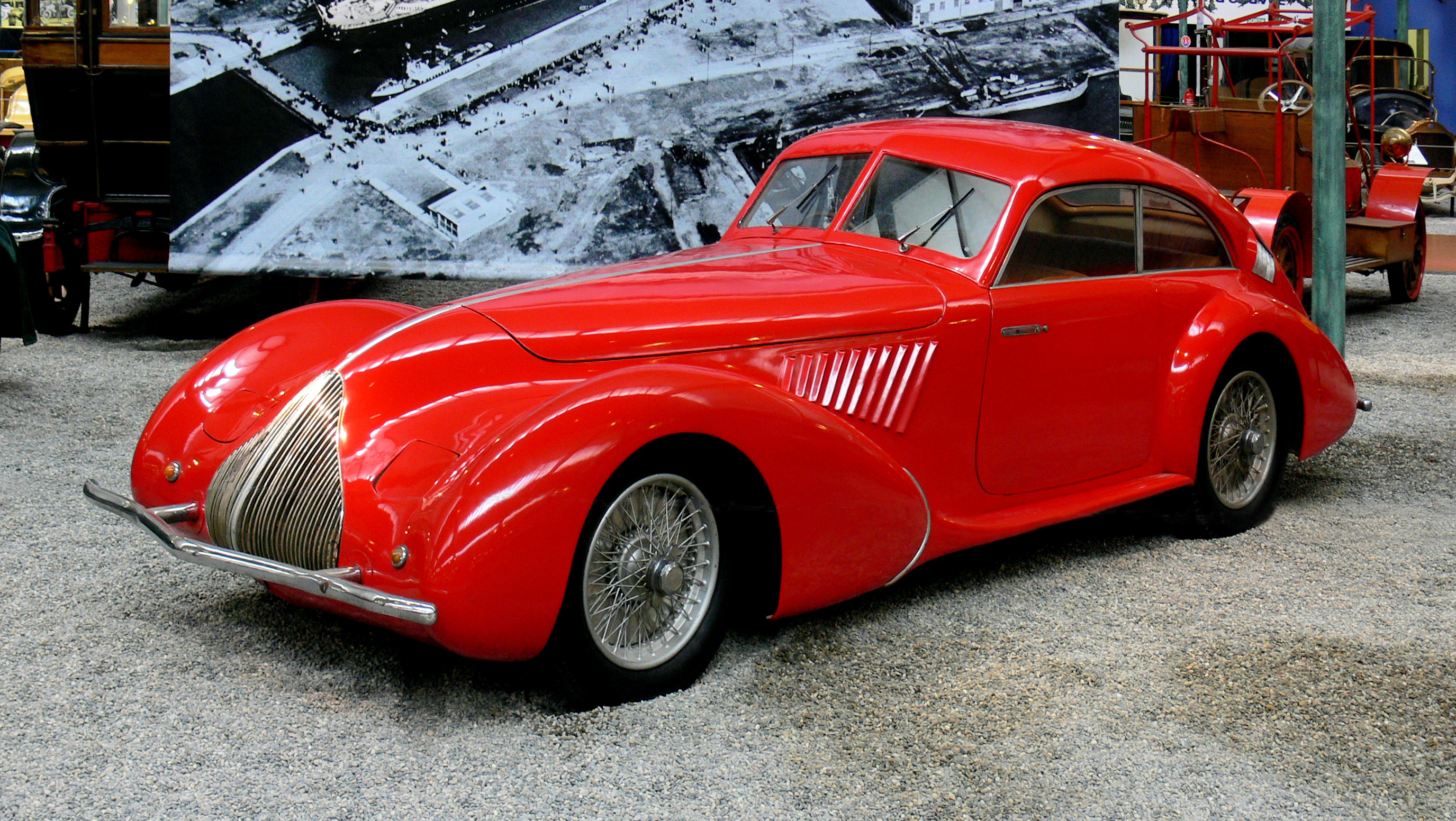
8C
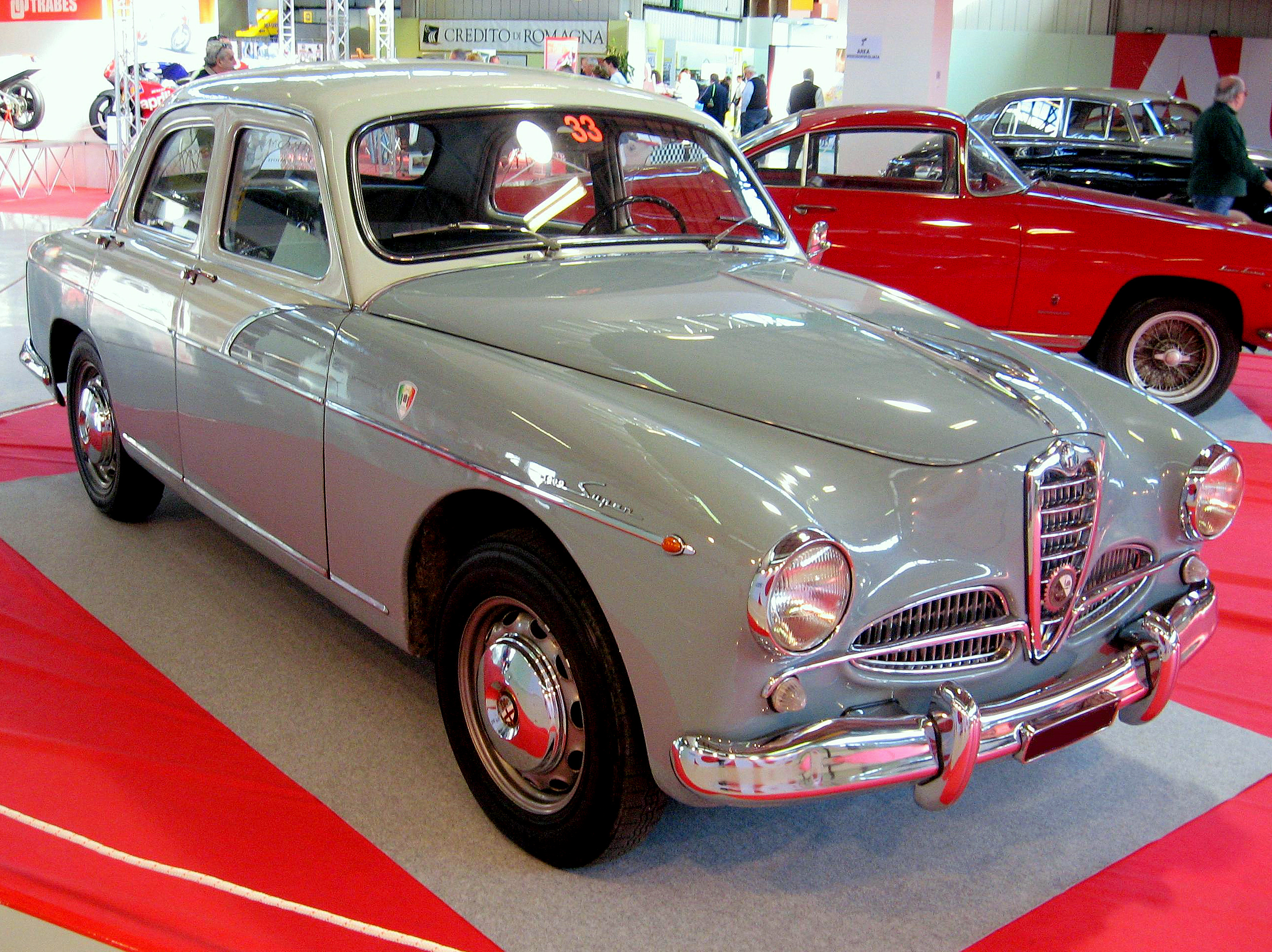
1900
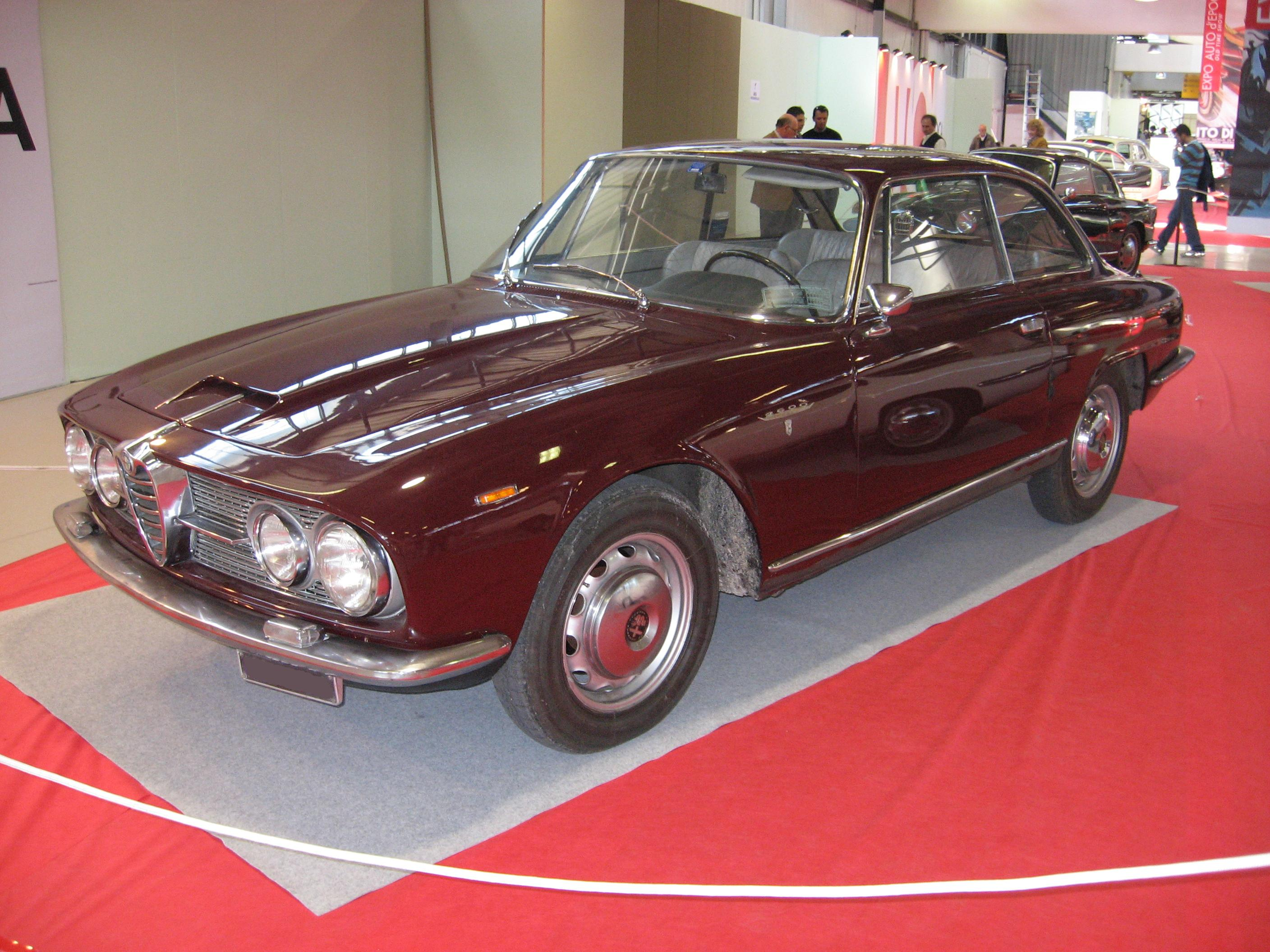
2600スプリント
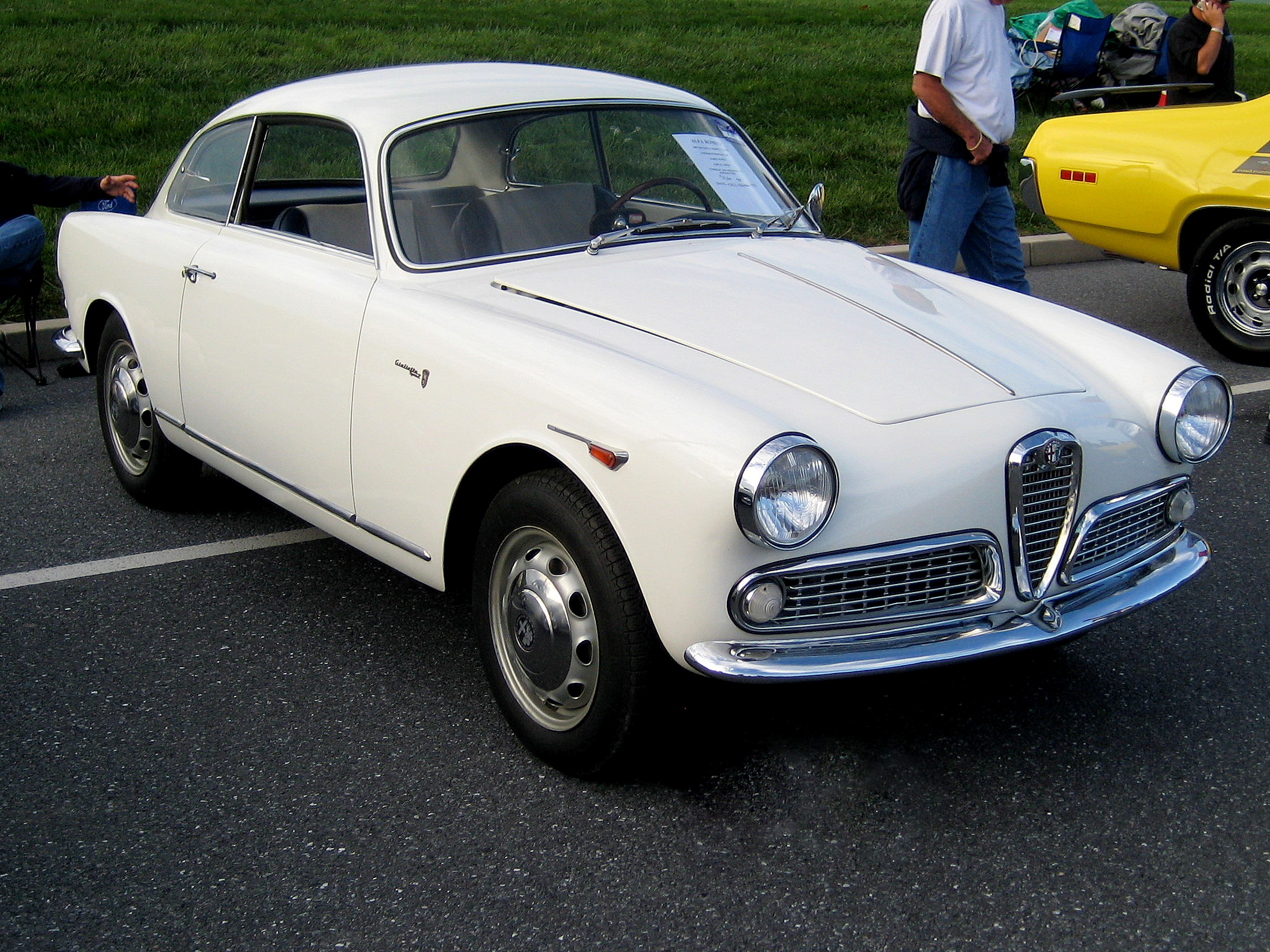
ジュリエッタI
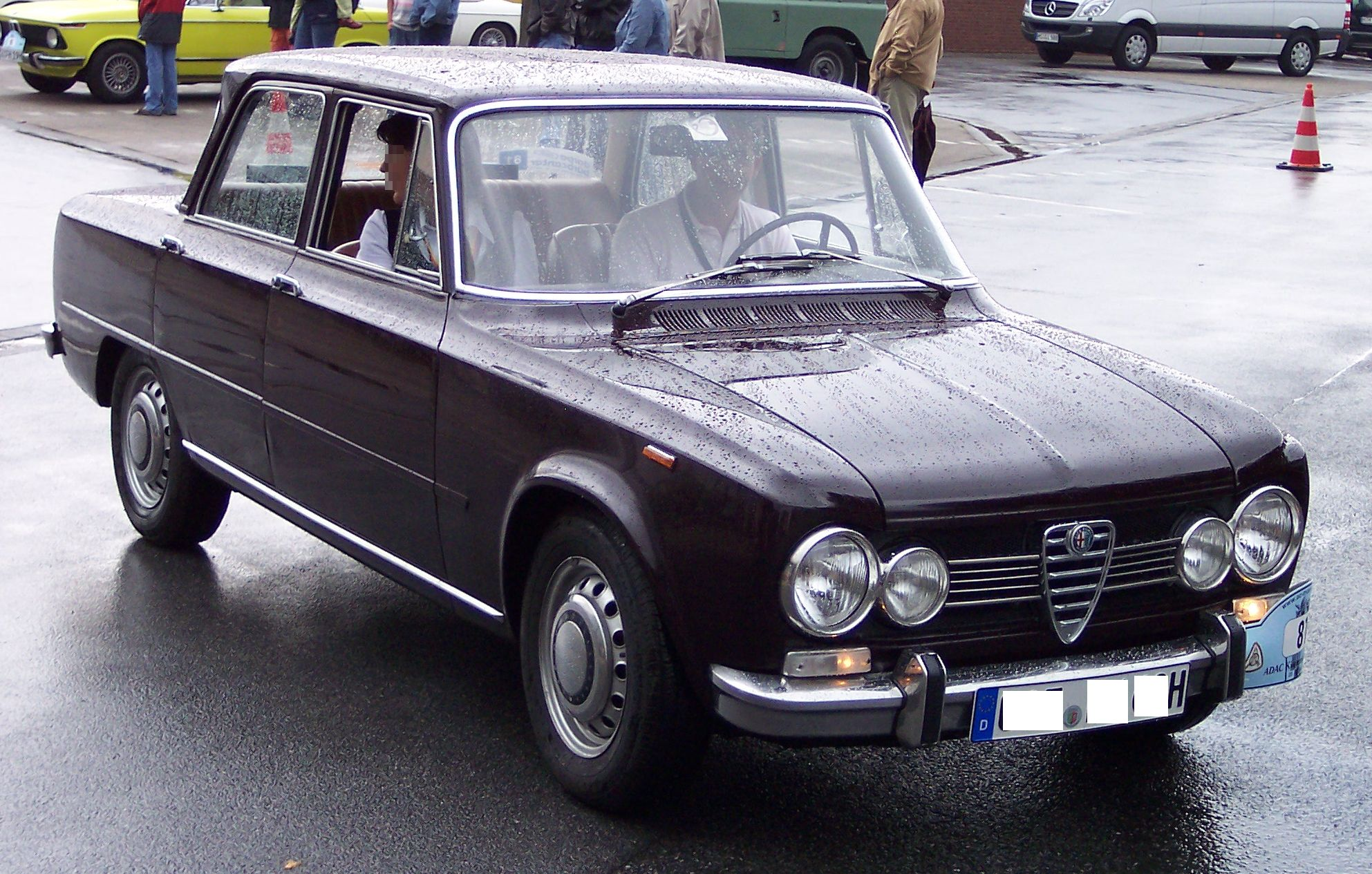
ジュリアI
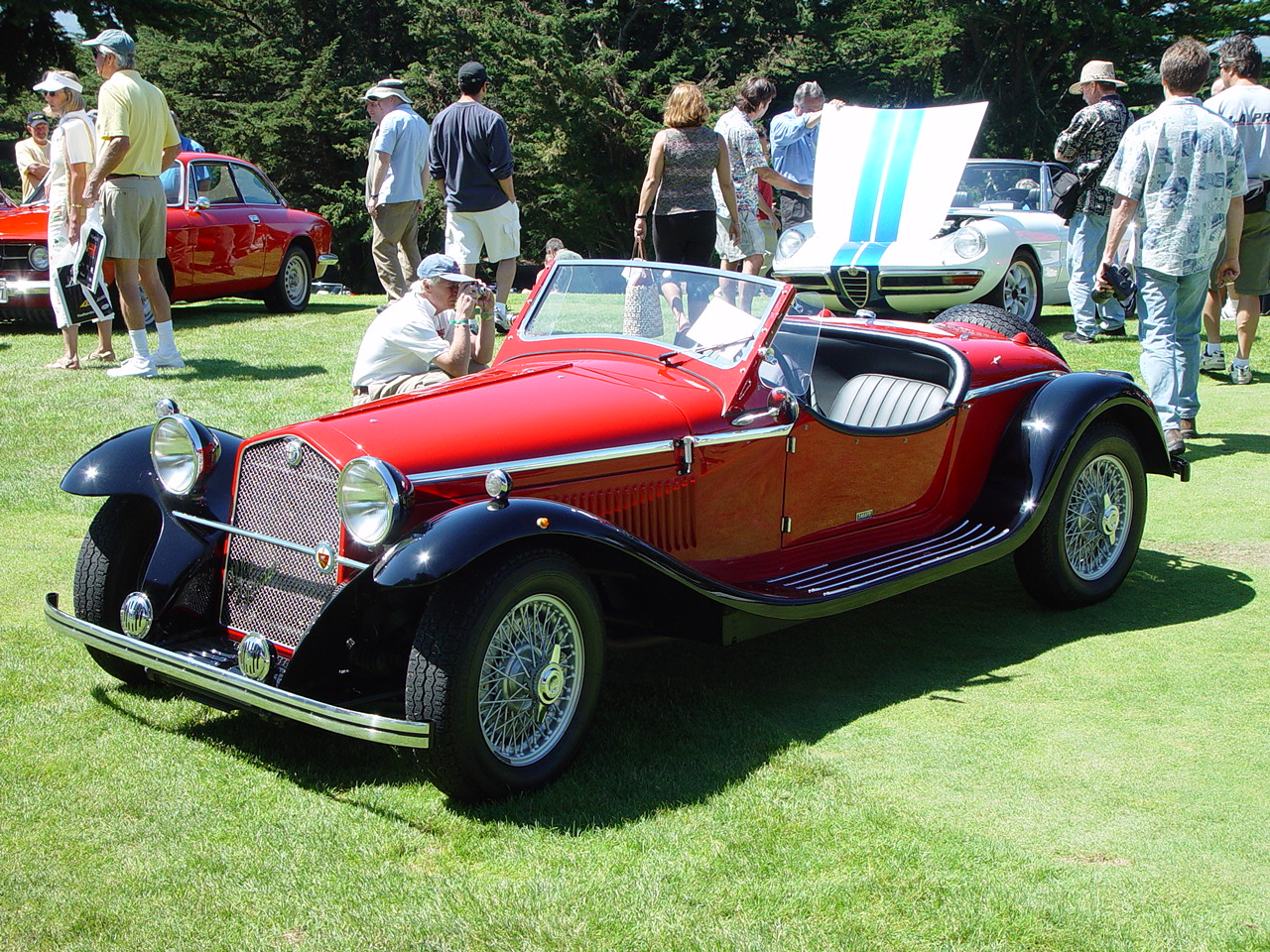
グランスポルト・クアトロルオーネ
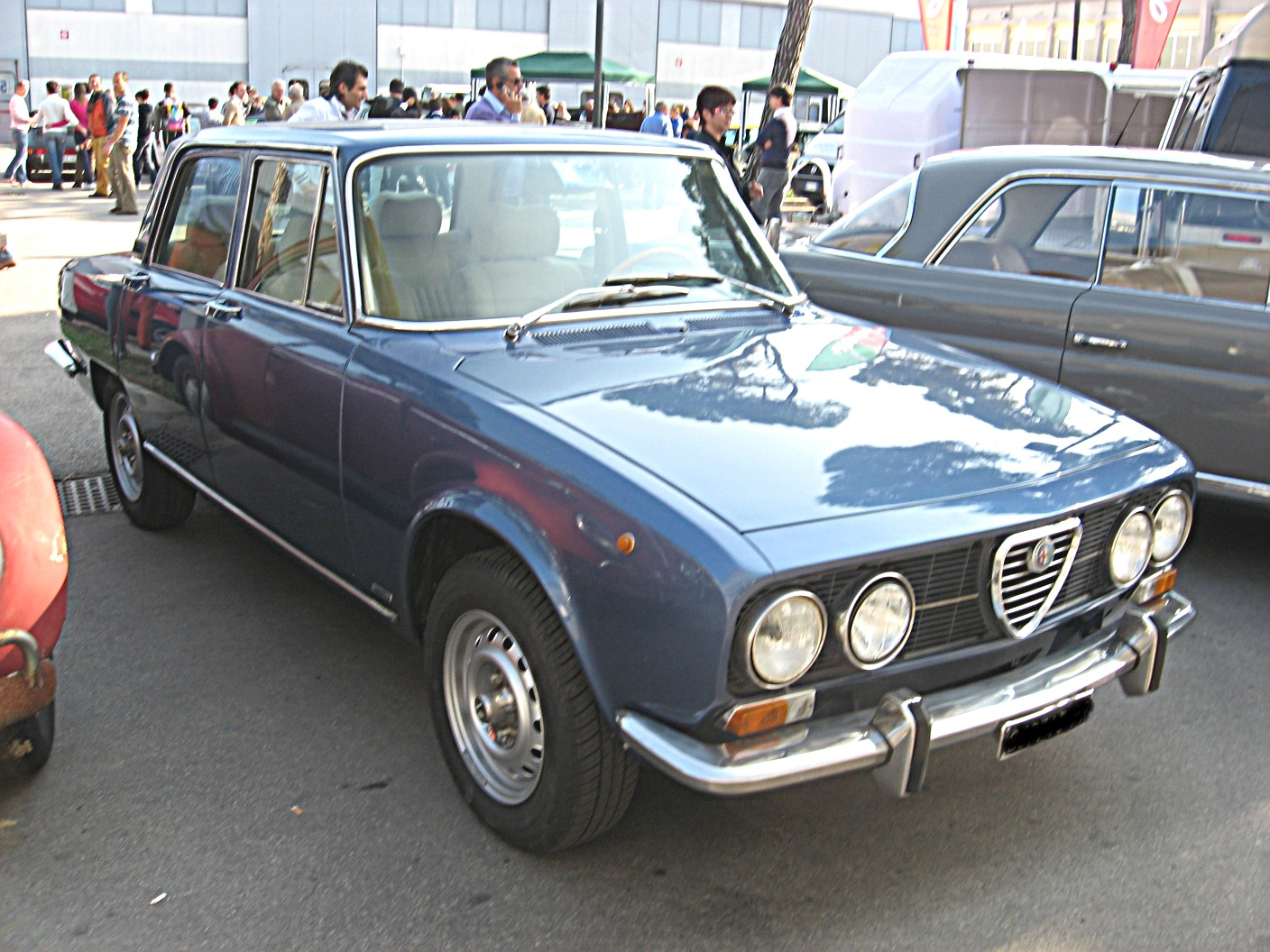
2000ベルリーナ
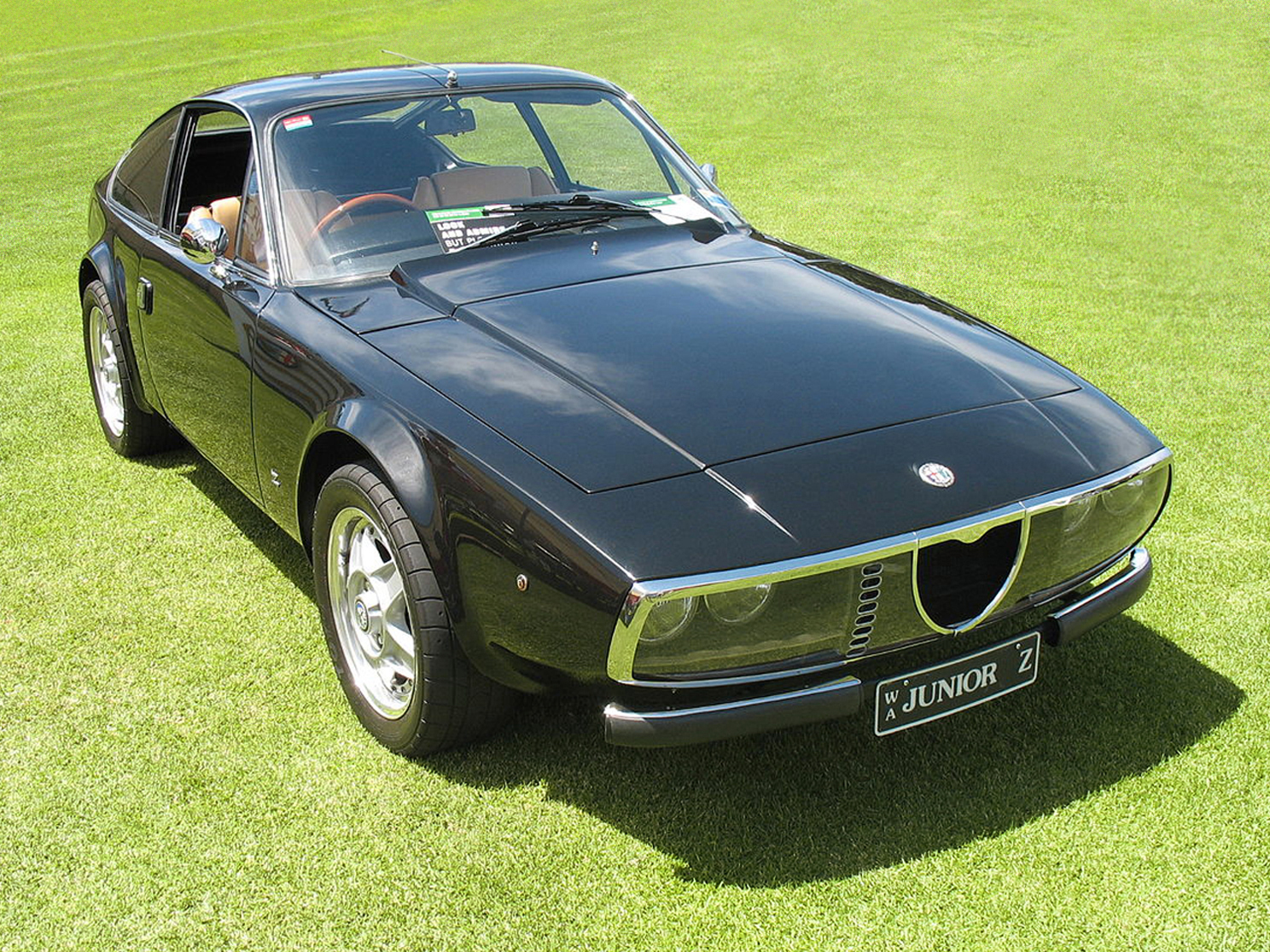
ジュニアZ
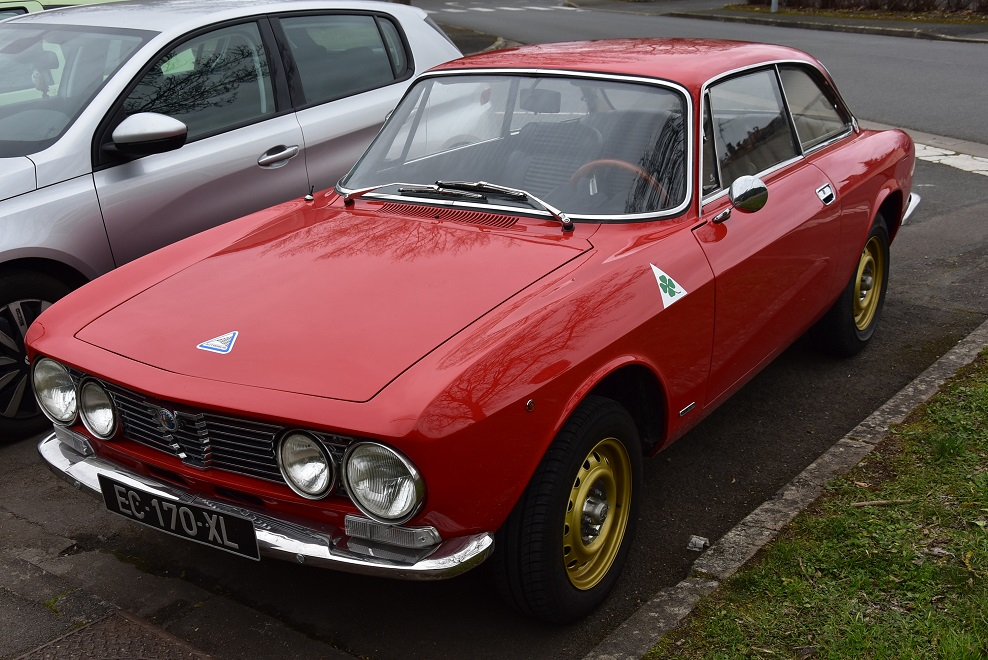
1300 GT Autodelta
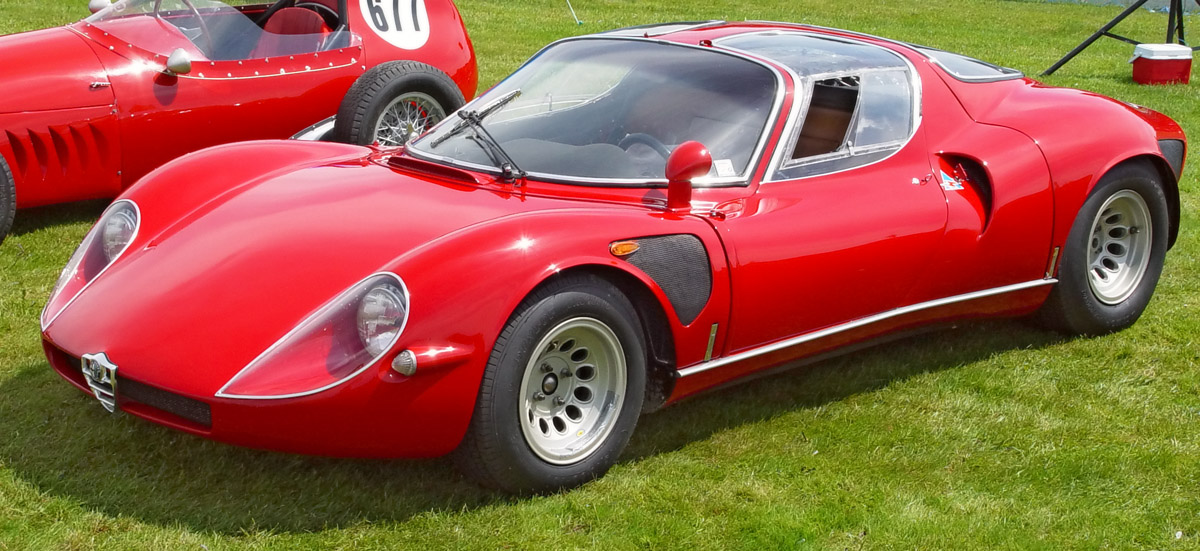
33ストラダーレ
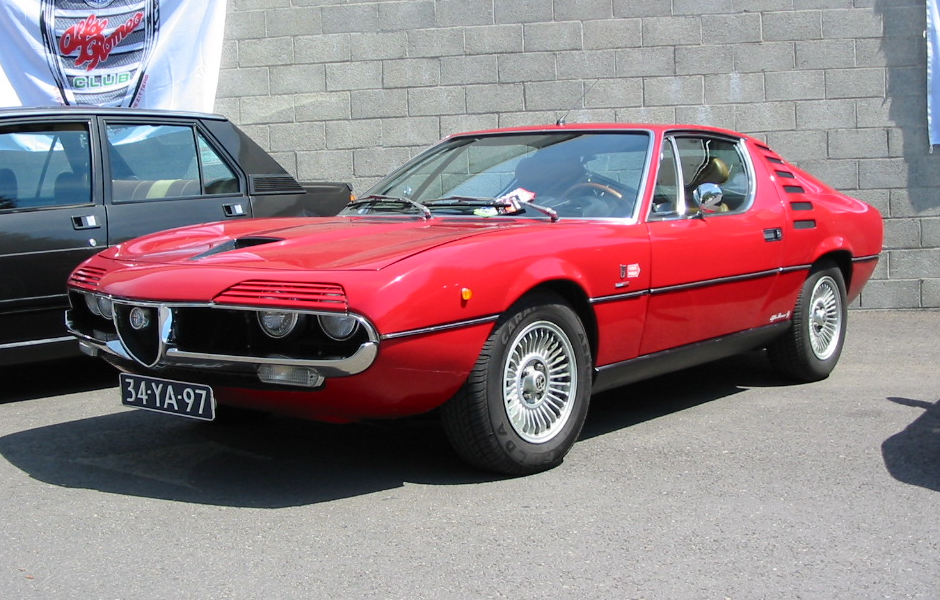
モントリオール
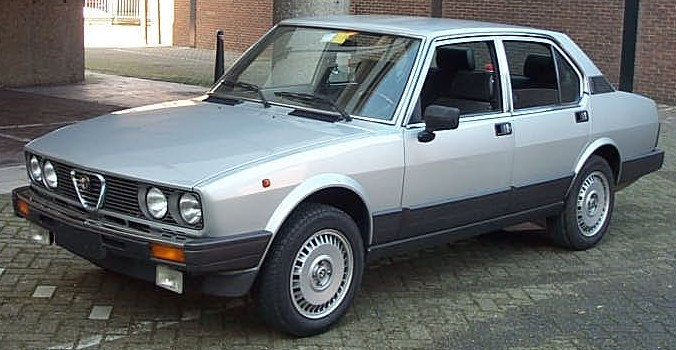
アルフェッタ
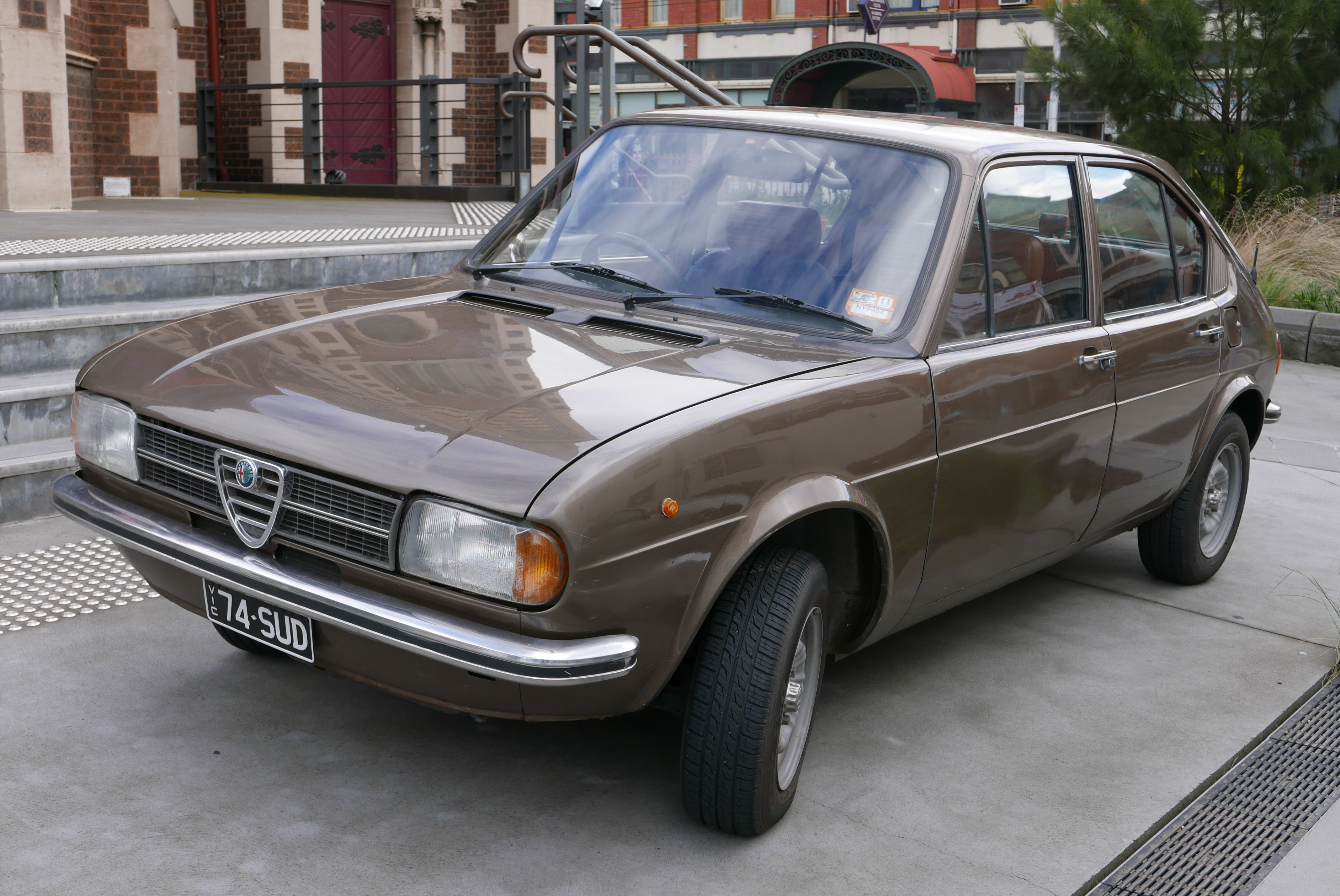
アルファスッド
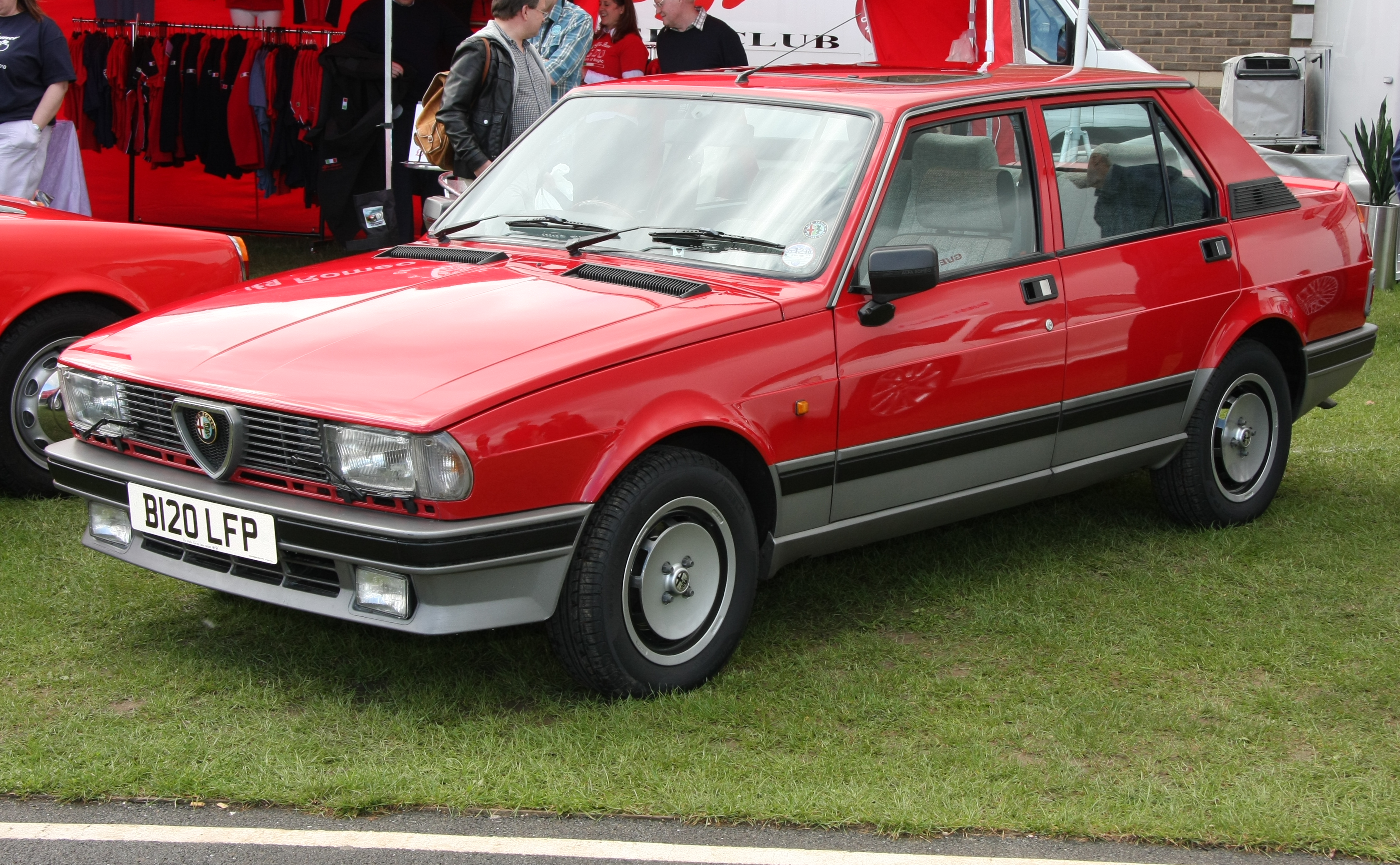
ジュリエッタII
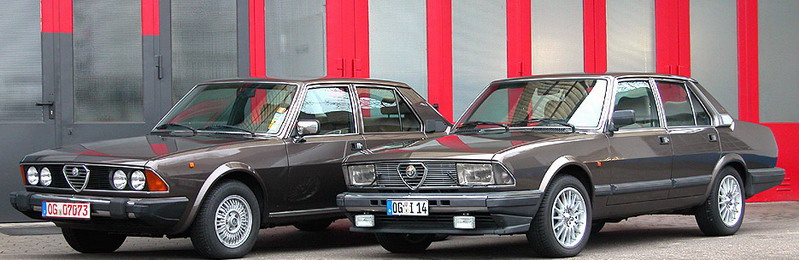
アルファ6
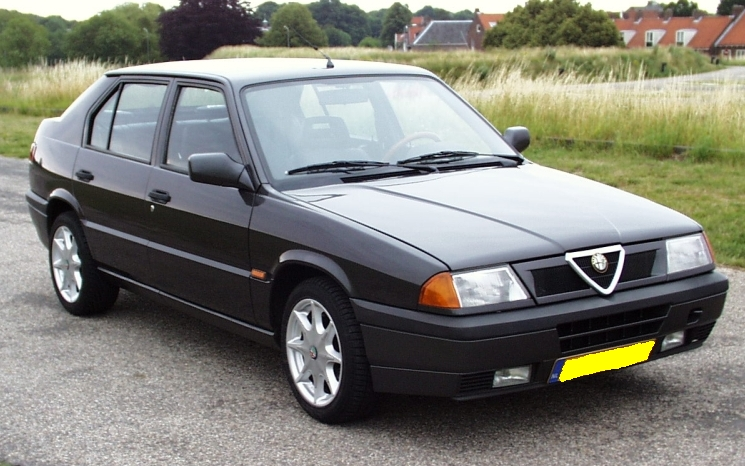
33
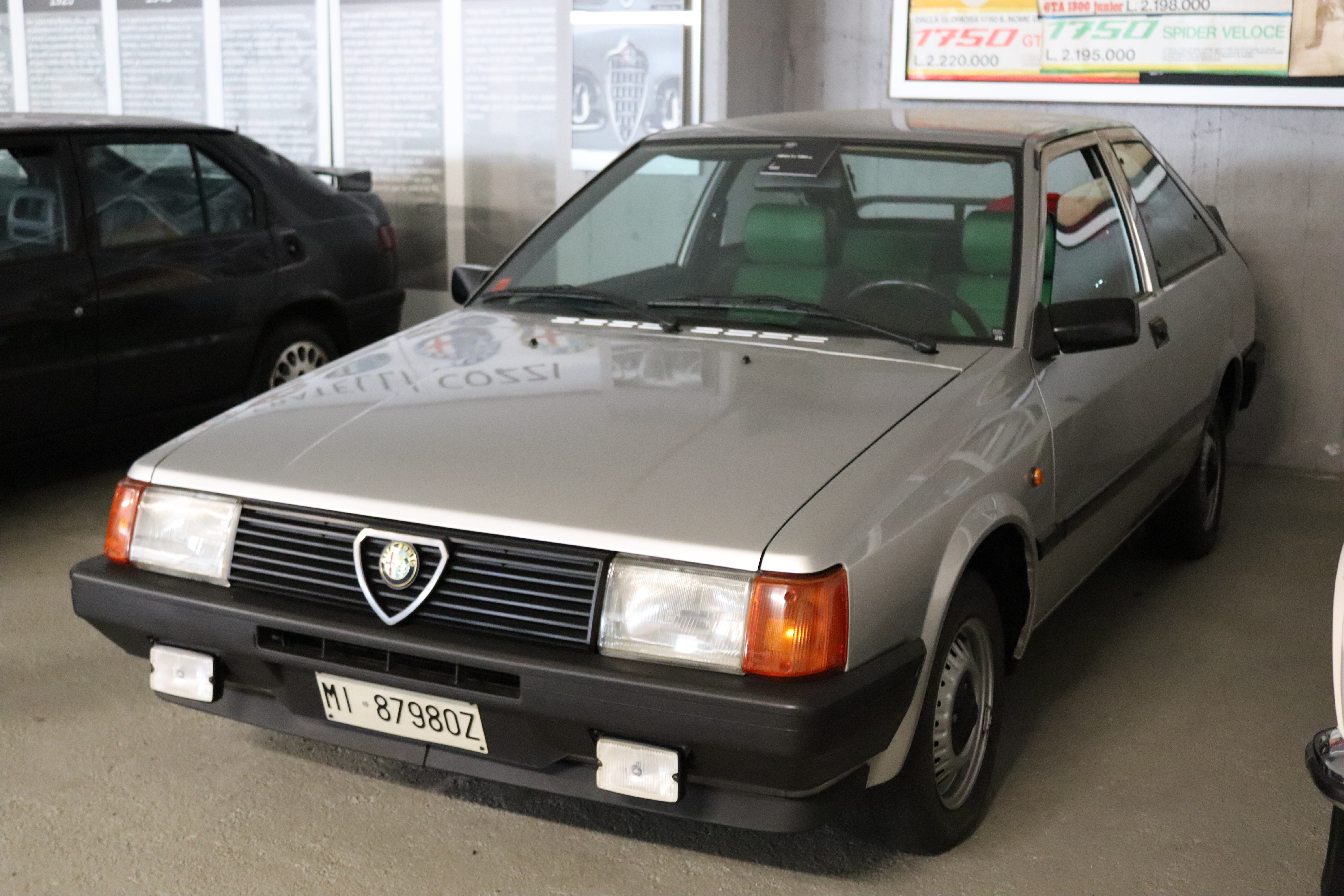
アルナ
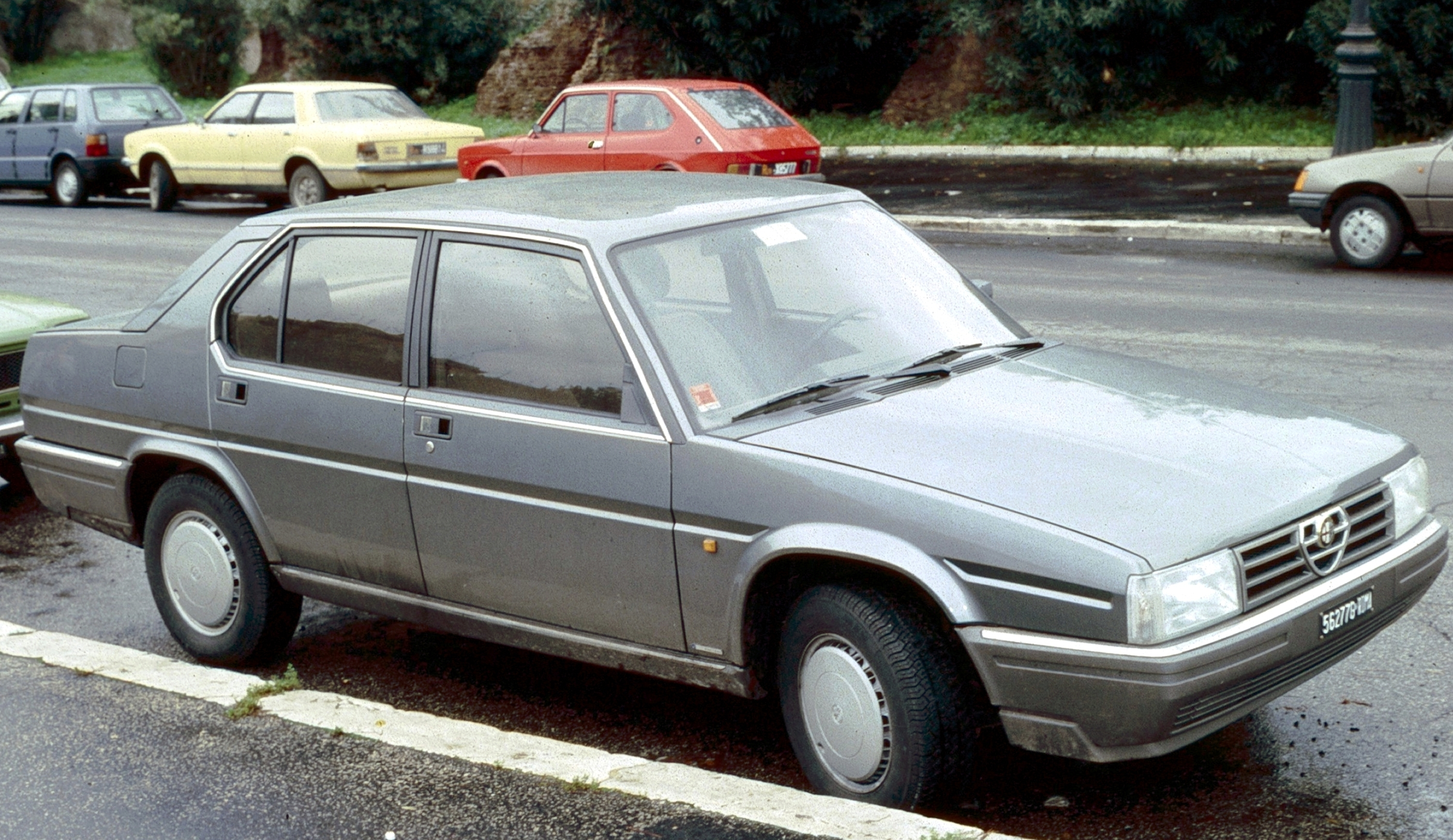
90
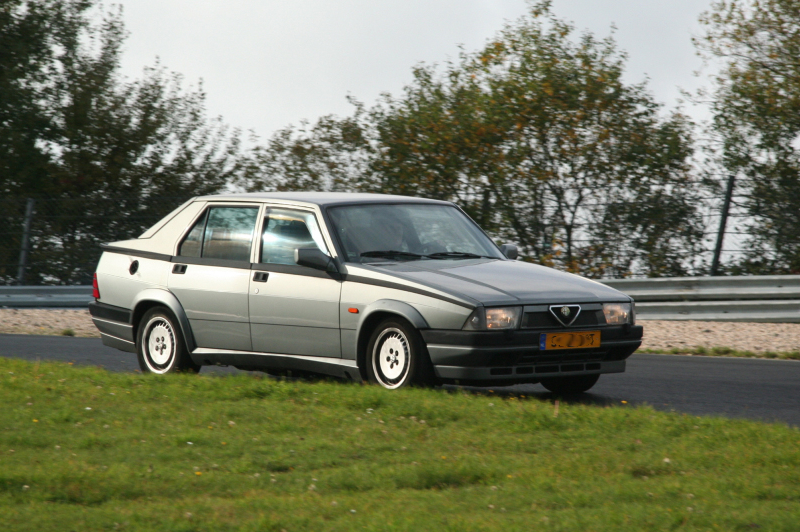
75
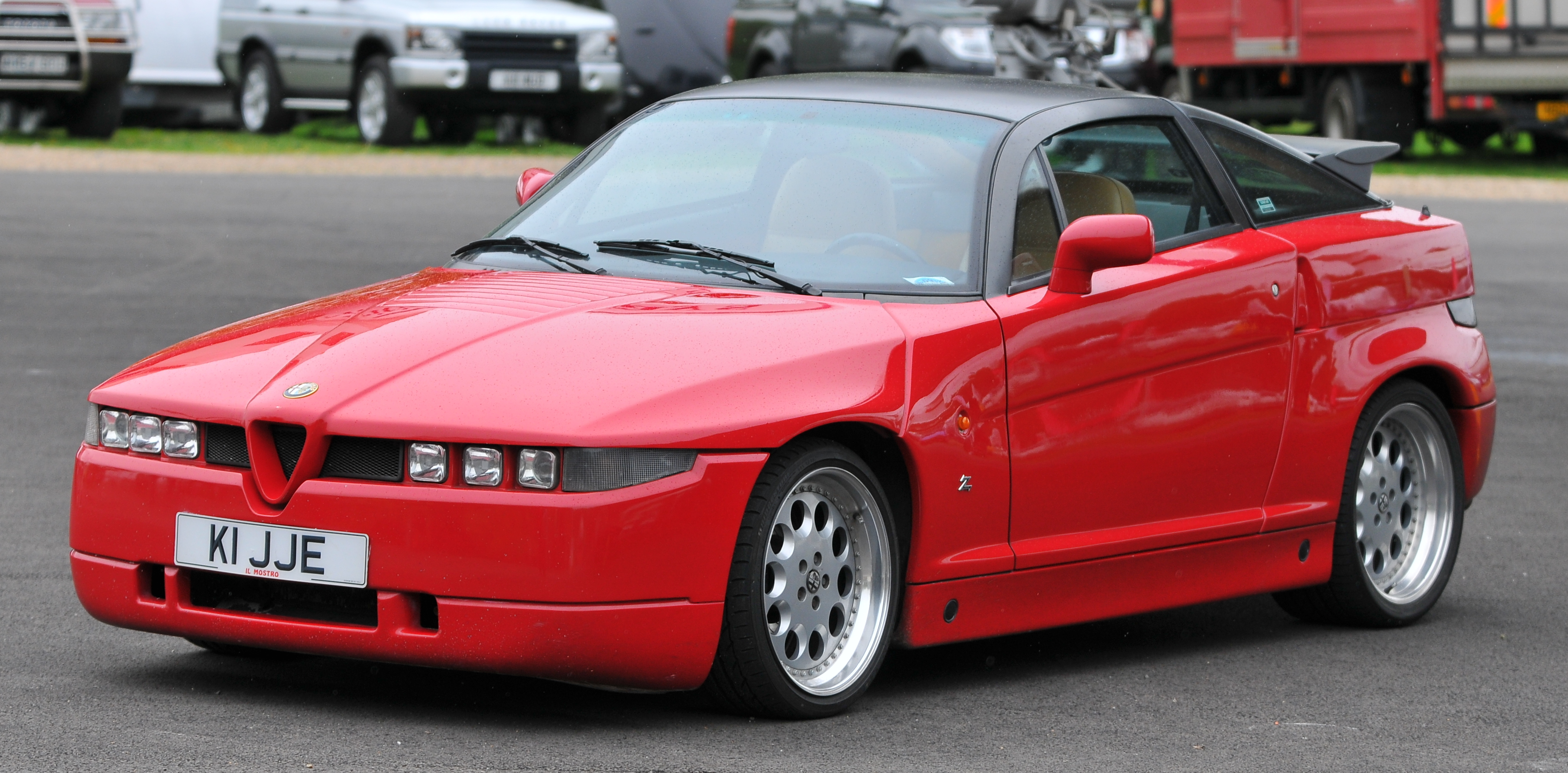
SZ
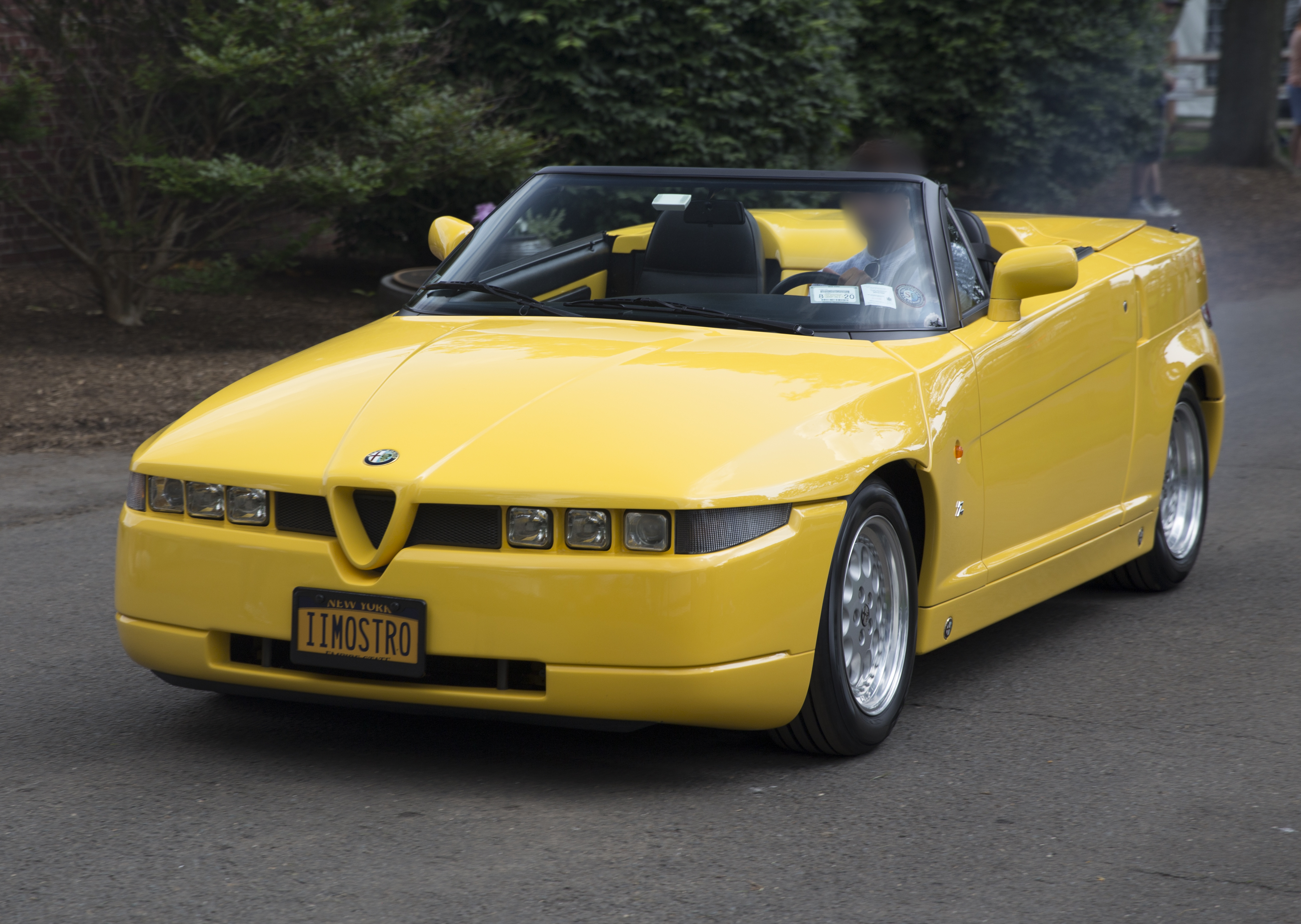
RZ
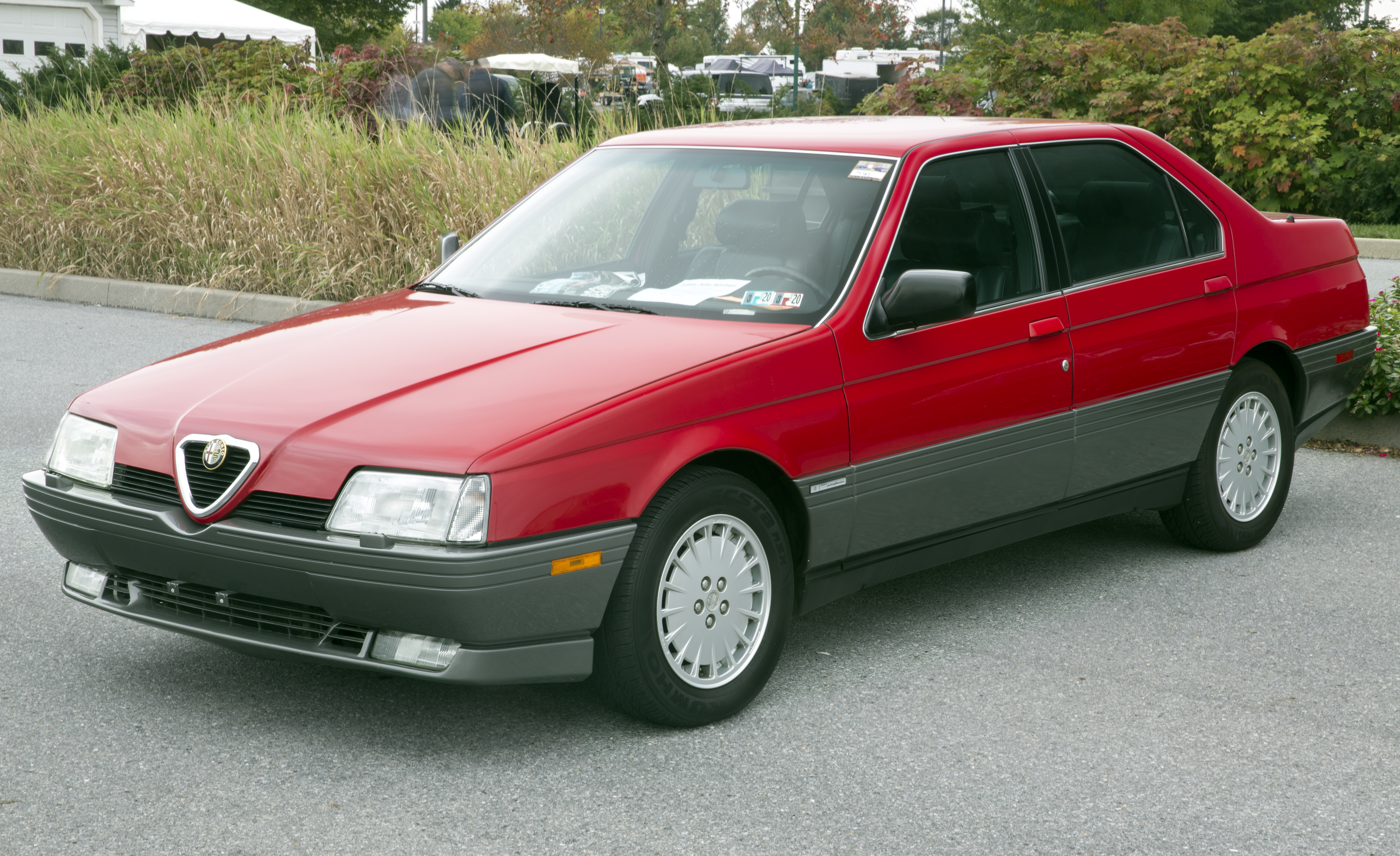
164
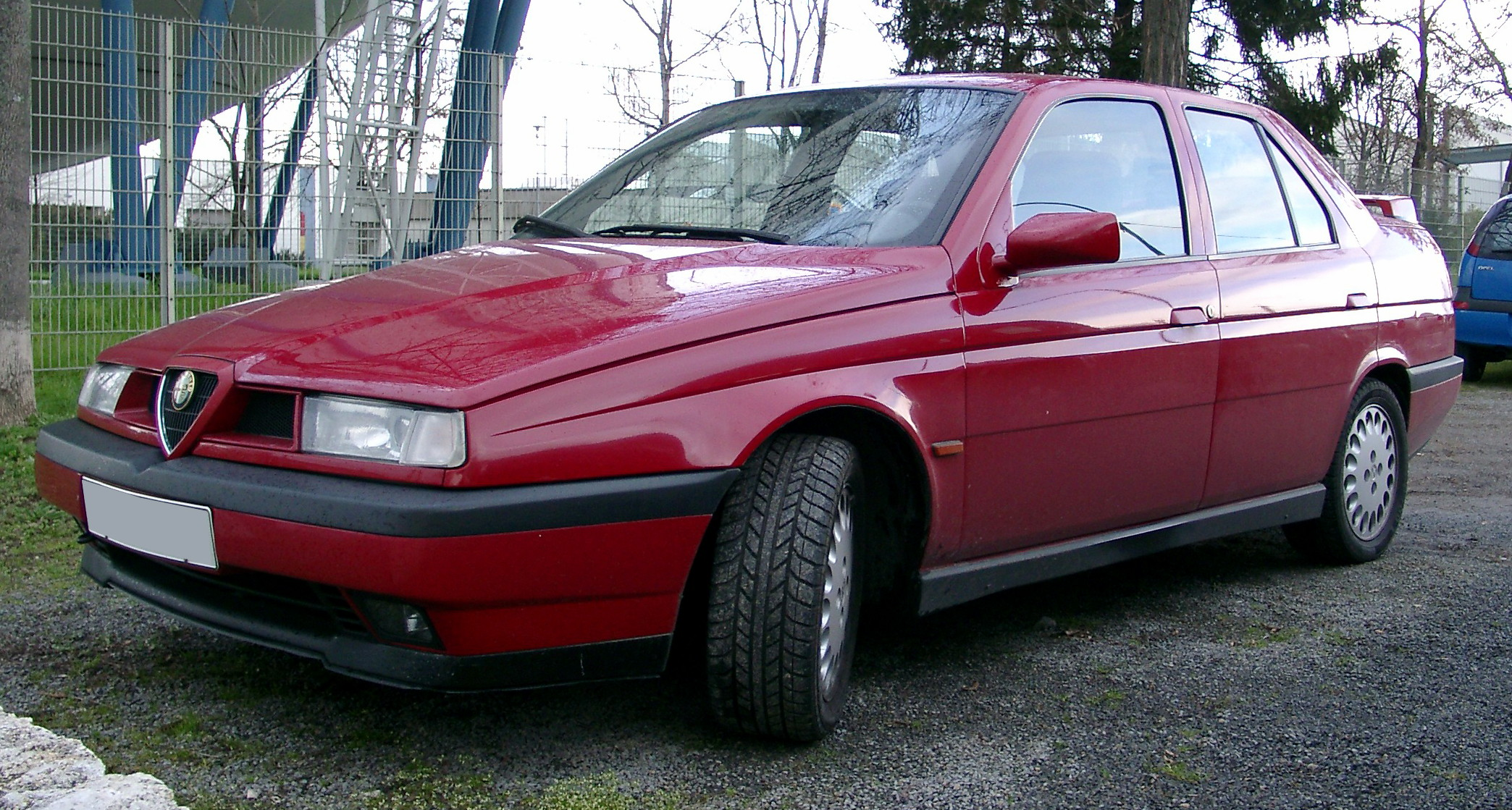
155
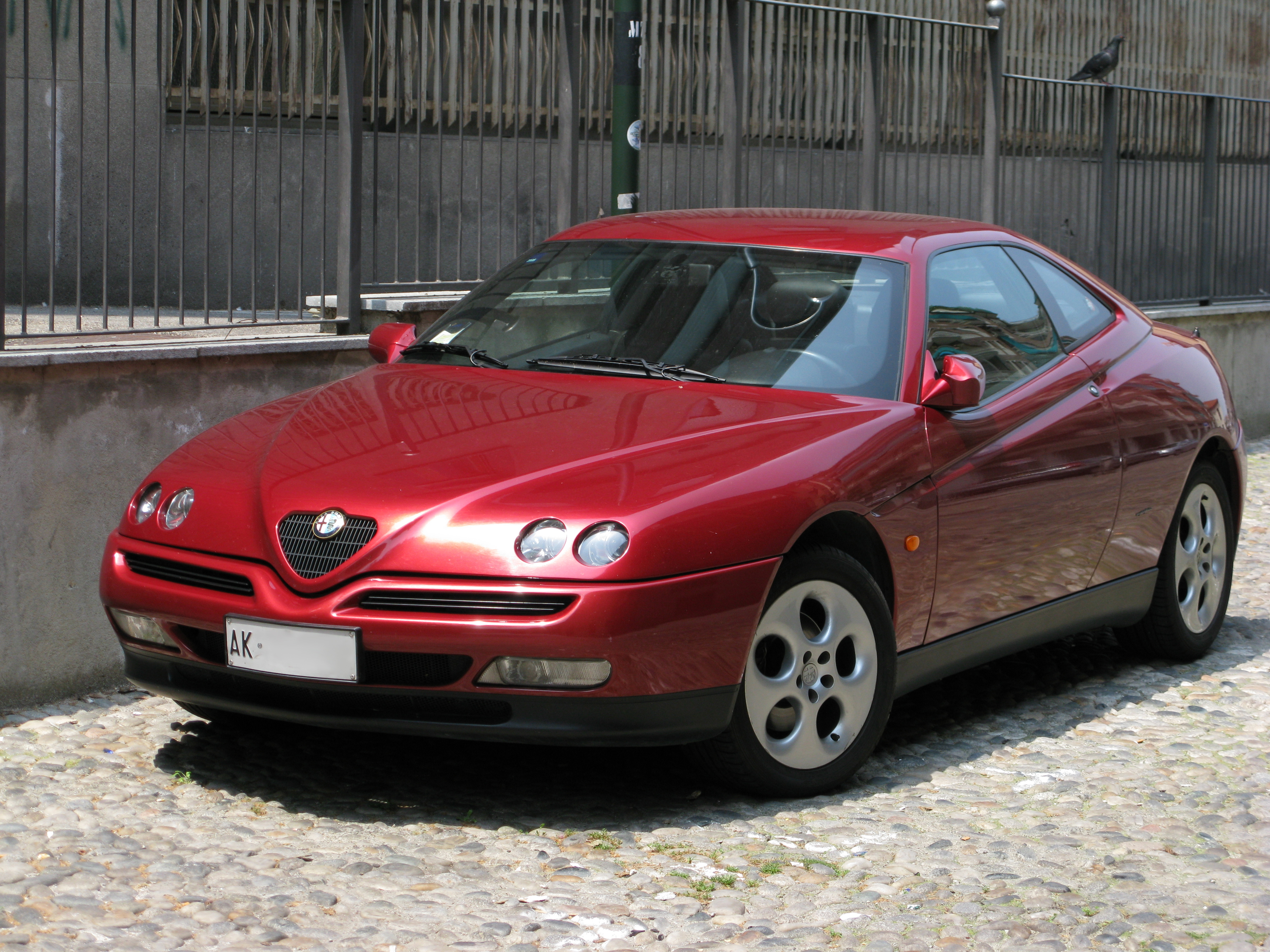
GTV
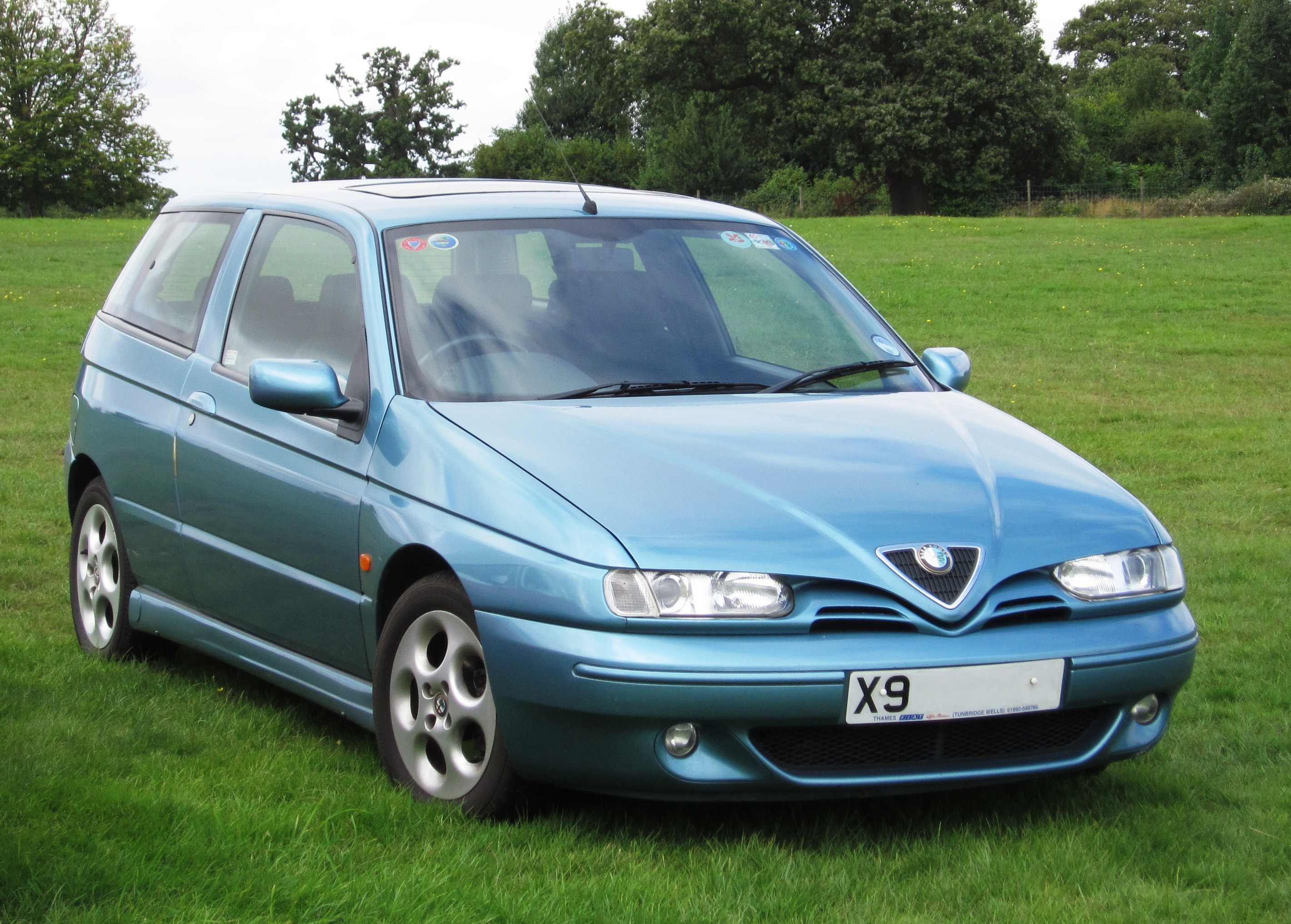
145
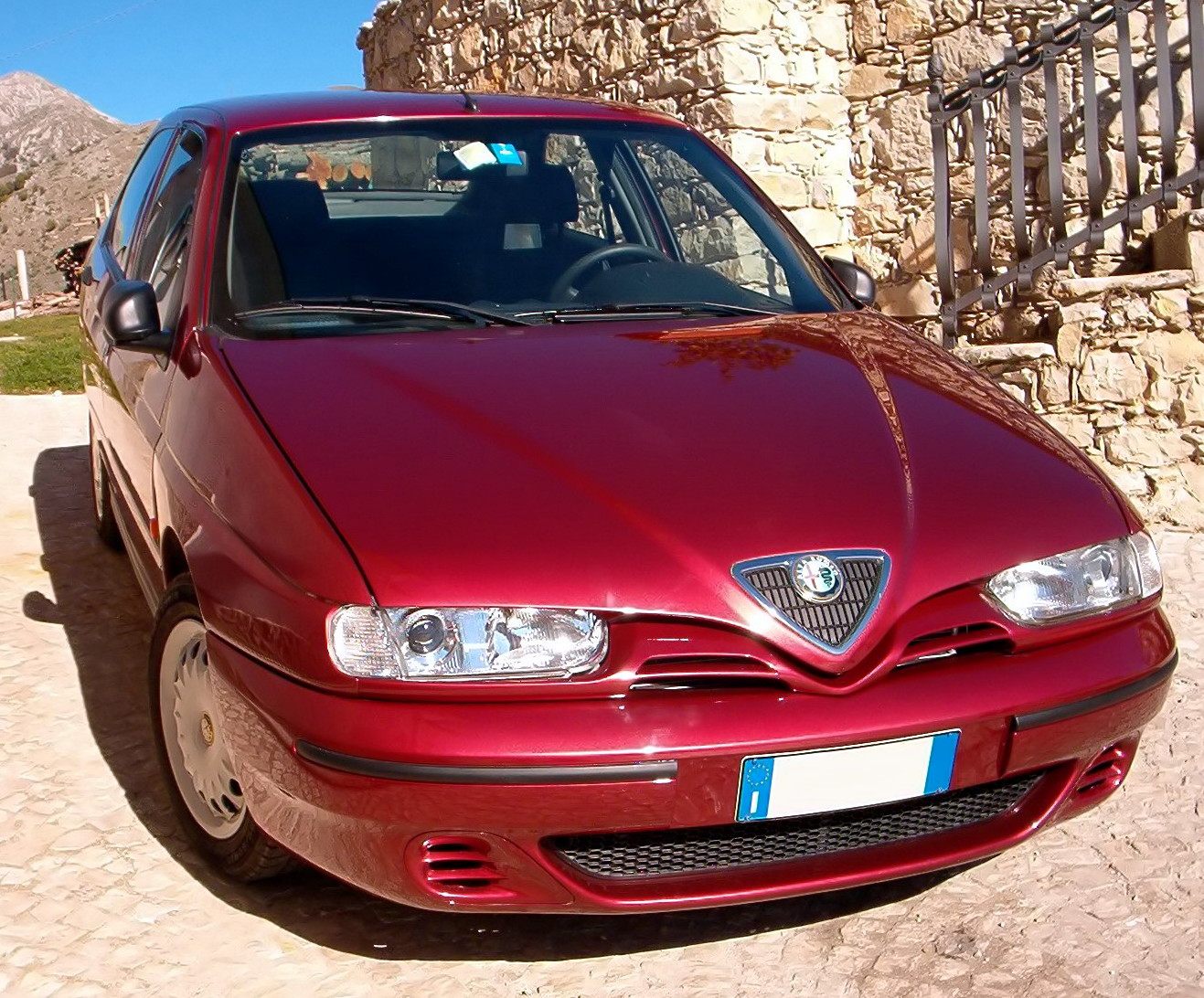
146
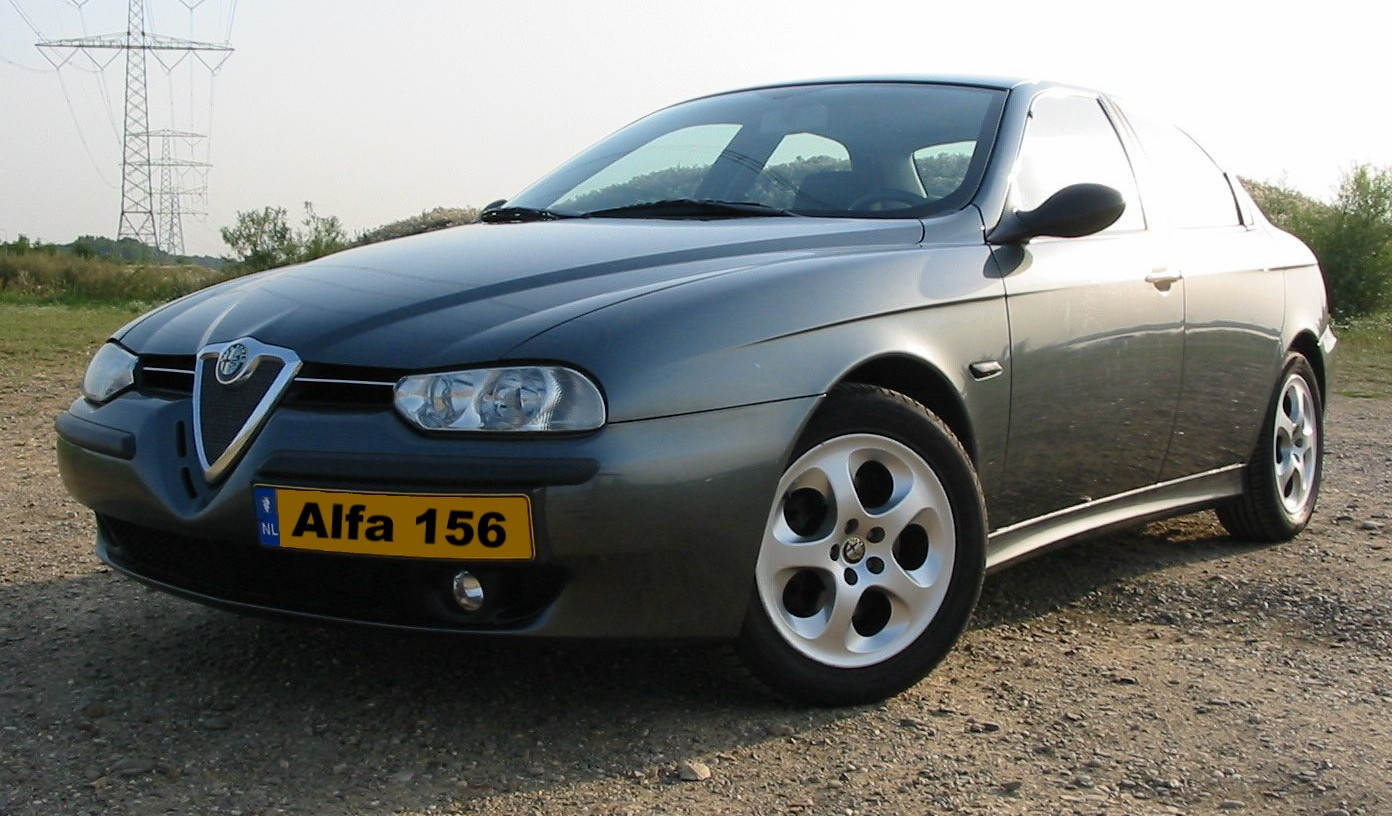
156
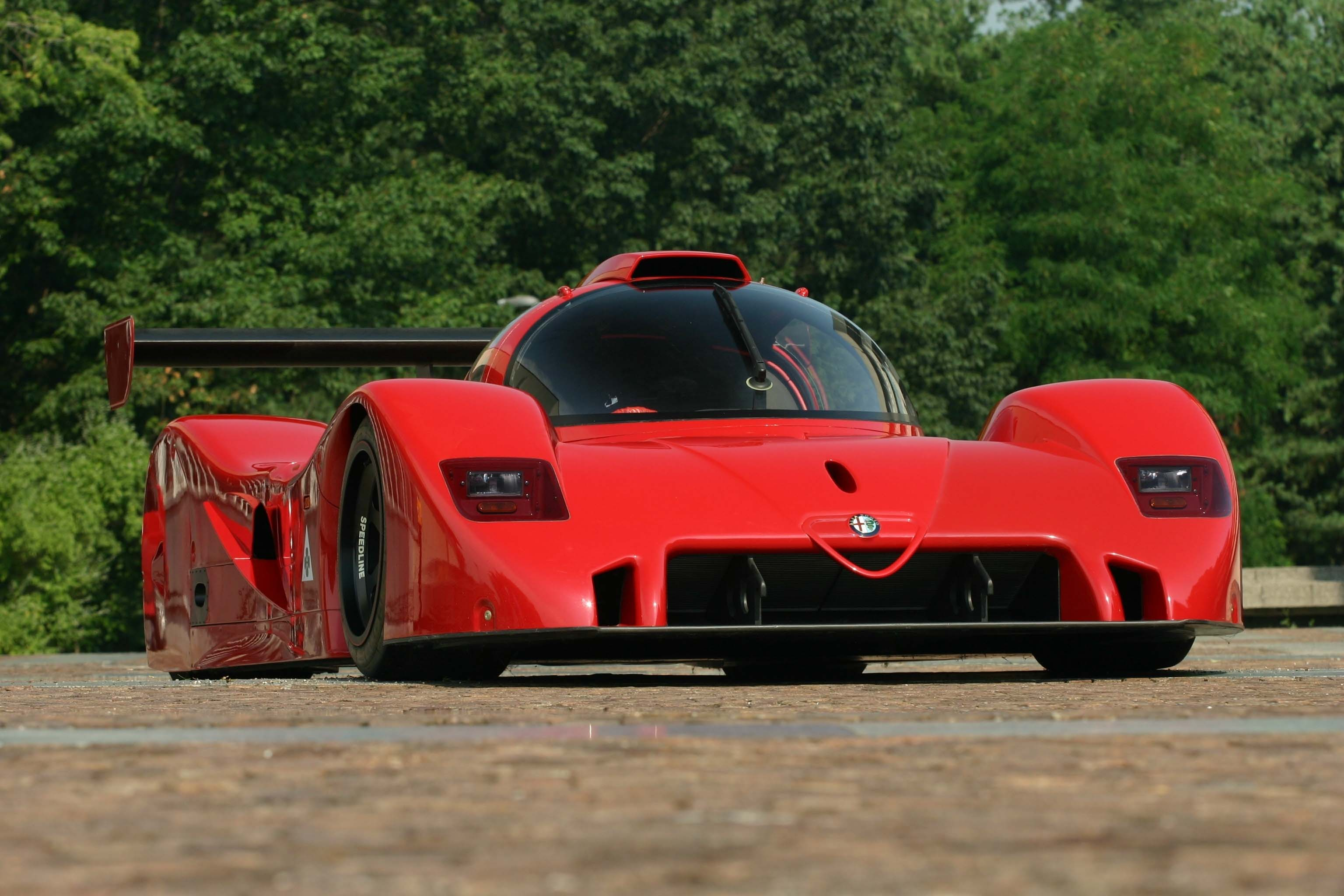
SE048
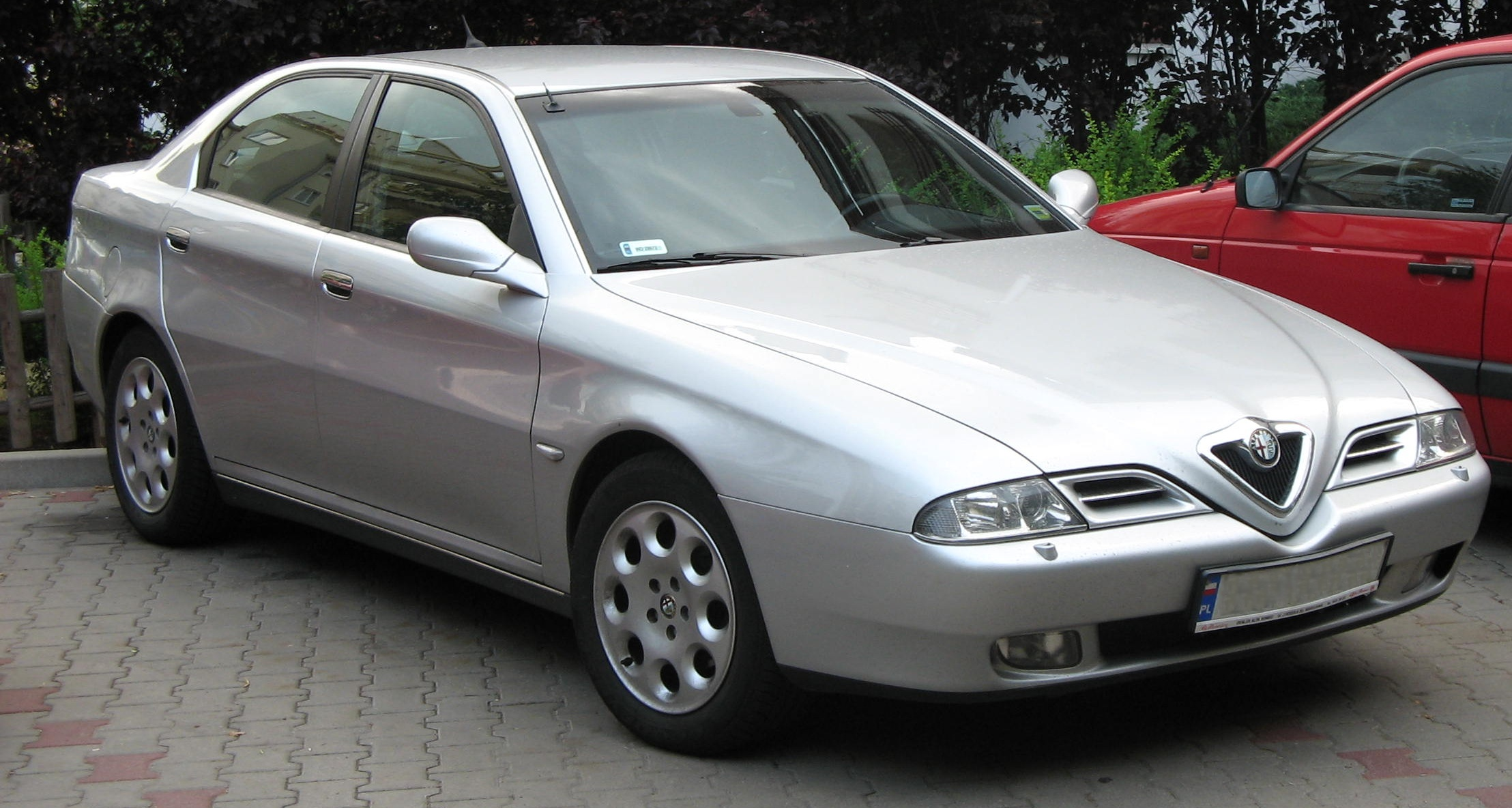
166
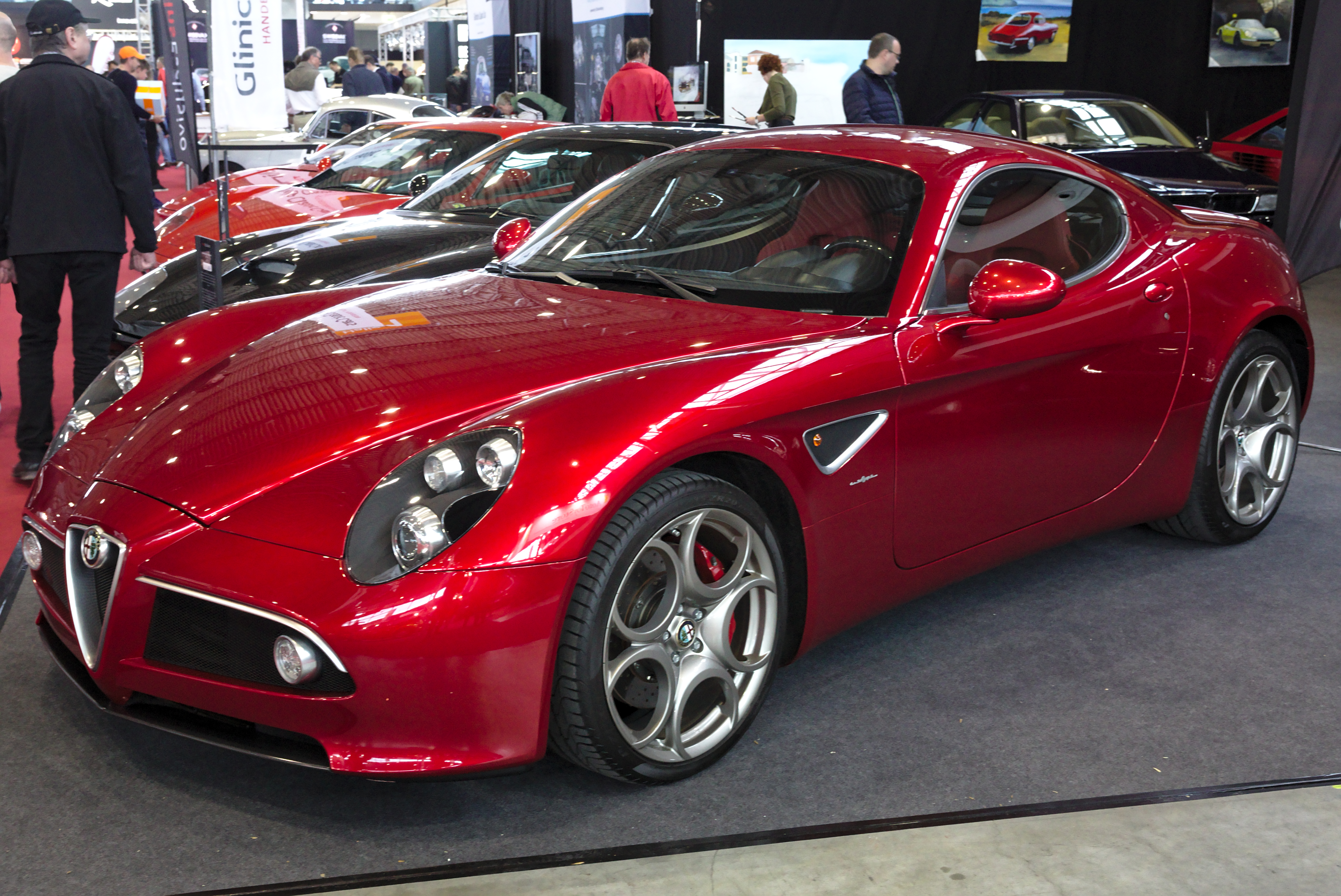
8C コンペティツィオーネ
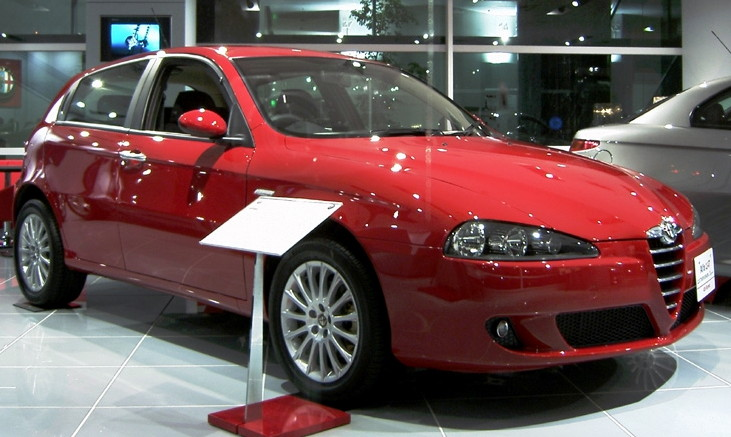
147
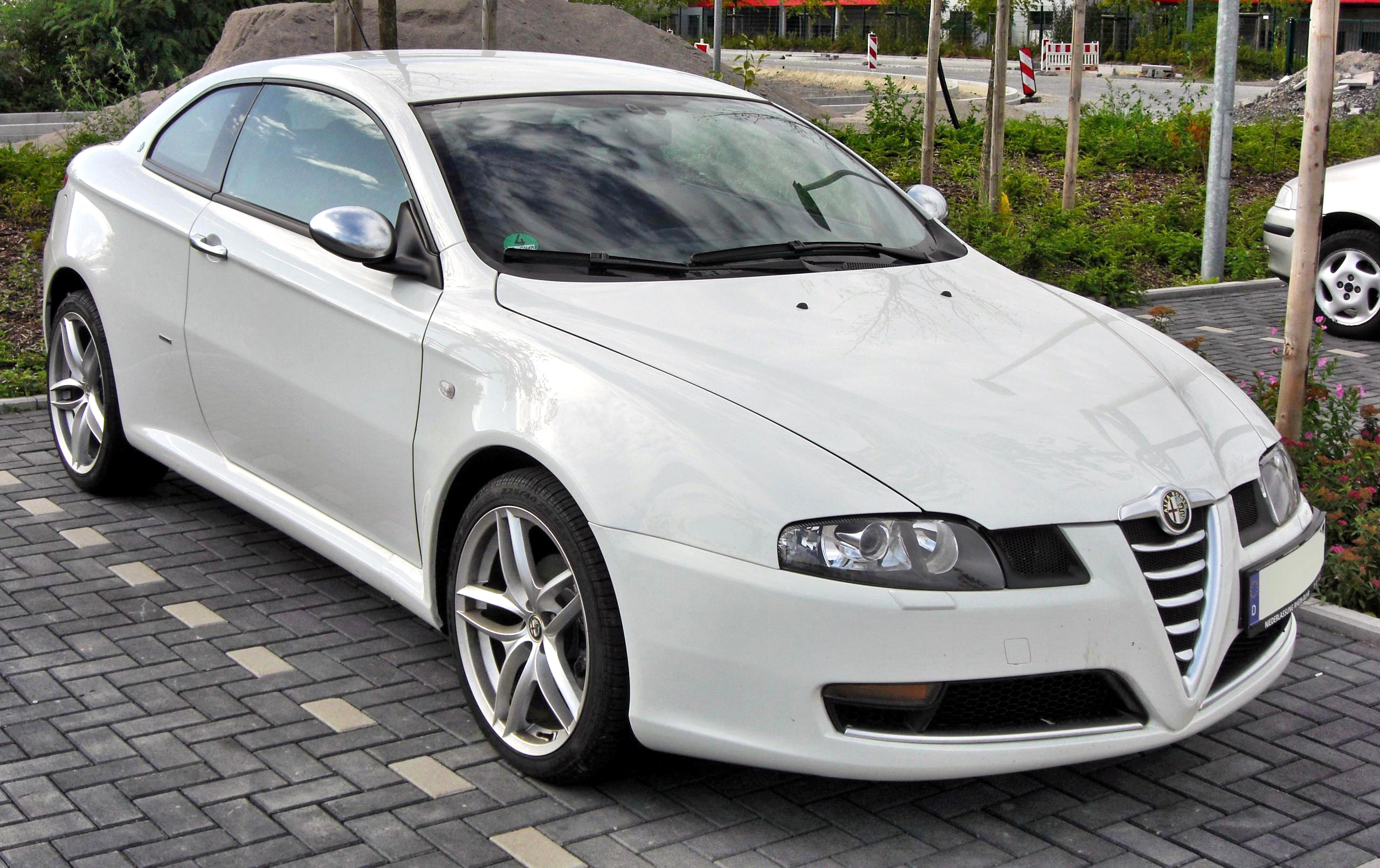
GT
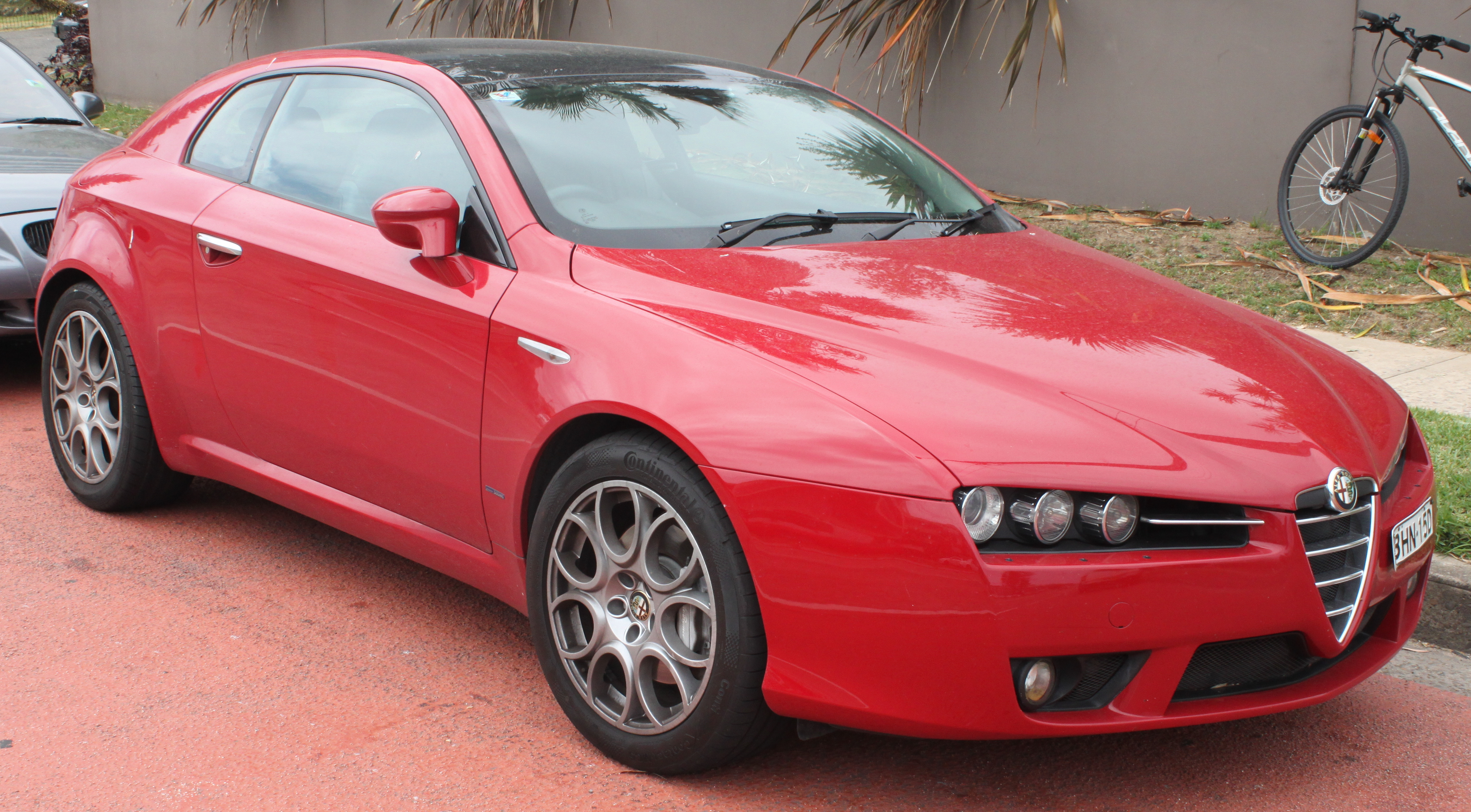
ブレラ
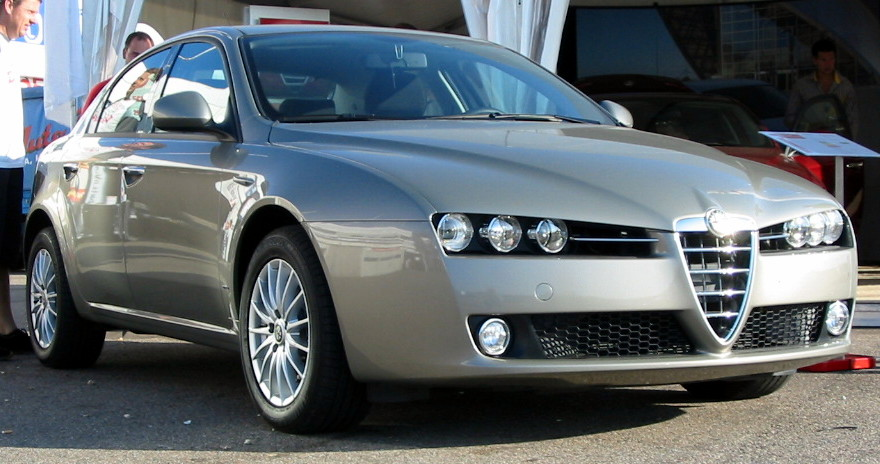
159
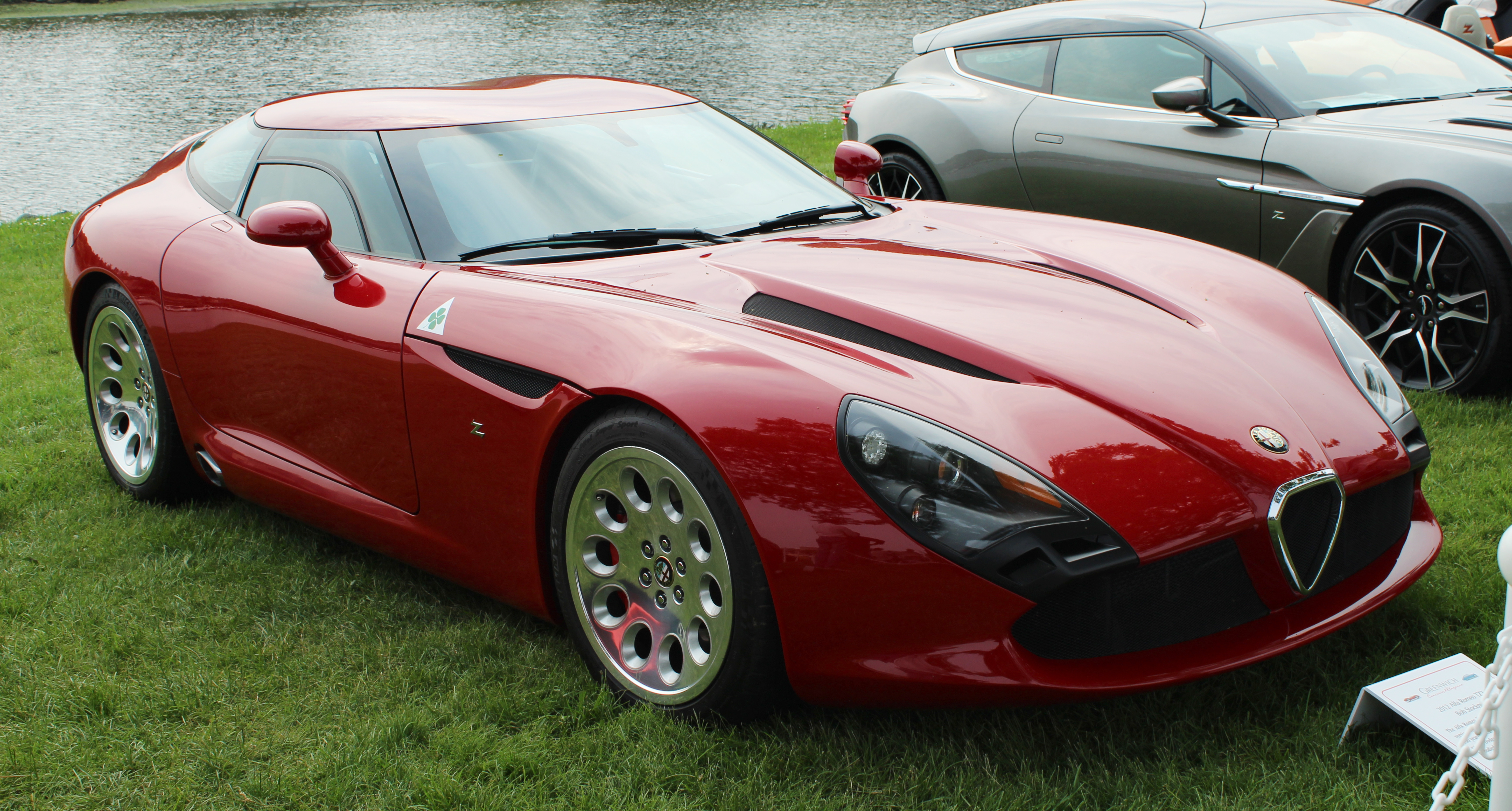
TZ3 ストラダーレ
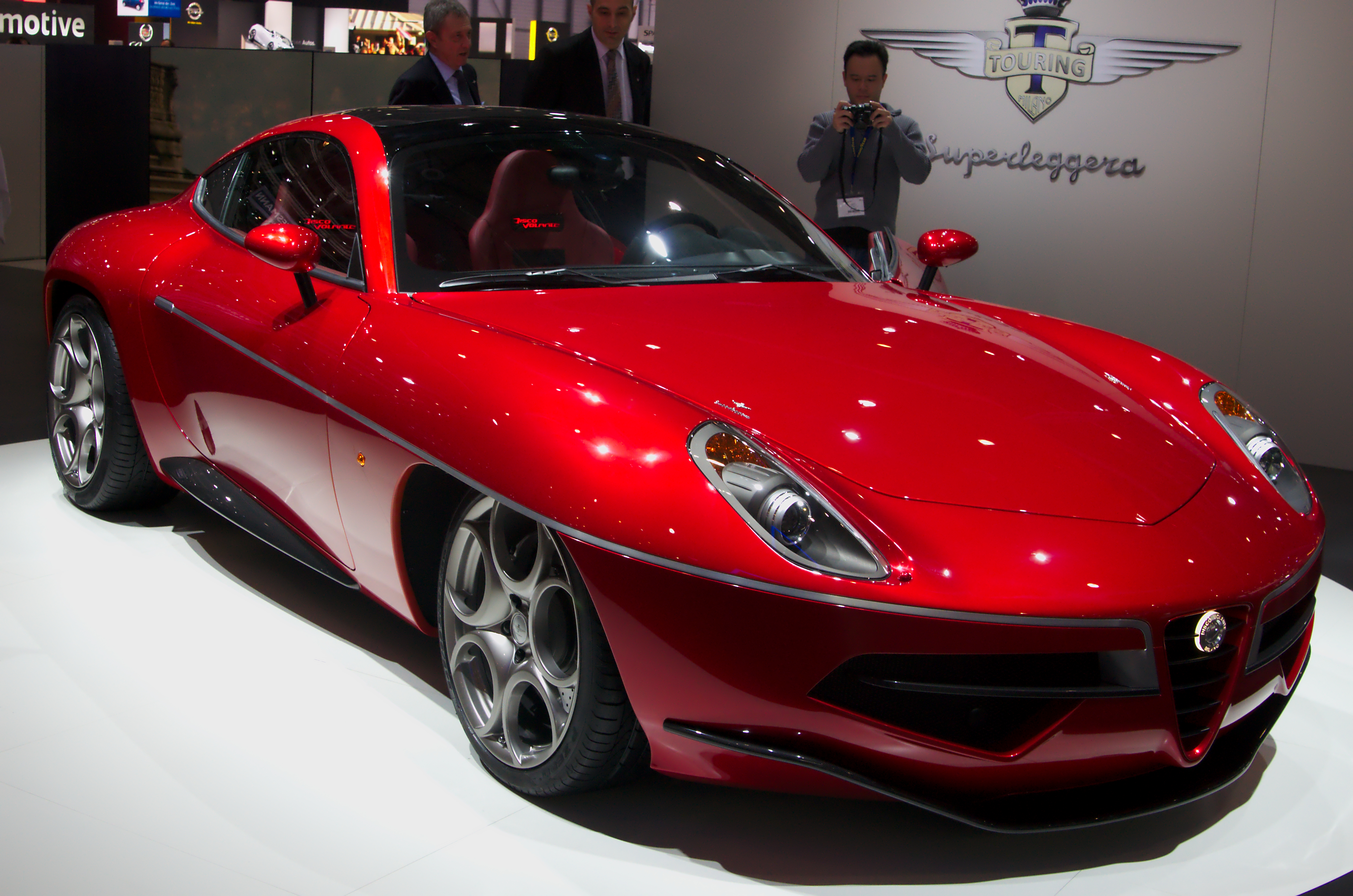
ディスコ・ヴォランテ
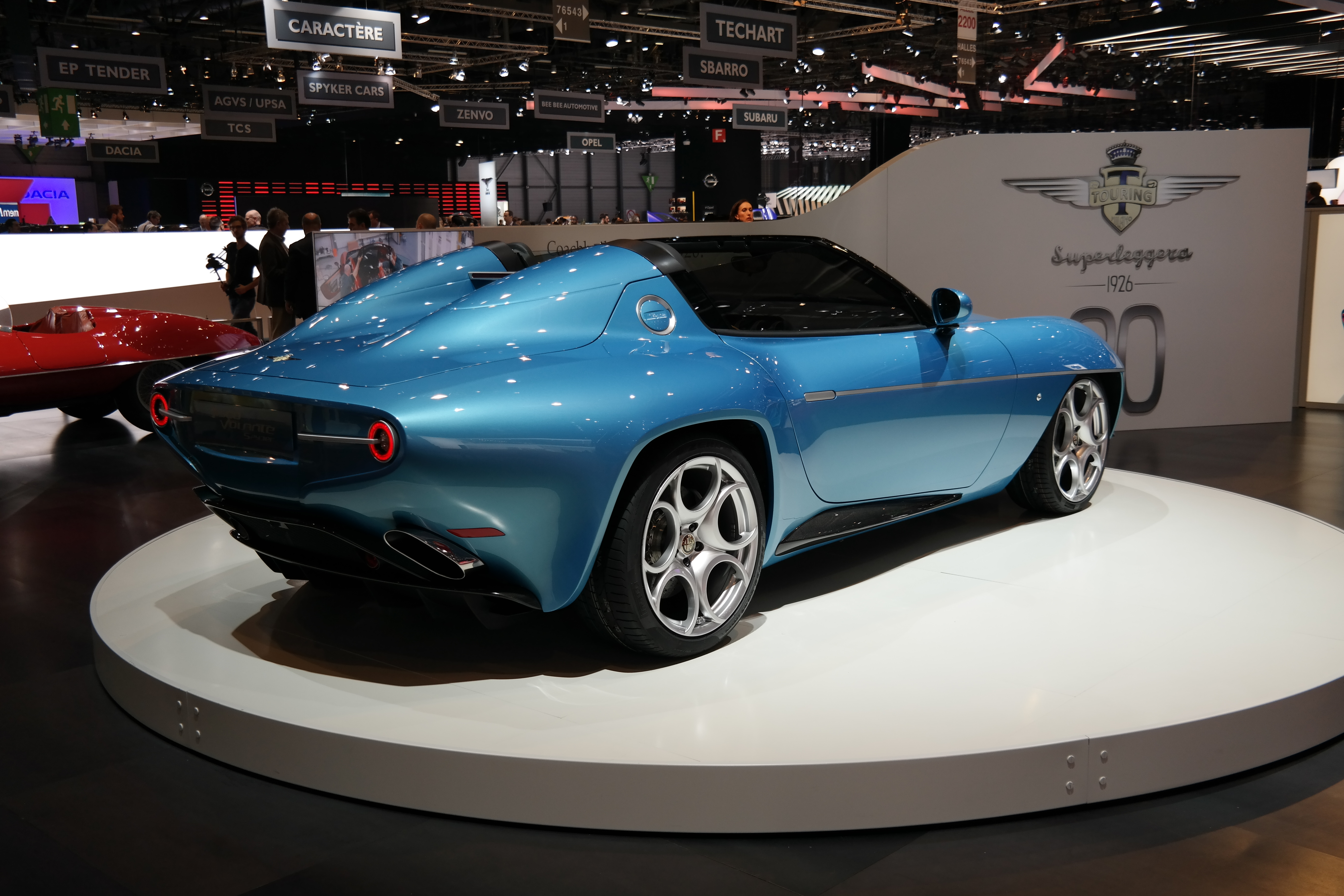
ディスコ・ヴォランテ・スパイダー
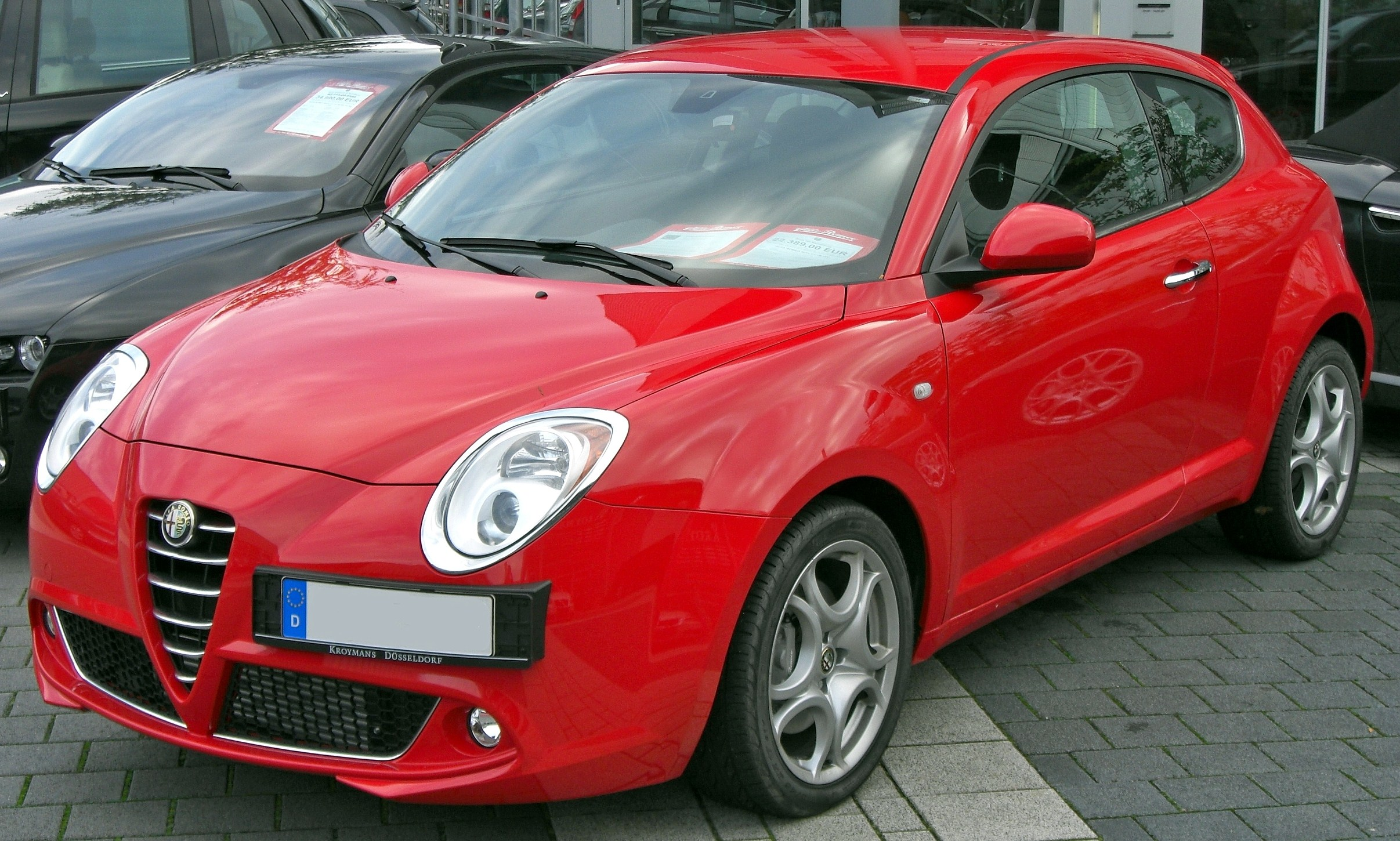
ミト
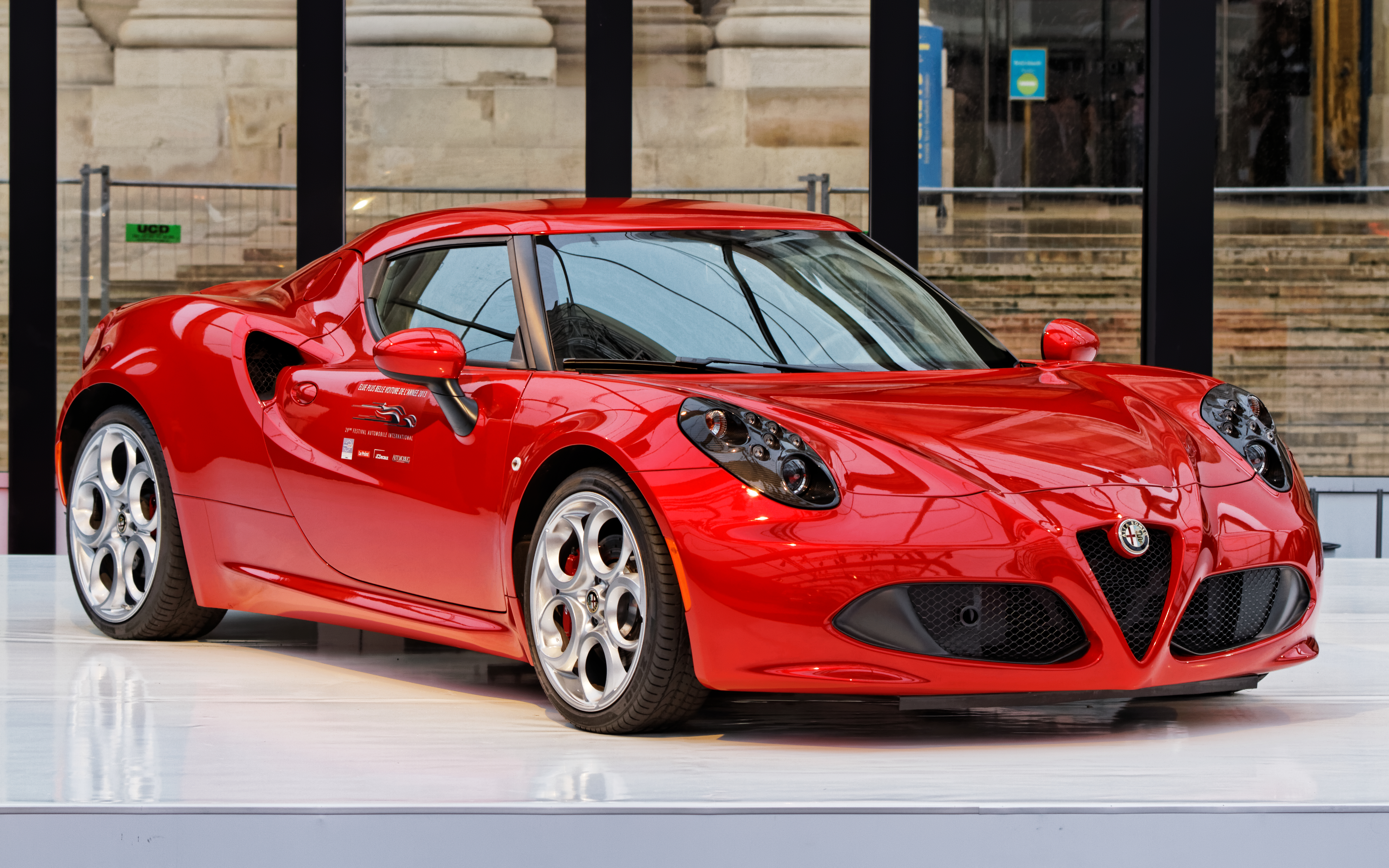
4C
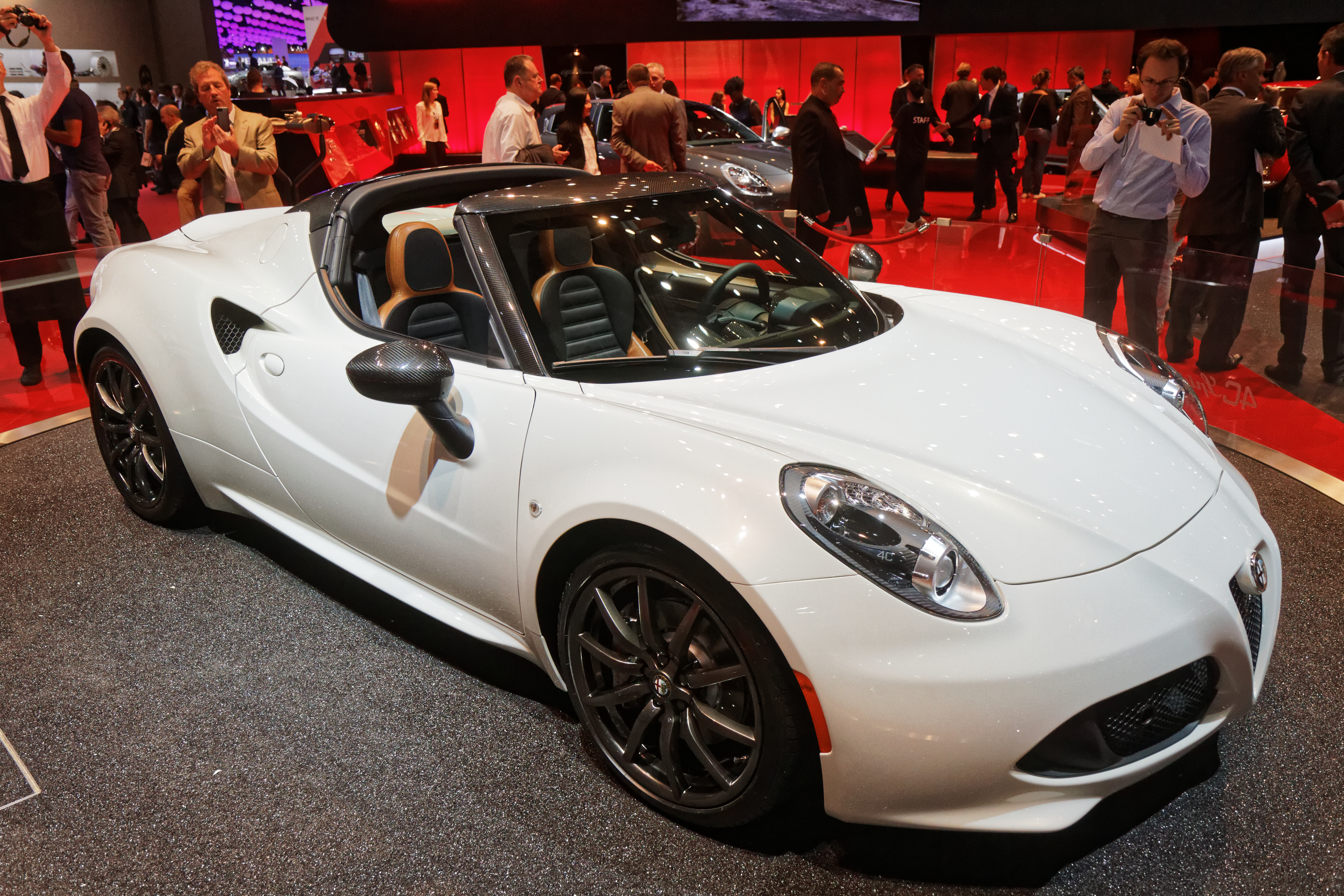
4C スパイダー
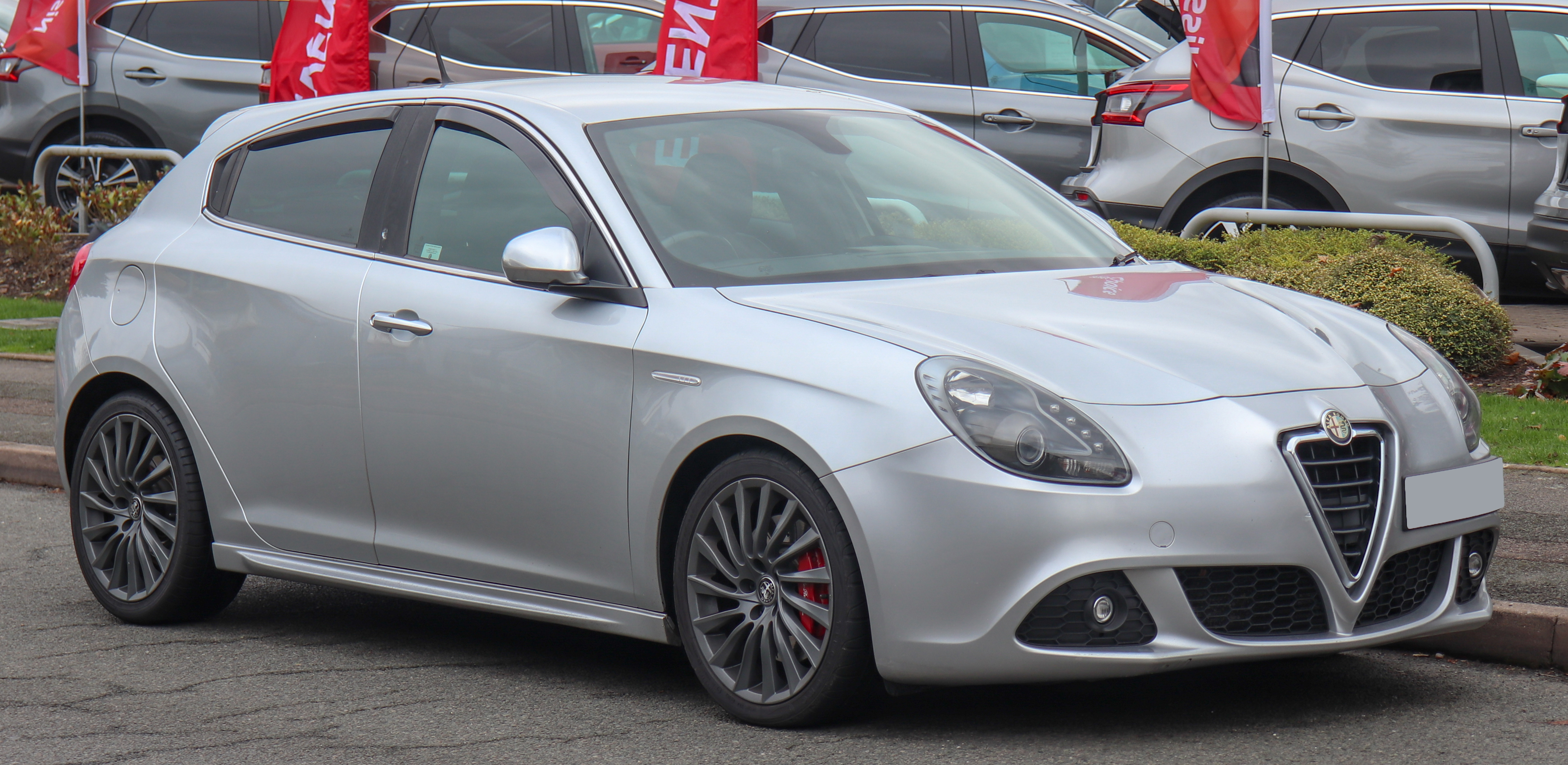
ジュリエッタIII

### コンセプトカー
- 40/60HP エアロダイナミカ（1914年）
- 1900 C52 ディスコ・ヴォランテ（1952年）
- B.A.T.5（1953年）
- B.A.T.7（1954年）
- 2000 スポルティーバ
- B.A.T.9（1955年）
- 2600 プロトタイプ（1962年）
- カングーロ（1964年）
- ジュリア 1600スポーツ（1965年）
- 1750 プロトタイプ（1966年）
- スカラベオ（1966年）
- ジュリア 1.6スーパー・トルネード（1966年）
- モントリオール プロトタイプ（1967年）
- カラボ（1968年）
- 33.2（1969年）
- アルフェッタ・スパイダー（1972年）
- ナバホ（1976年）
- ニューヨークタクシー（1976年）
- ゼータ6（1983年）
- デルフィーノ（1983年）
- 331テンポ・リーベロ（1985年）
- ヴィヴァーチェ（1986年）
- ES-30（1989年）
- ヌヴォラ（1996年）
- シゲーラ（1997年）
- ブレラ（2002年）
- カマル（2003年）
- ディーヴァ（2006年）
- B.A.T.11（2008年）
- ミト GTAコンセプト（2009年）
- 2uettottanta（2010年）
- 4C コンセプト（2011年）
- グロリア（2013年）
- 4C QV（2014年）
- 4C スパイダー コンセプト（2014年）
- パンディオン（2015年）
- トナーレ（2019年）

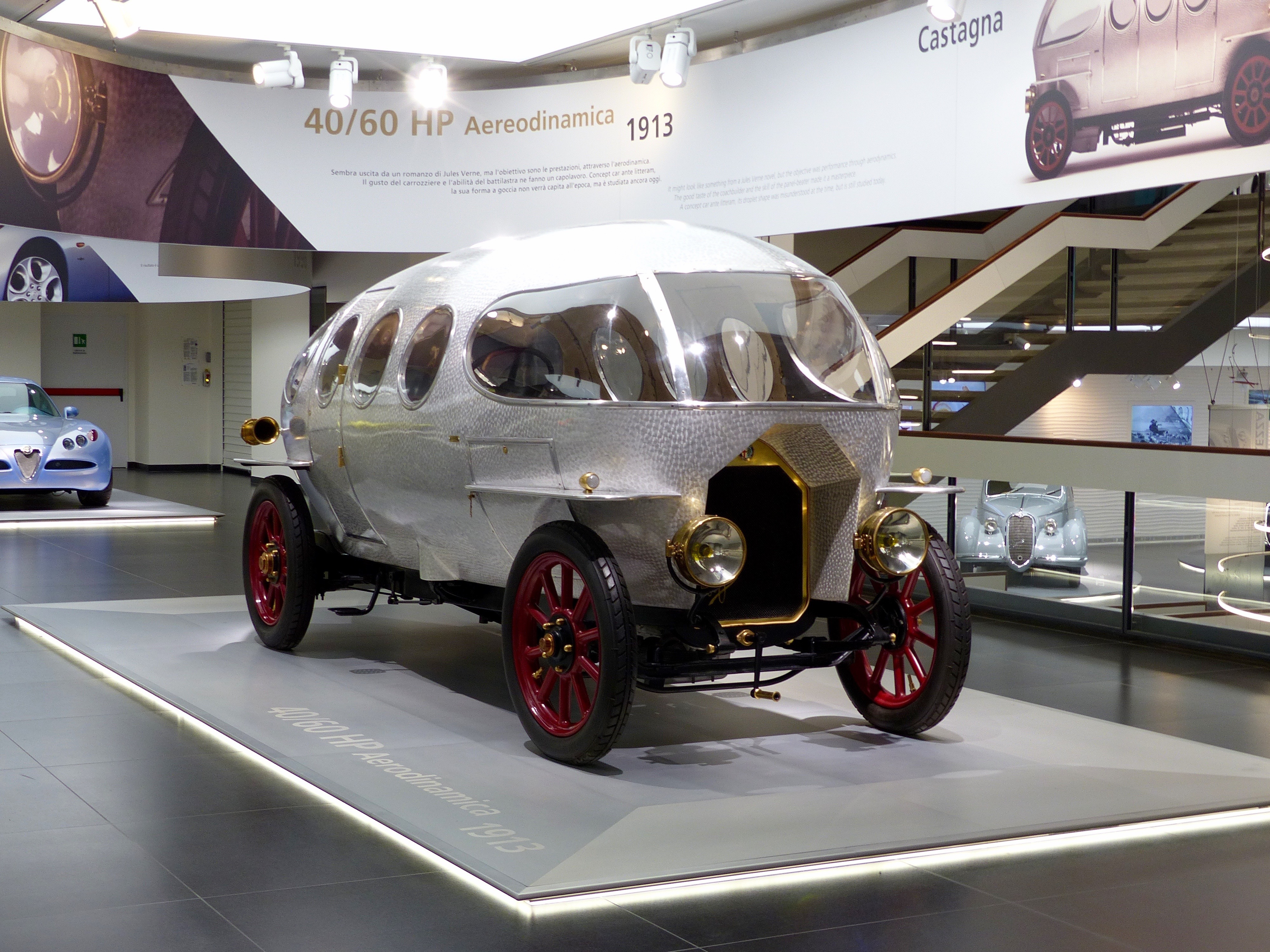
40/60HP エアロダイナミカ
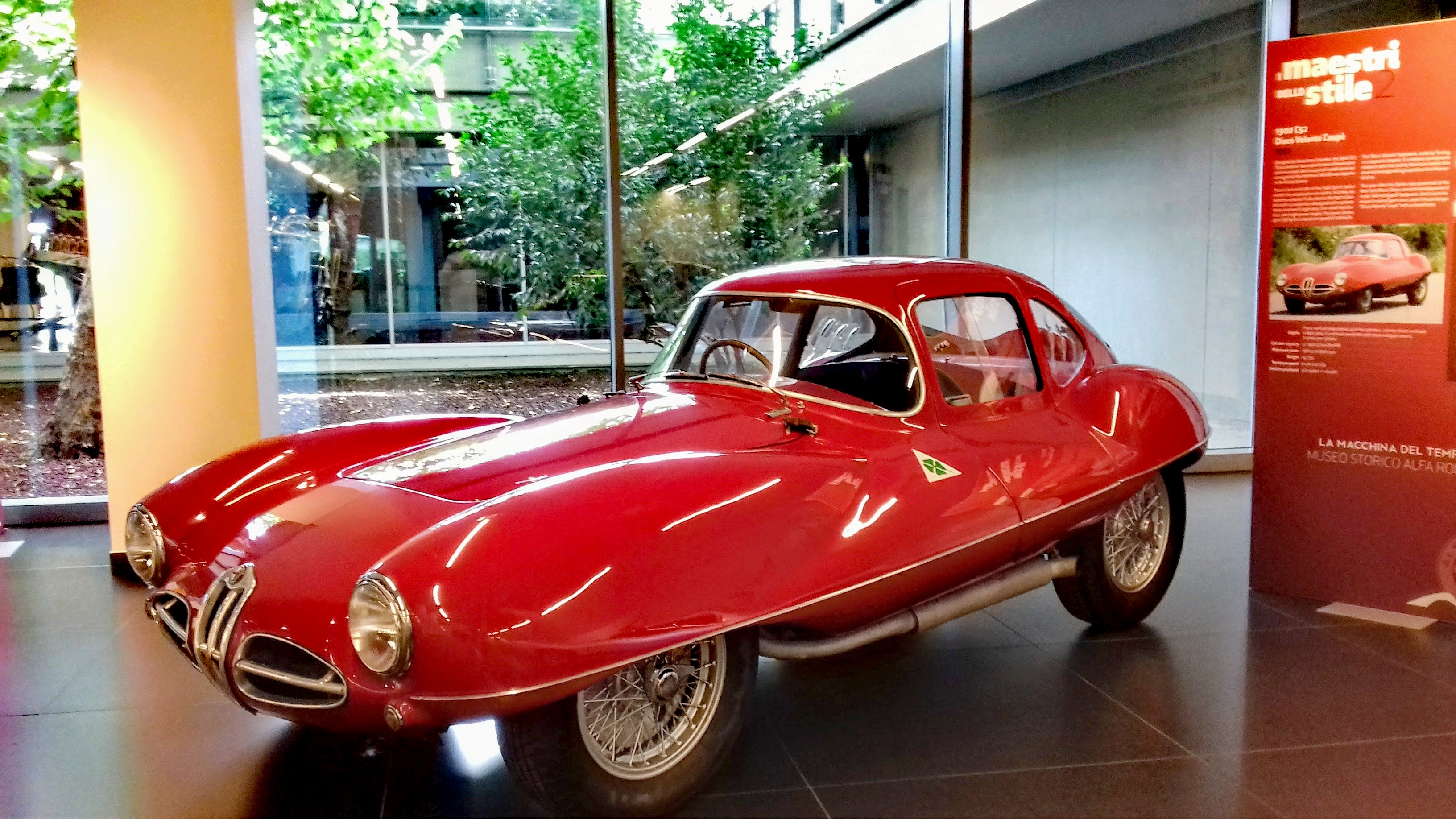
1900 C52 ディスコ・ヴォランテ
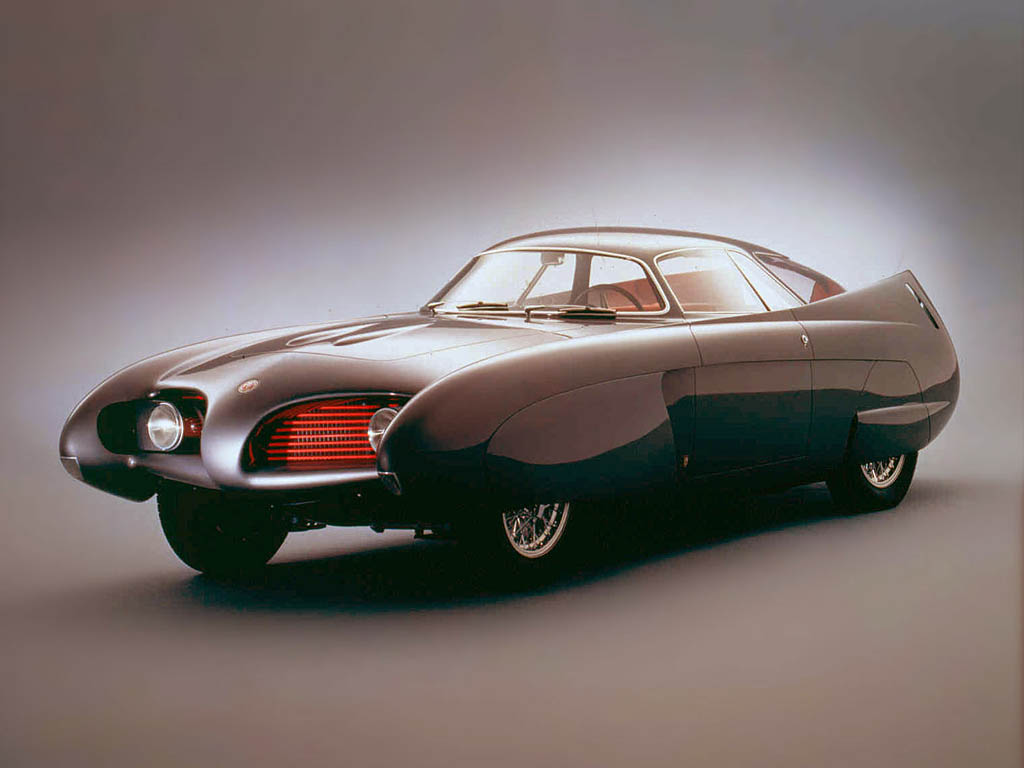
B.A.T.5
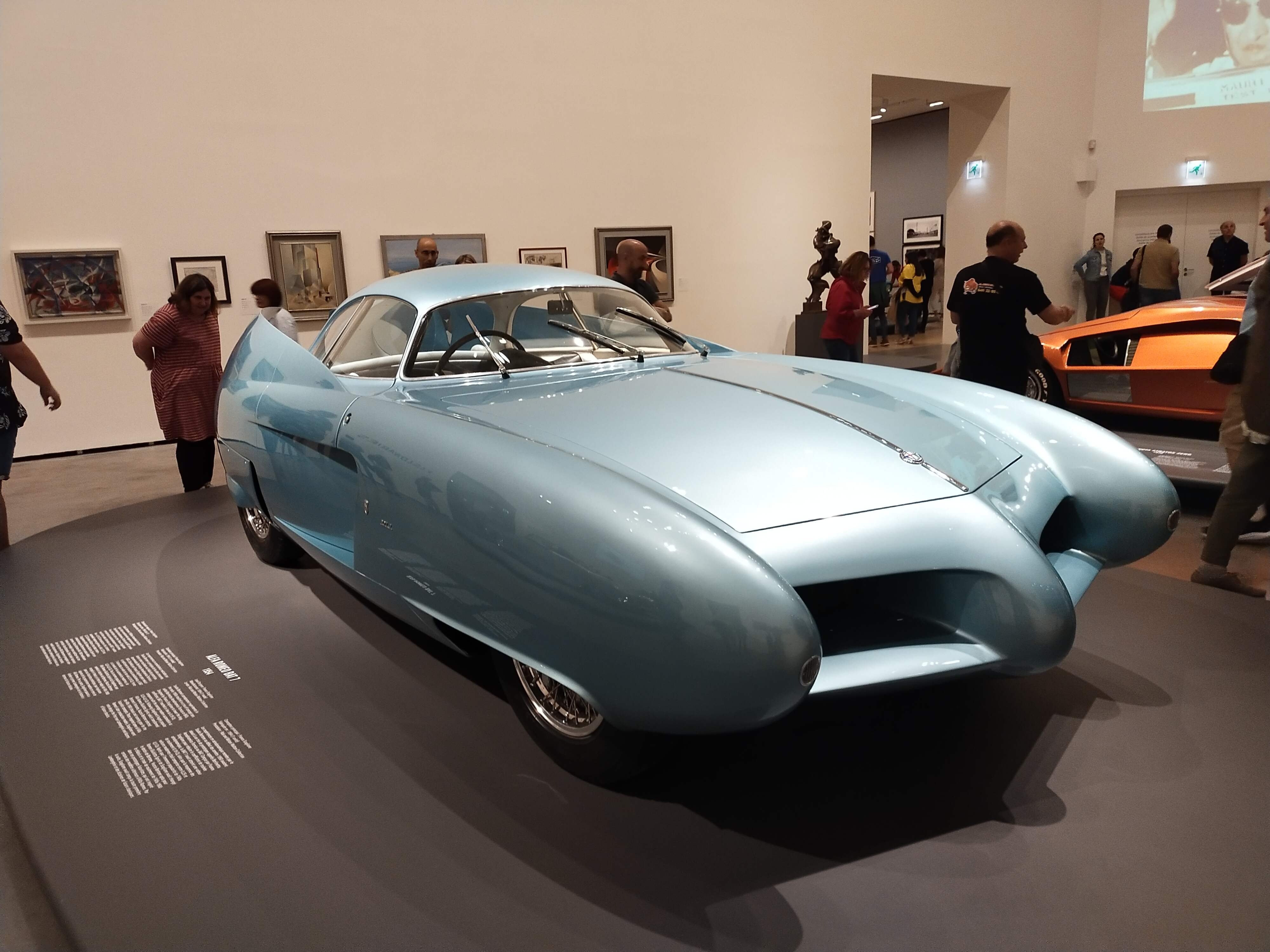
B.A.T.7
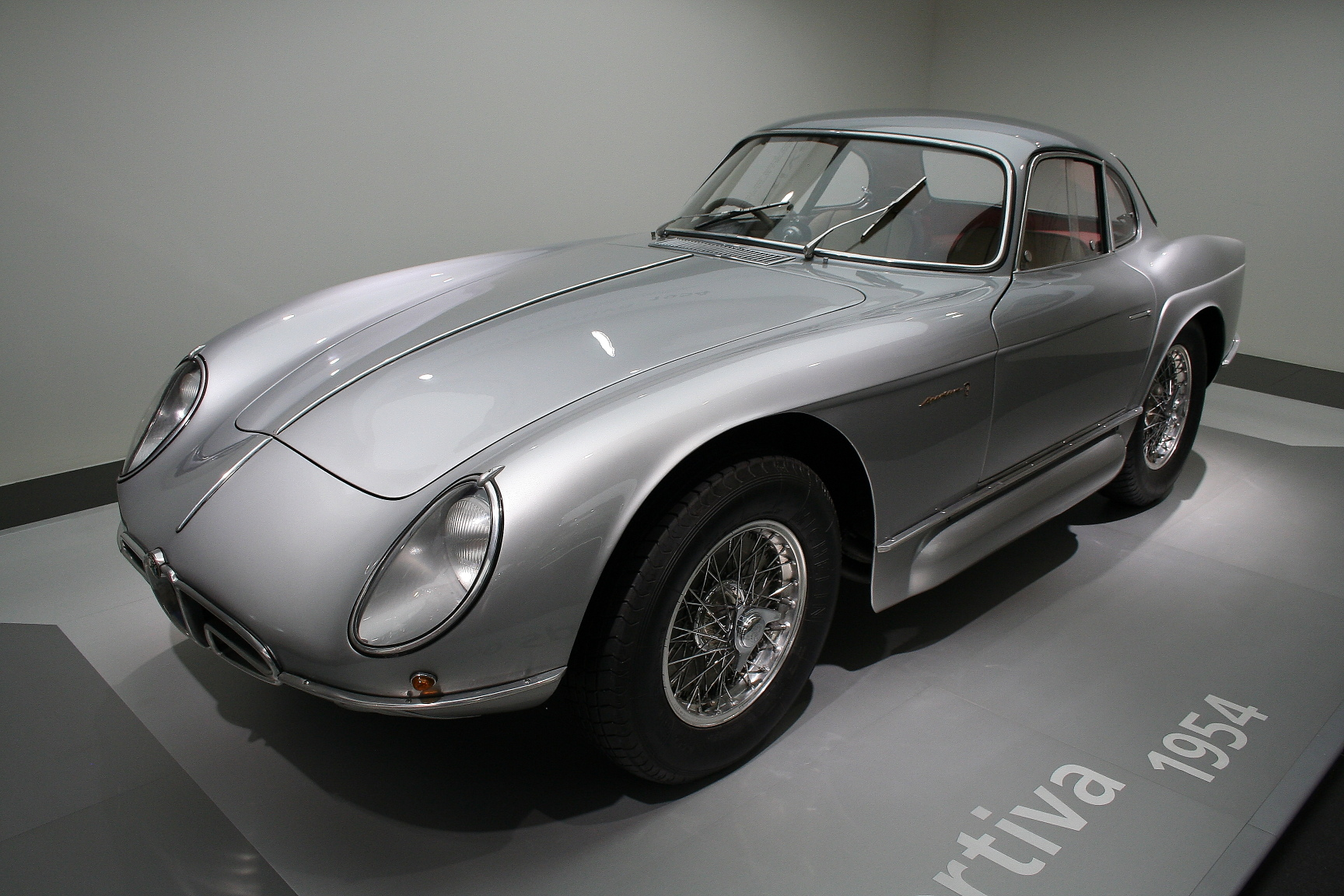
2000 スポルティーバ
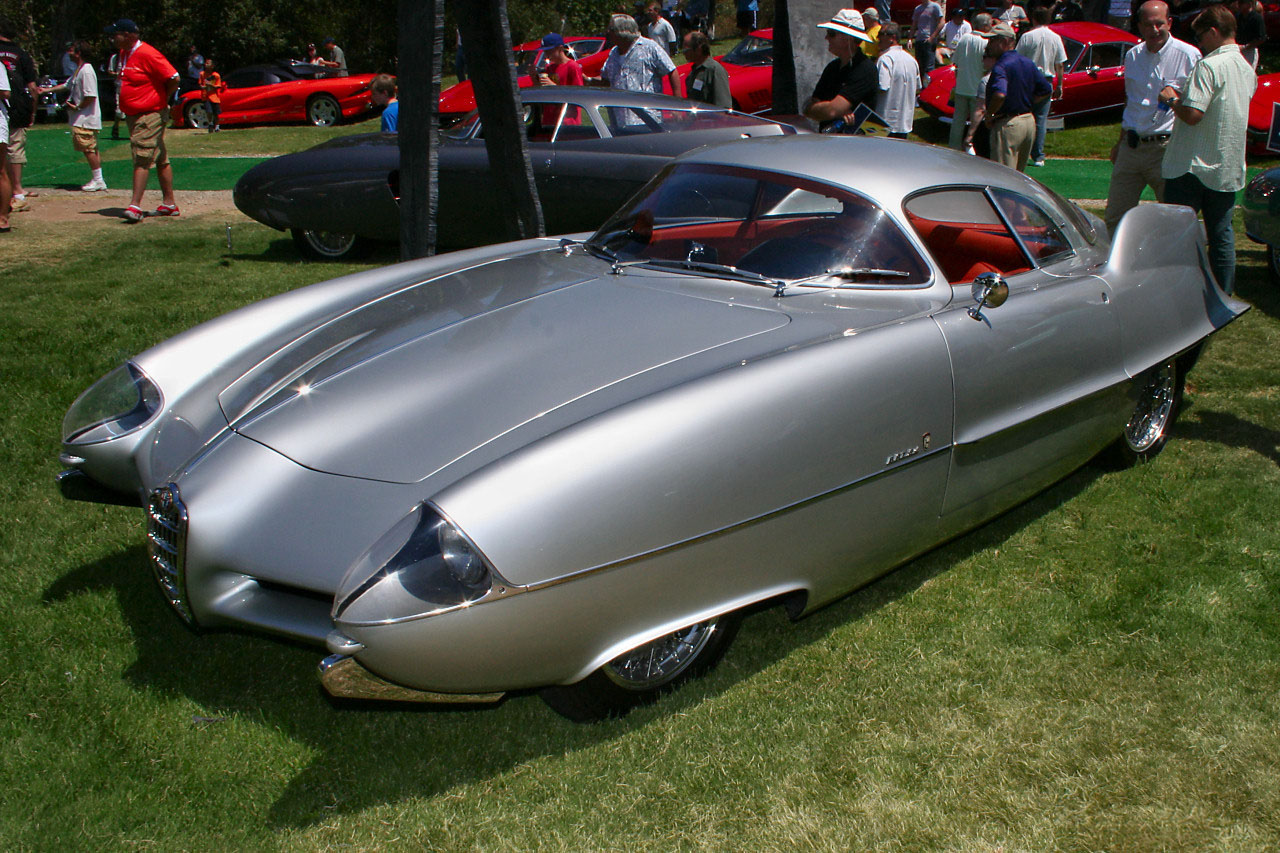
B.A.T.9
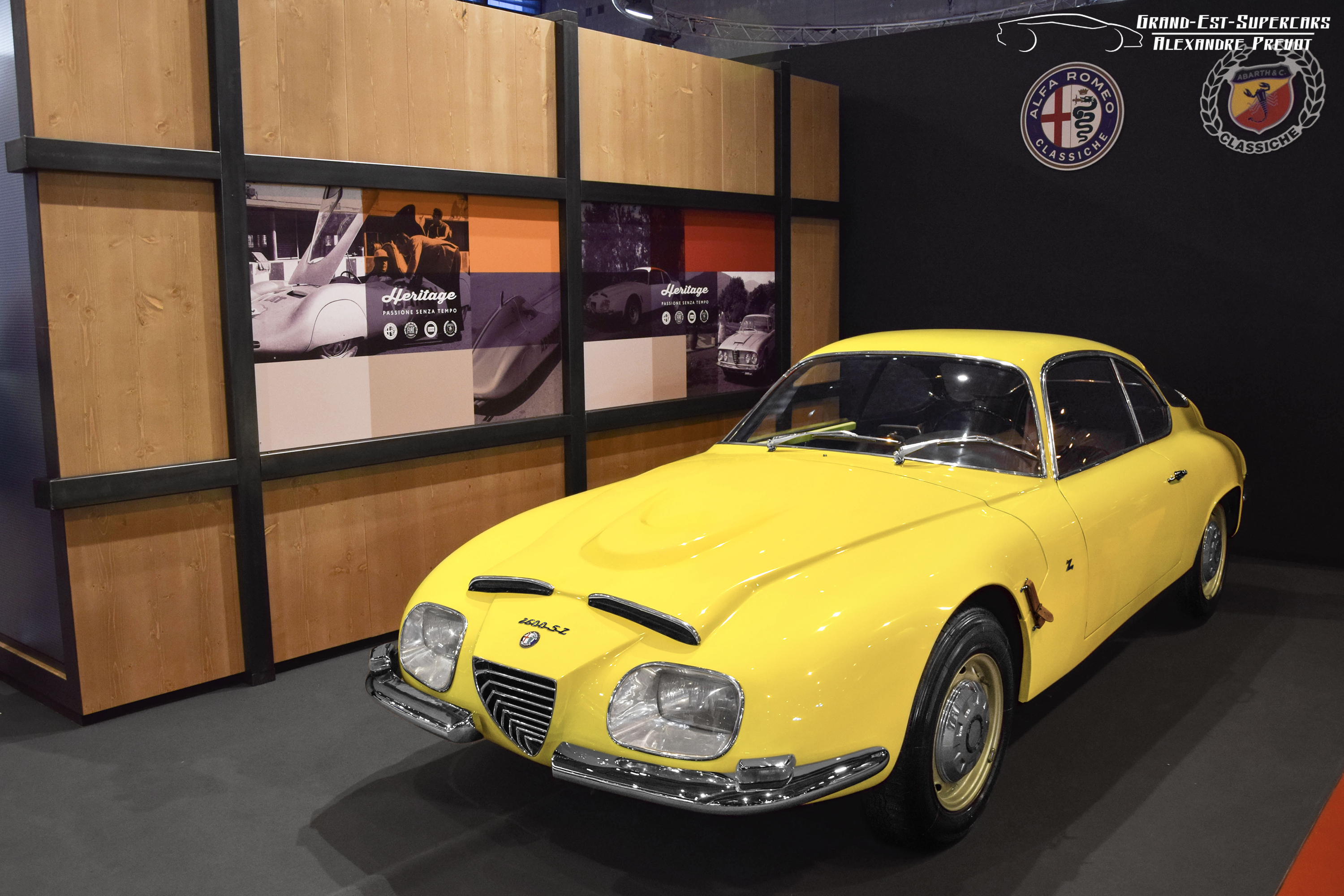
2600 SZ プロトタイプ
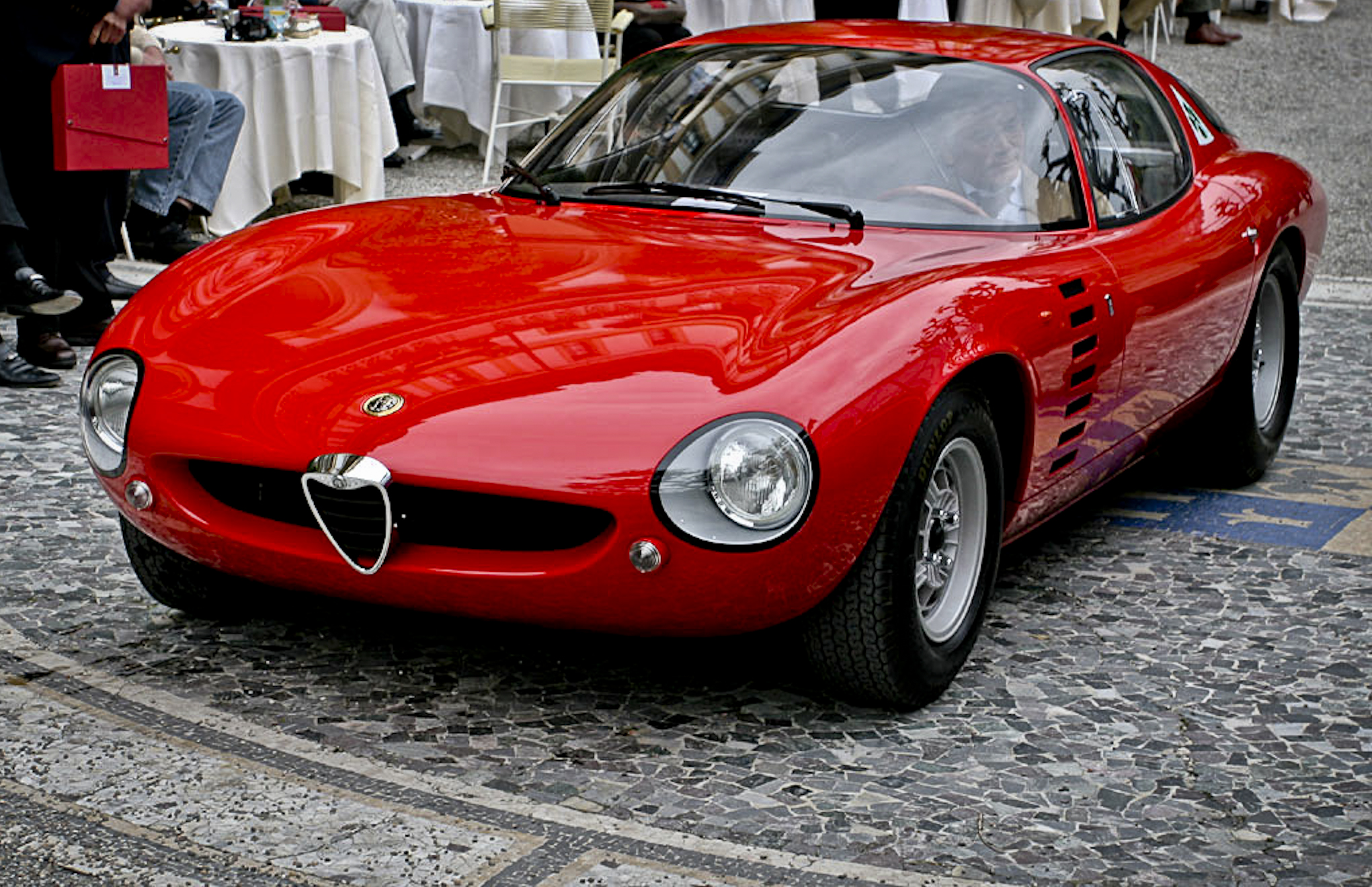
カングーロ
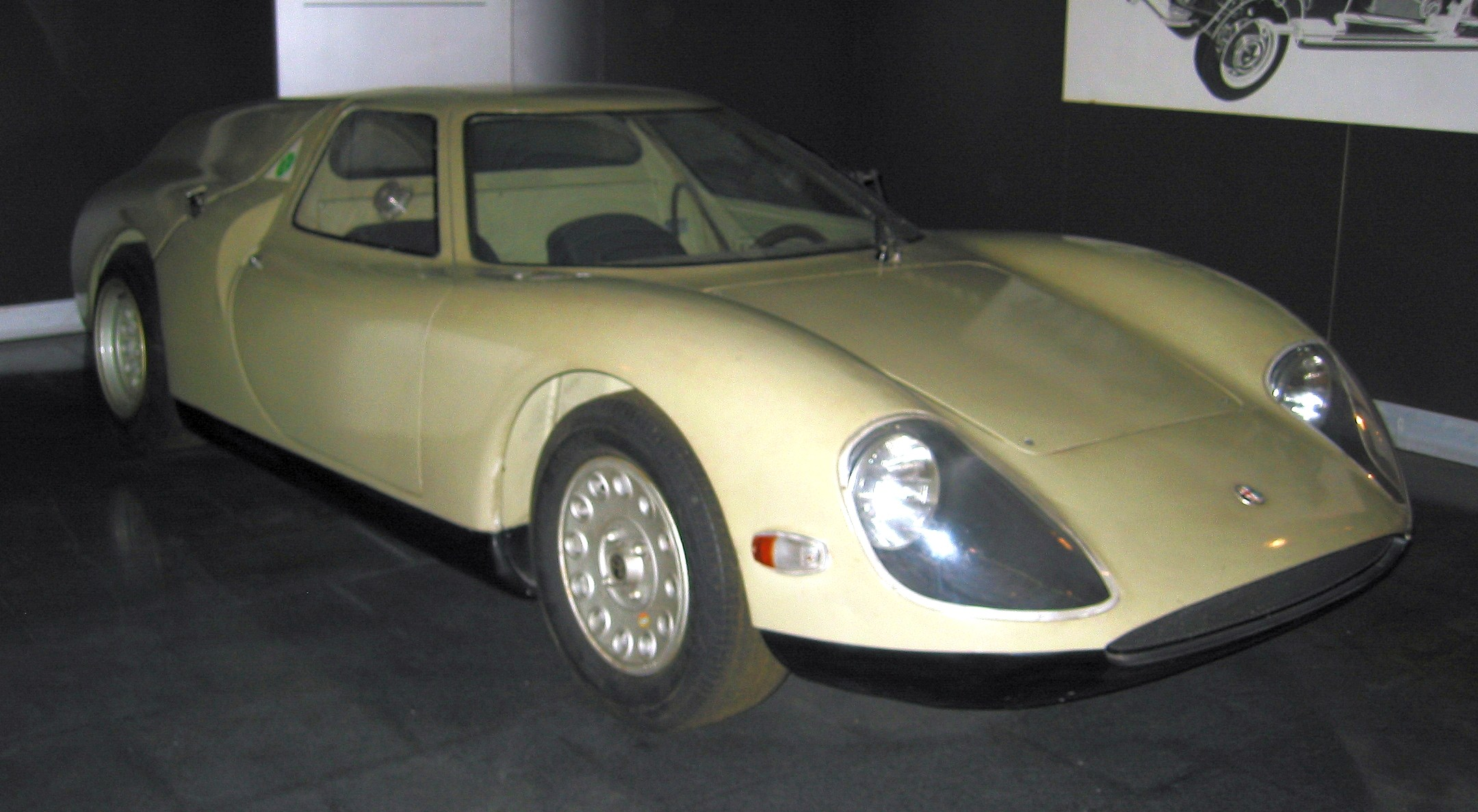
スカラベオ
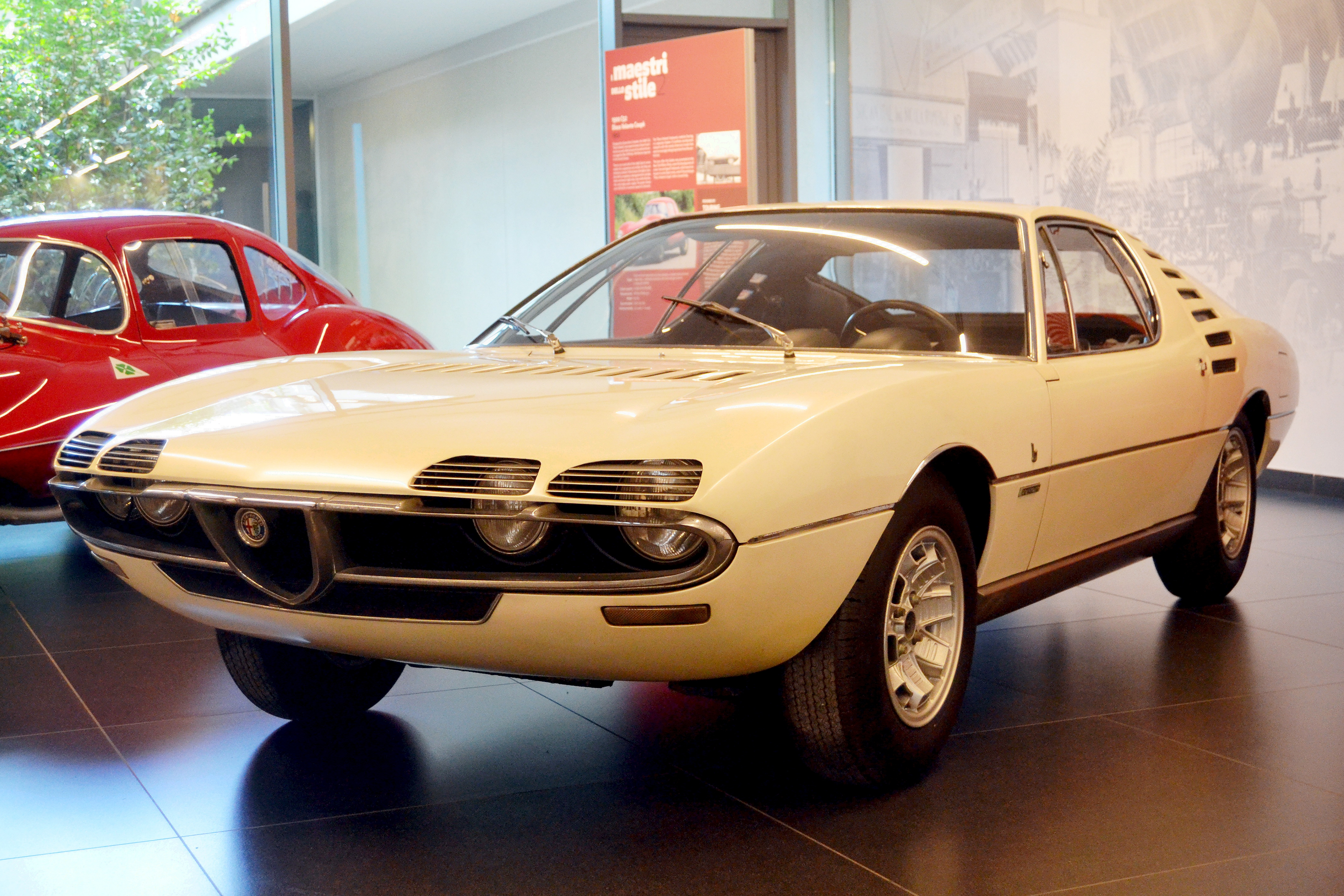
モントリオール プロトタイプ
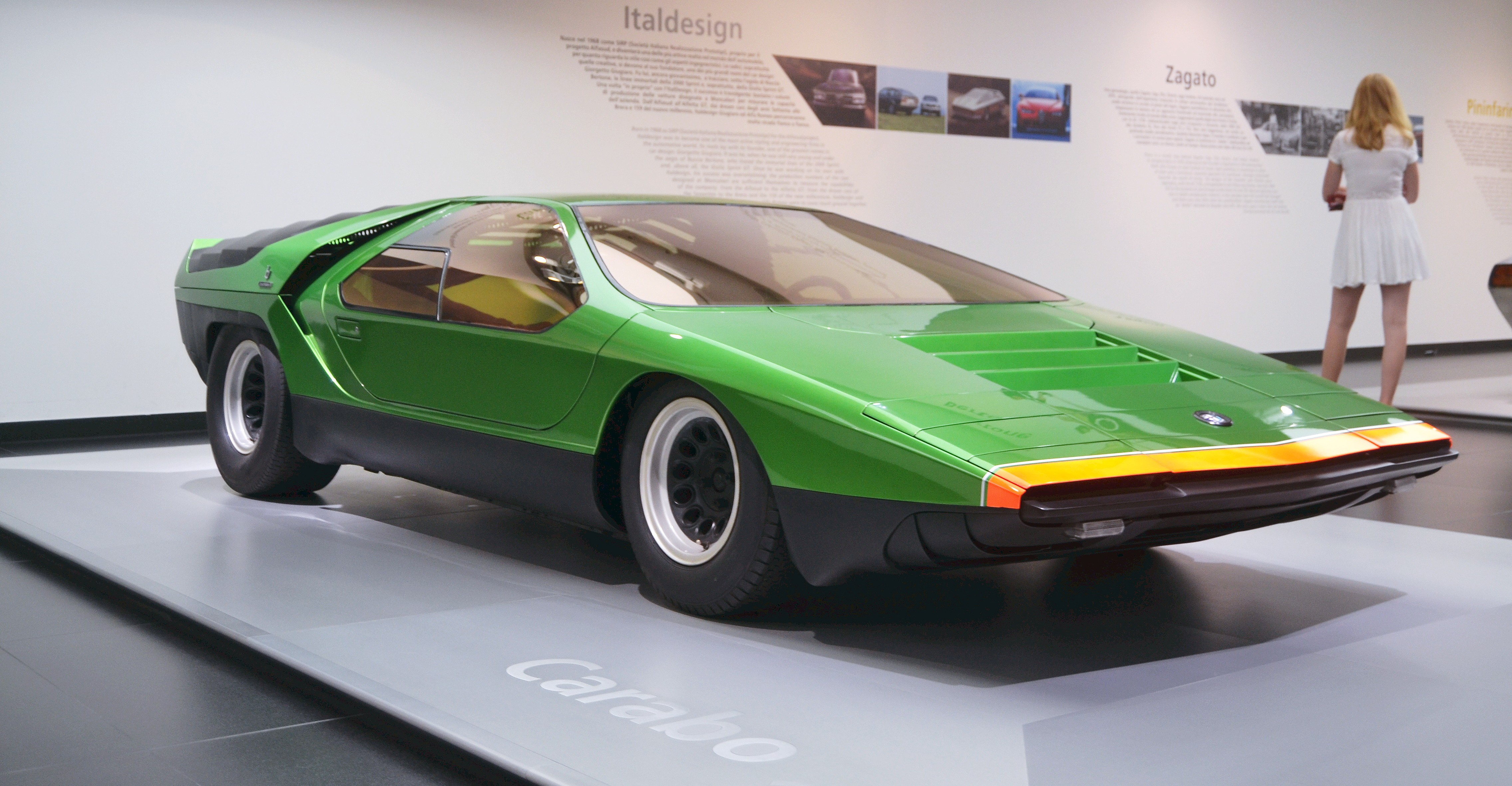
カラボ
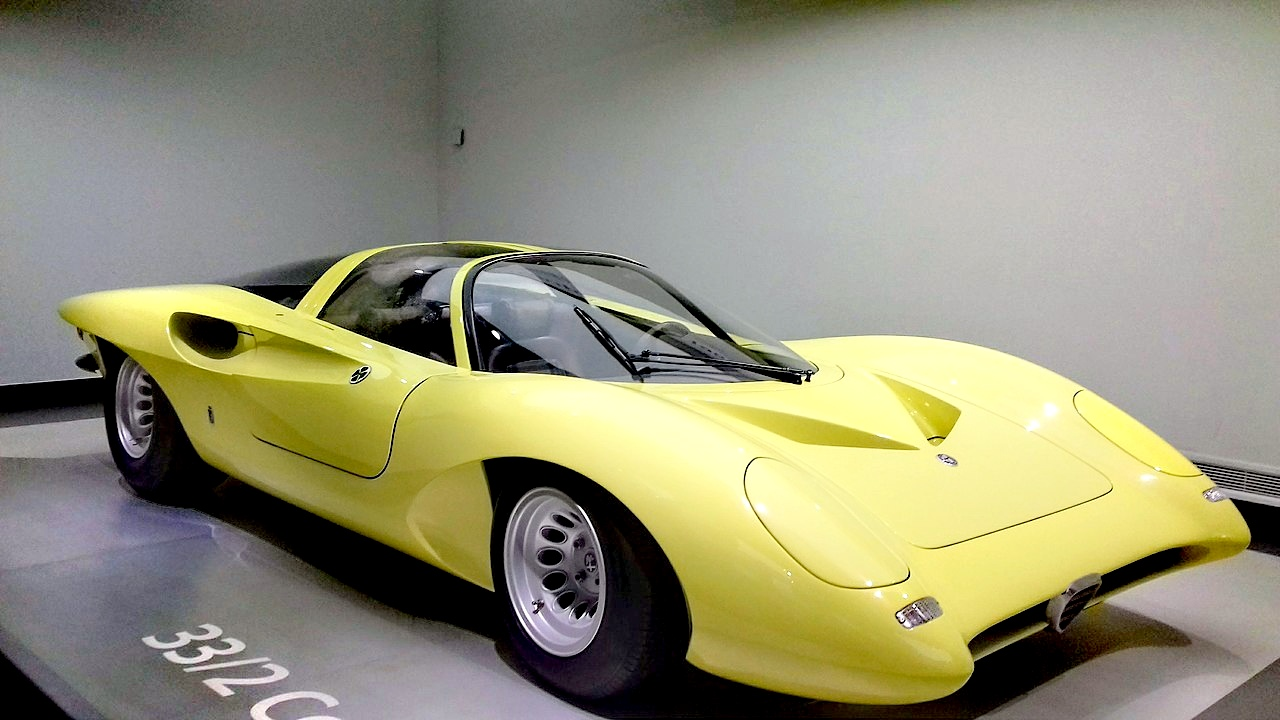
33.2
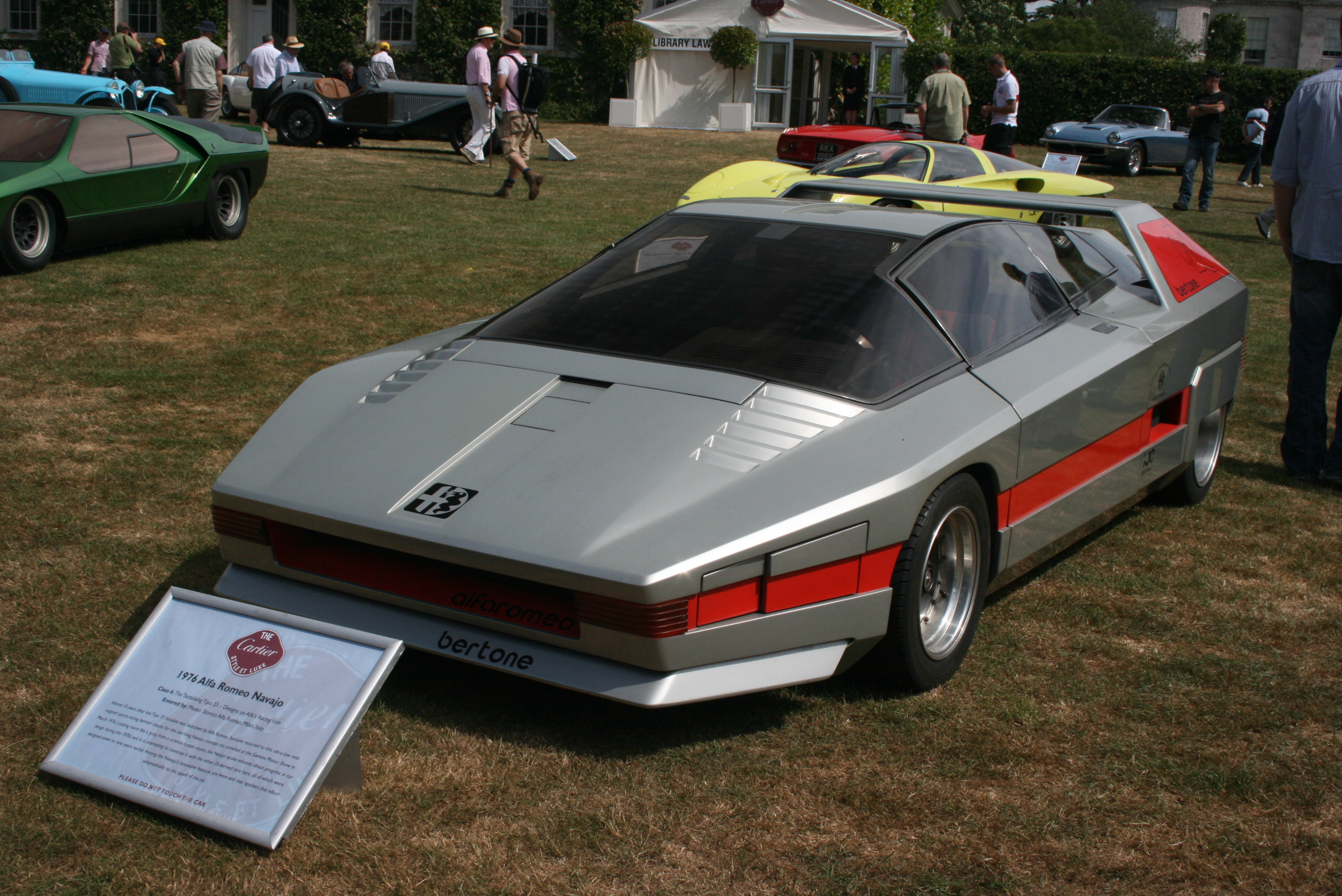
ナバホ
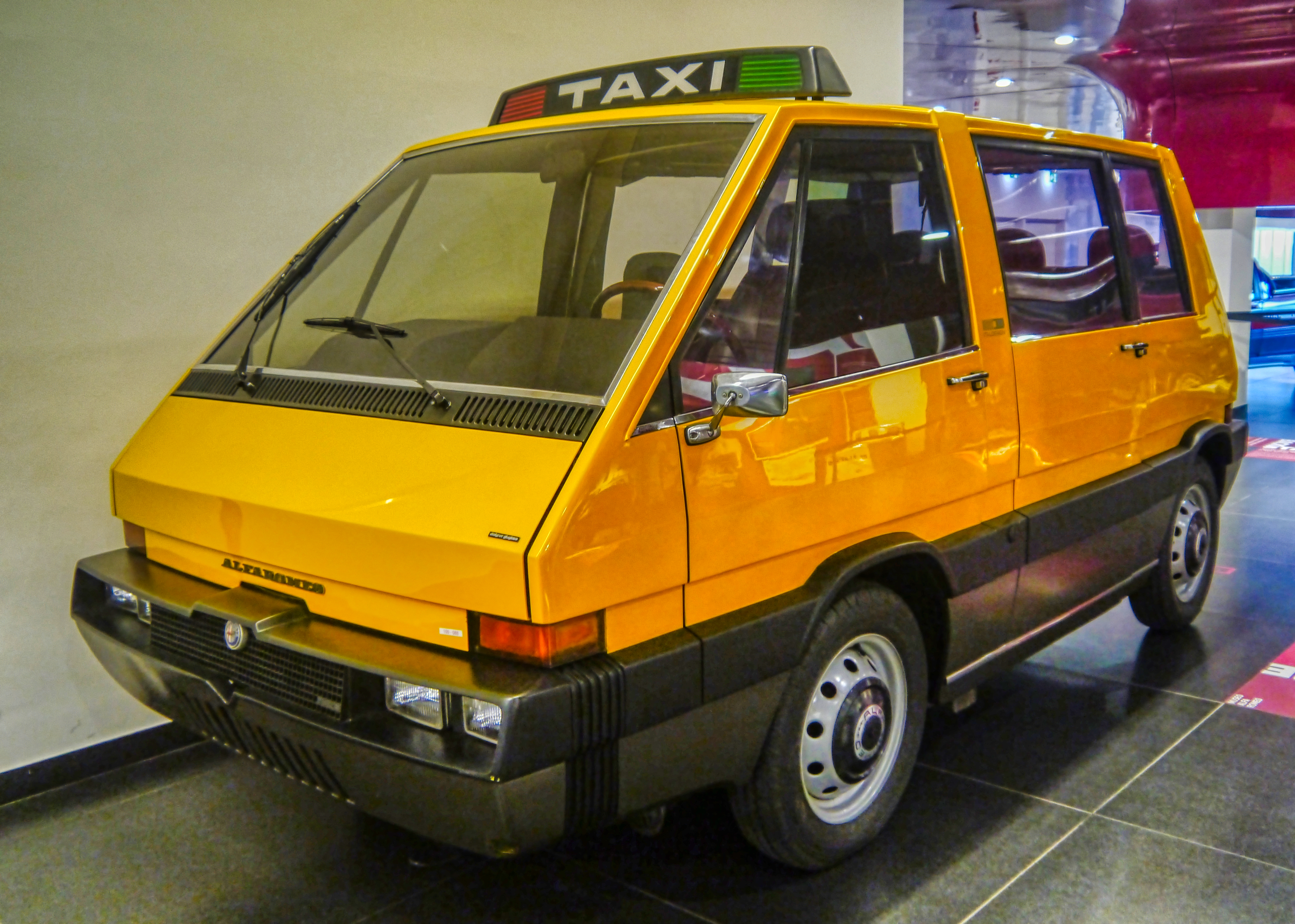
ニューヨークタクシー
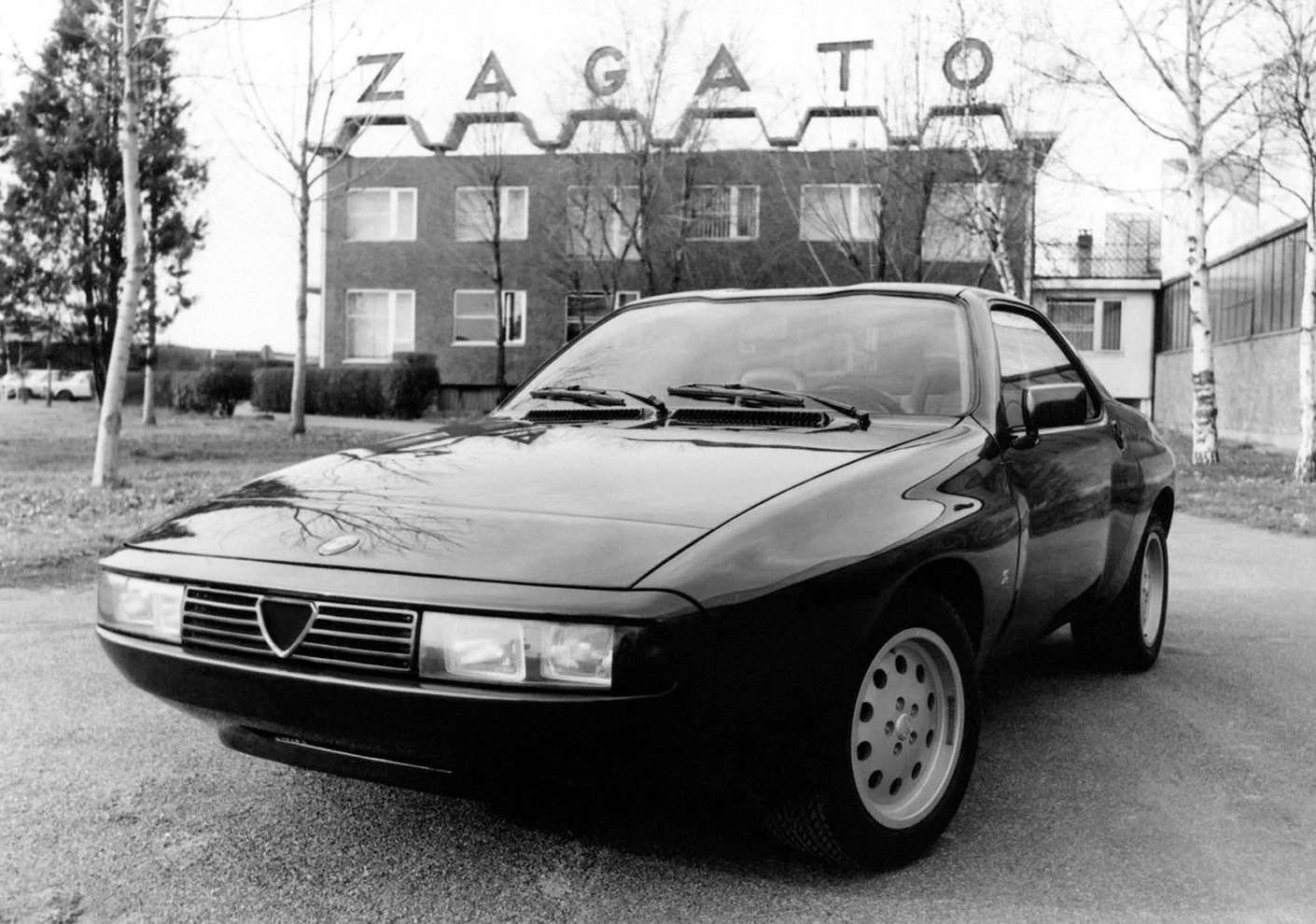
ゼータ6
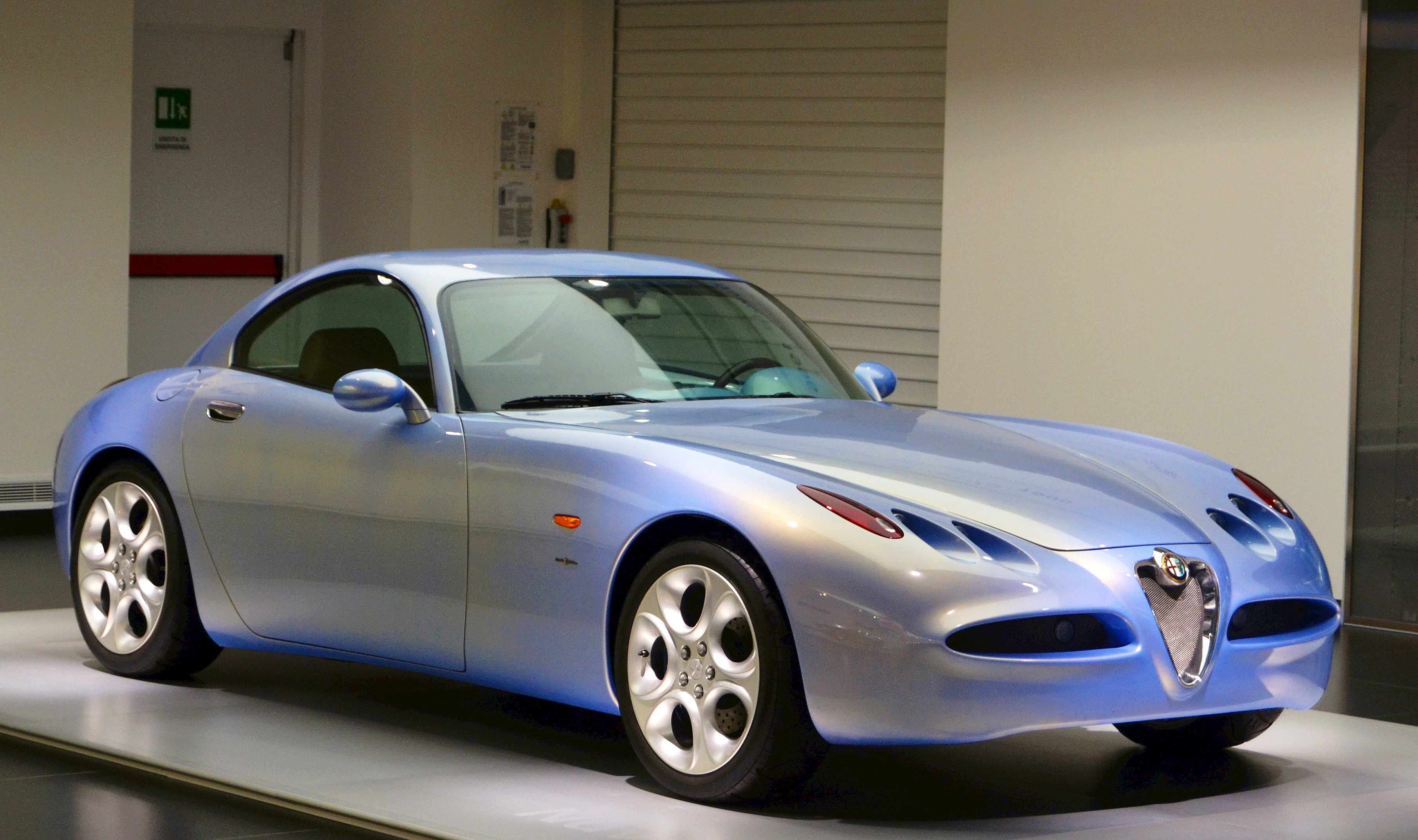
ヌヴォラ
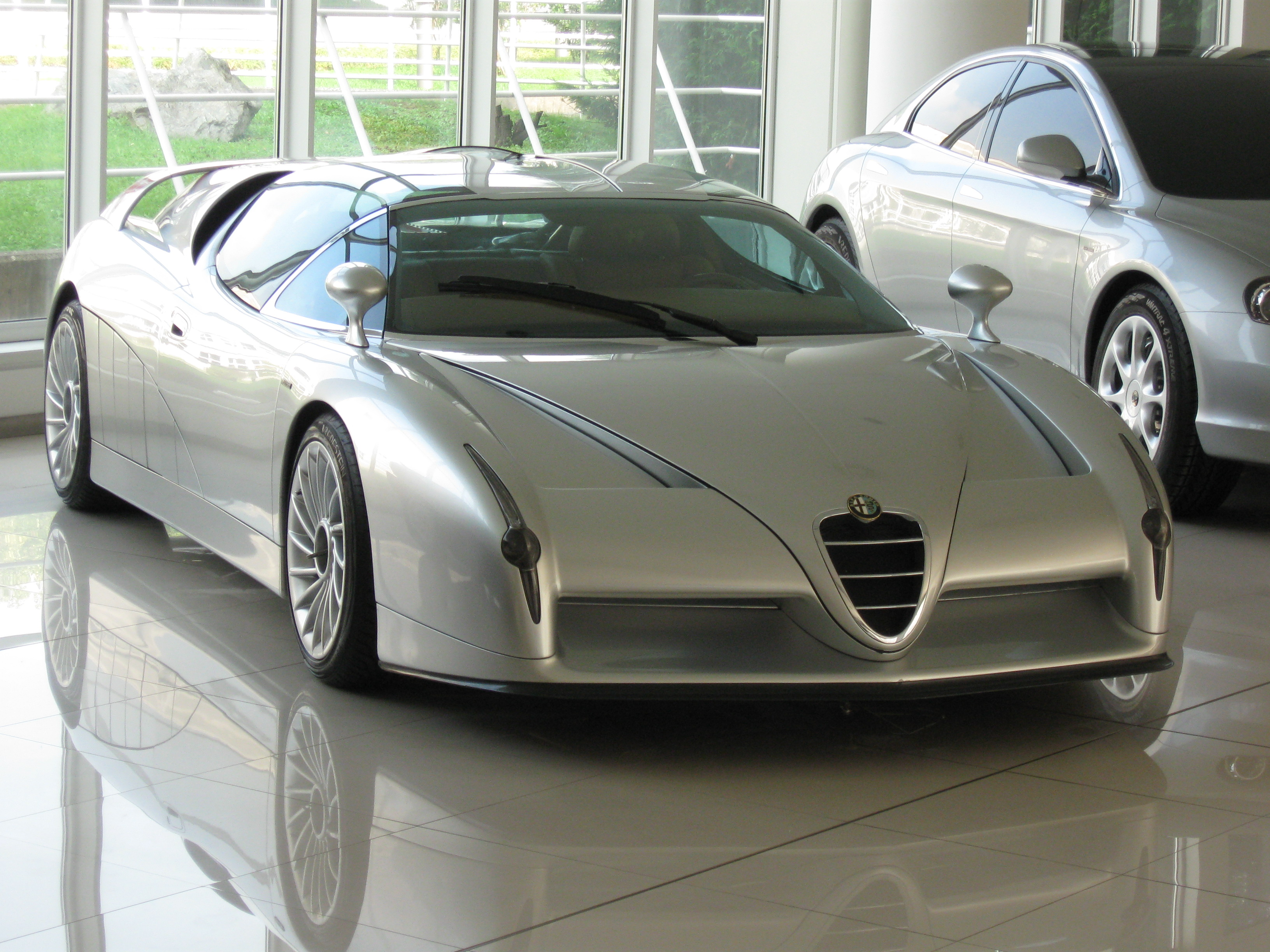
シゲーラ
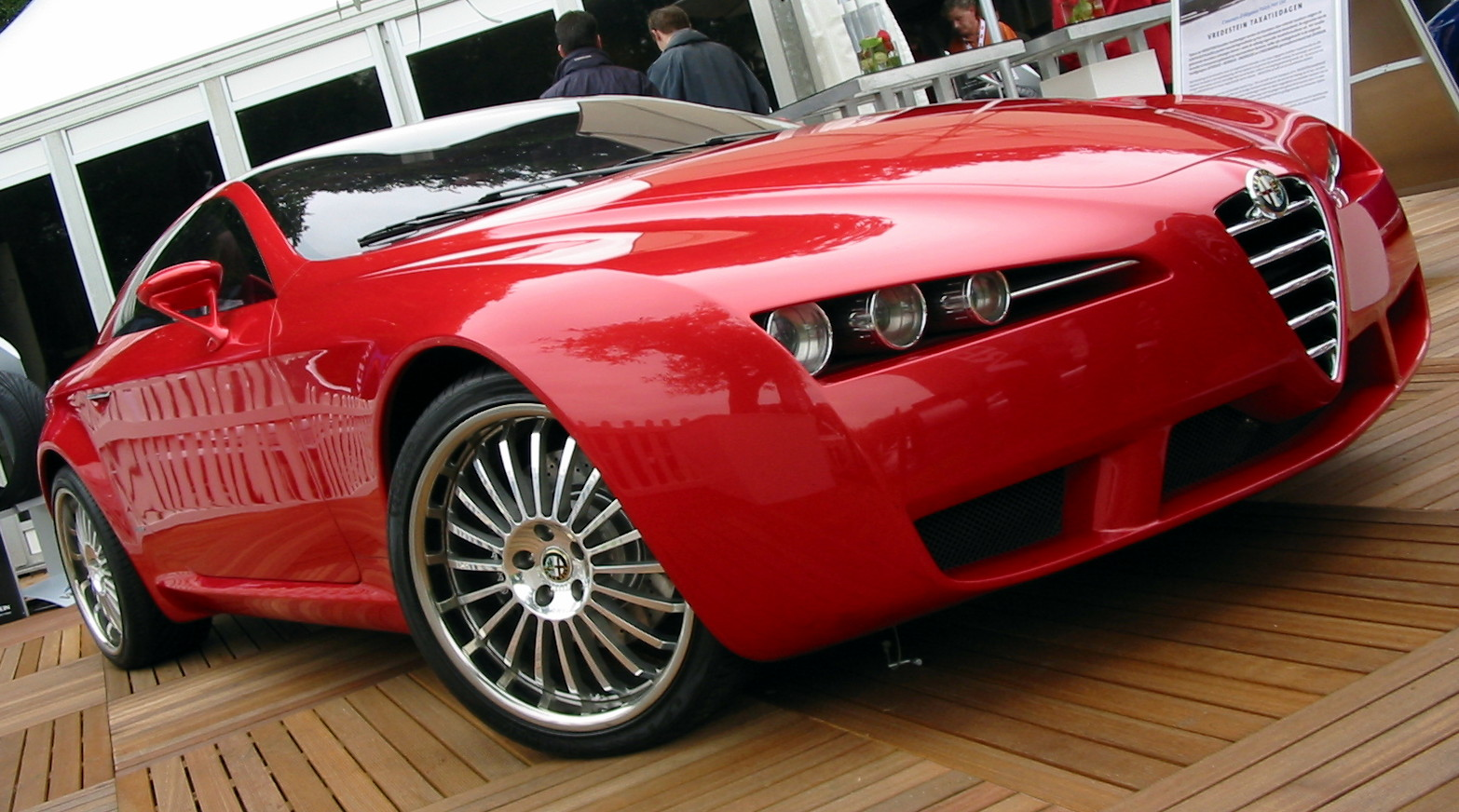
ブレラ コンセプト
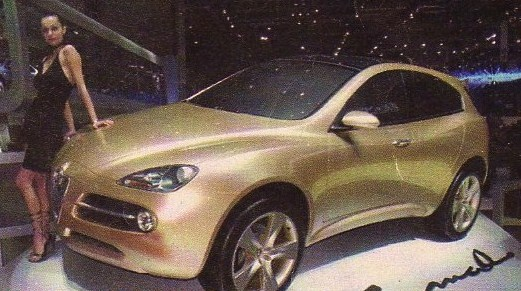
カマル
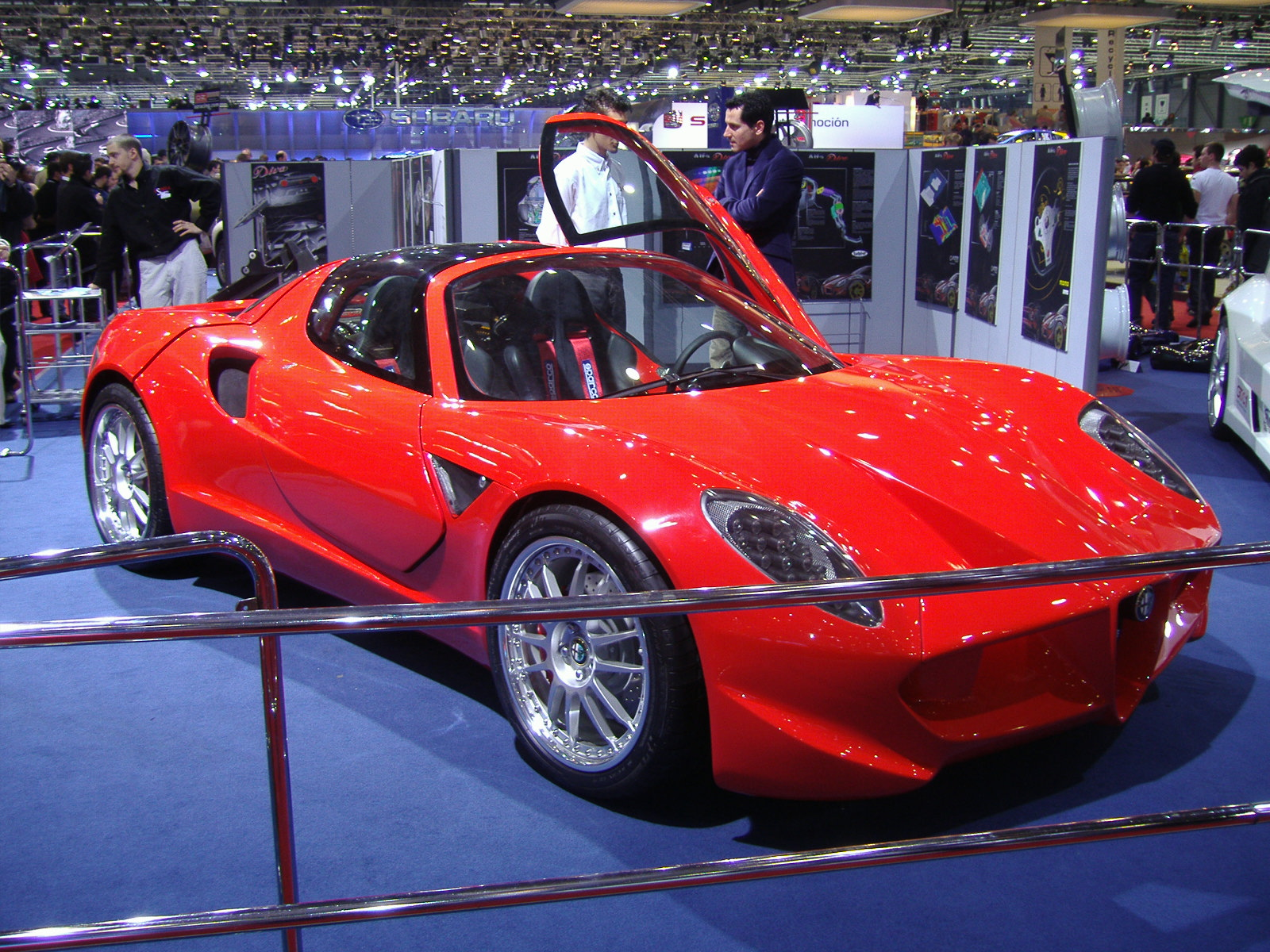
ディーヴァ
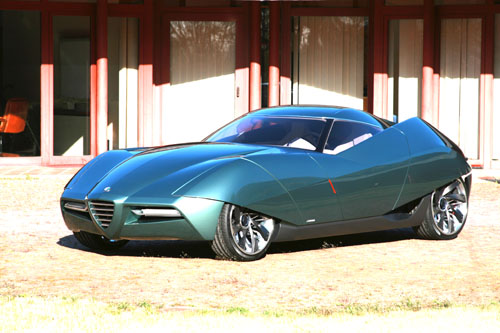
B.A.T.11
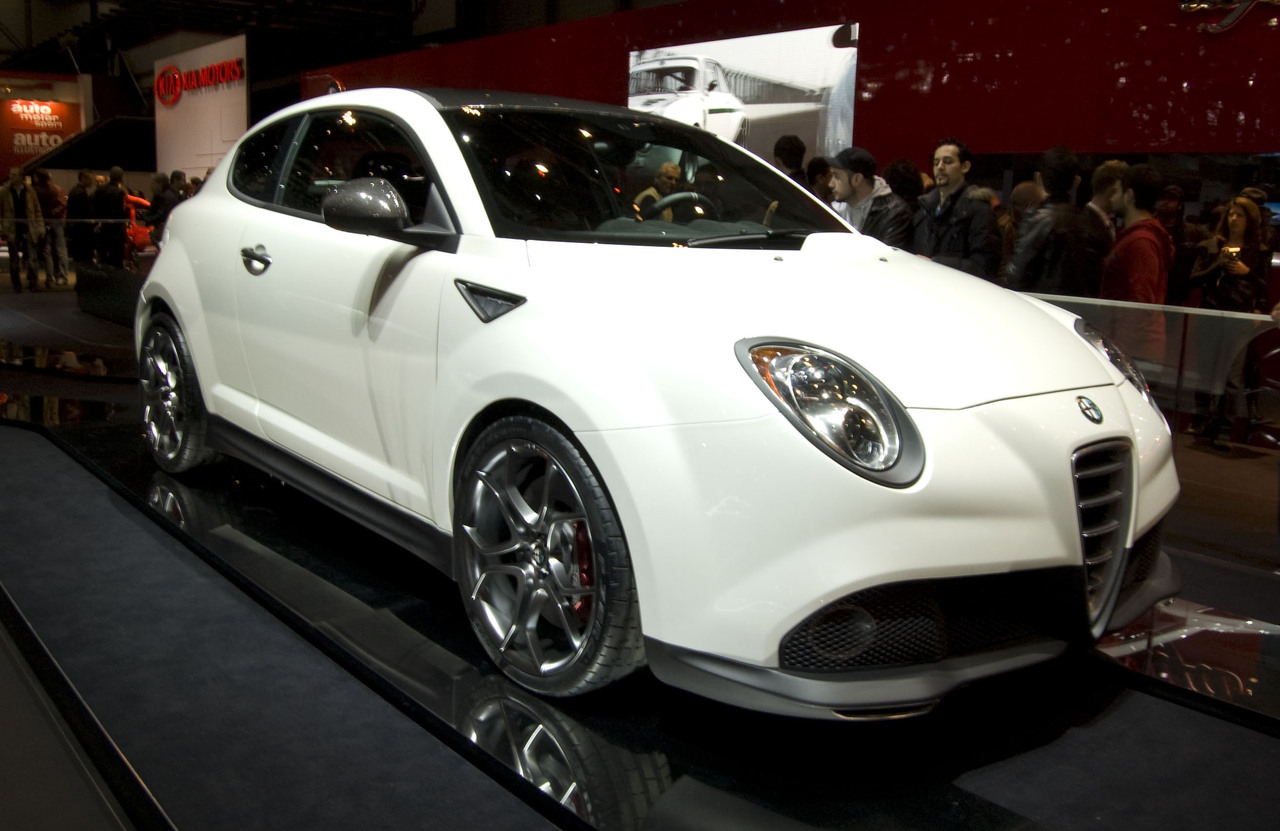
ミト GTAコンセプト
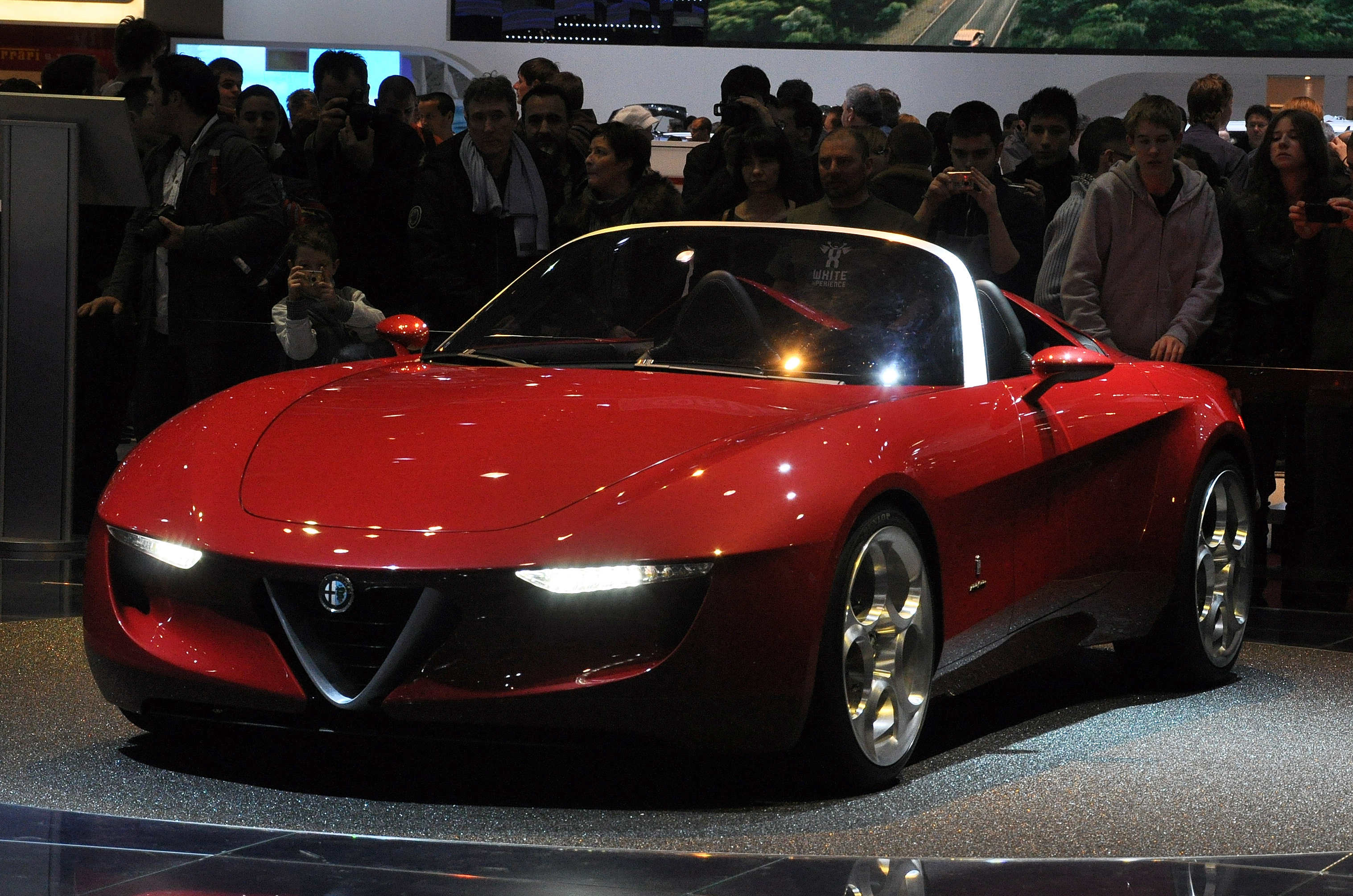
2uettottanta
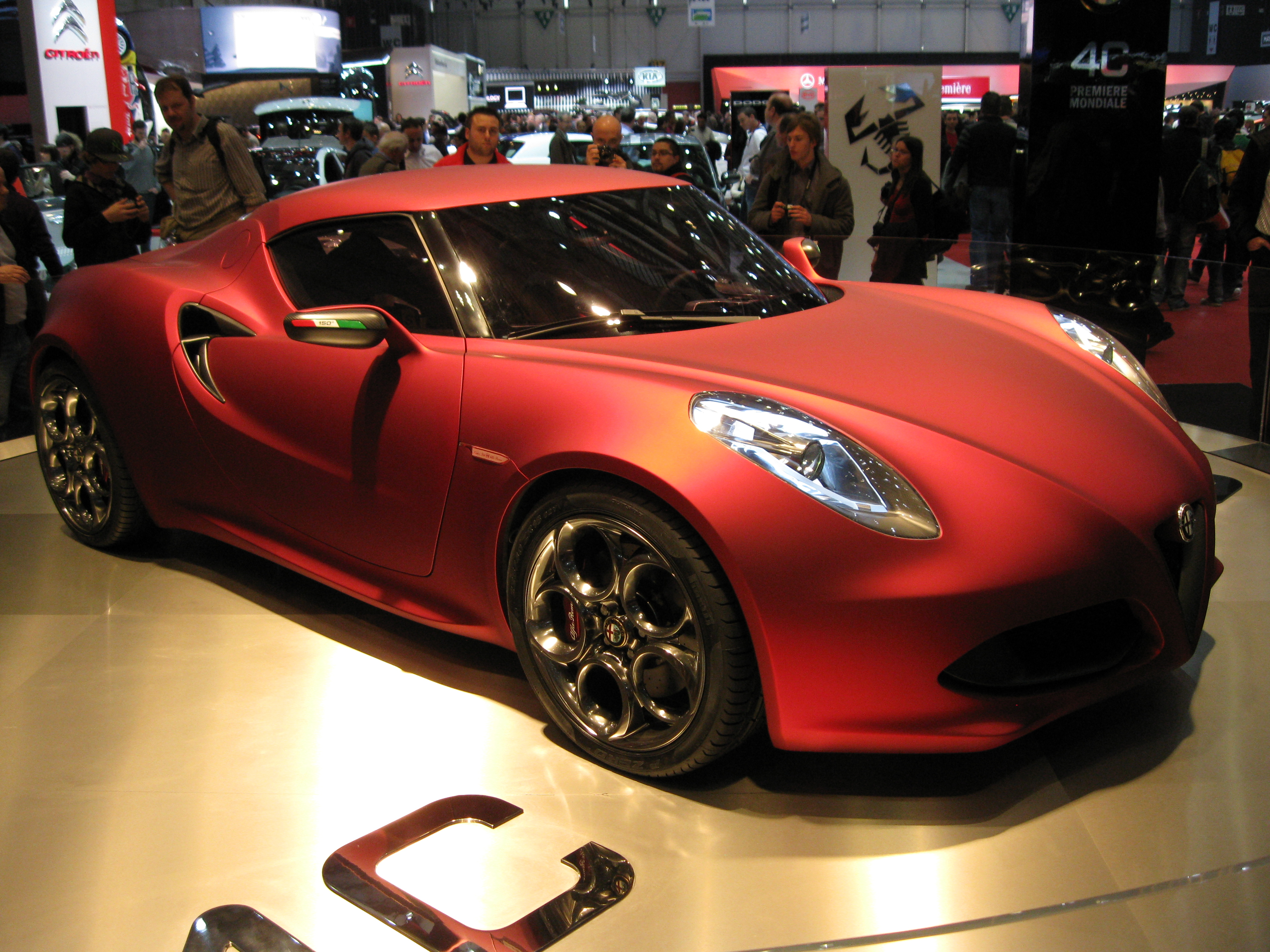
4C コンセプト
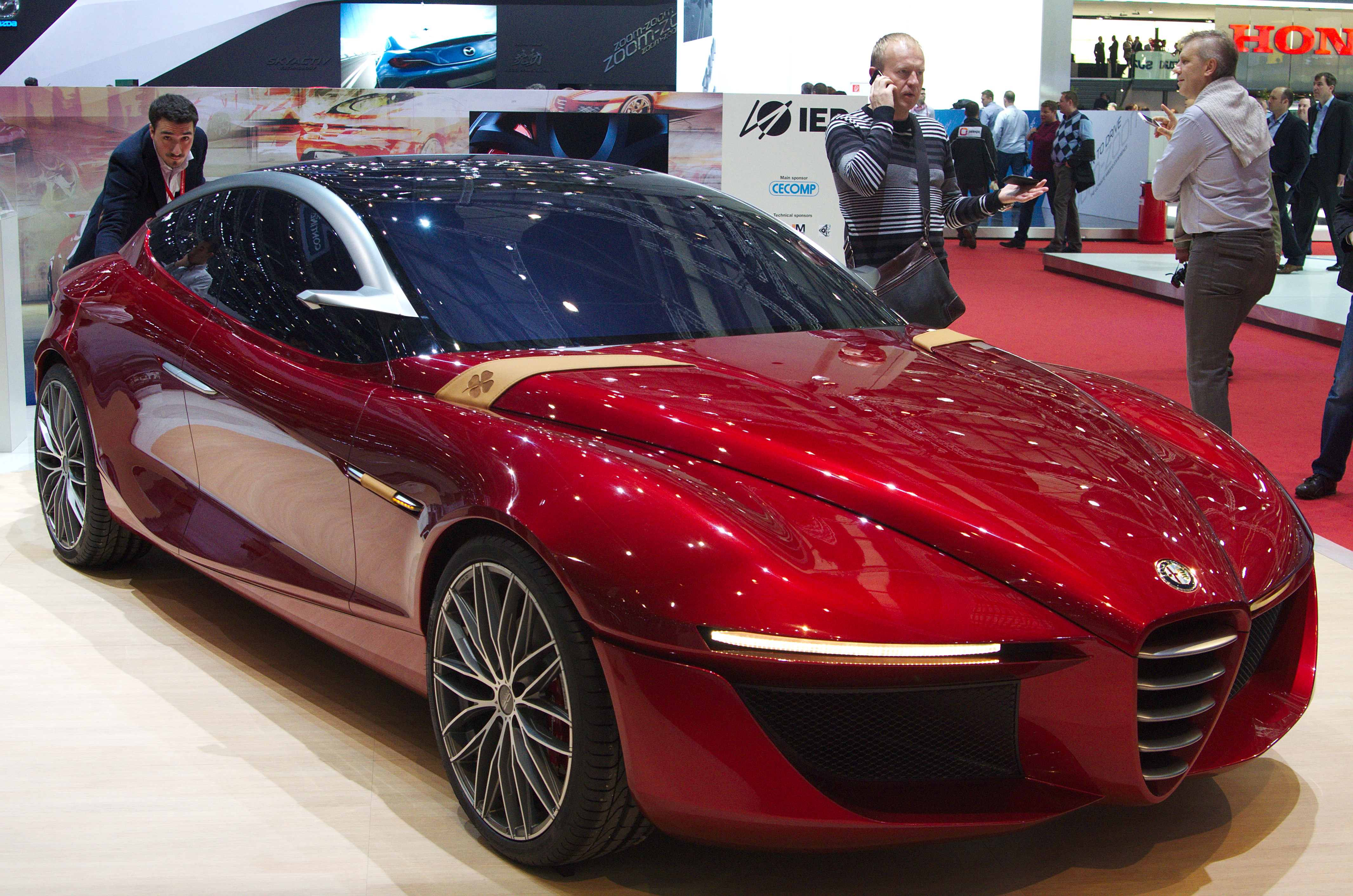
グロリア
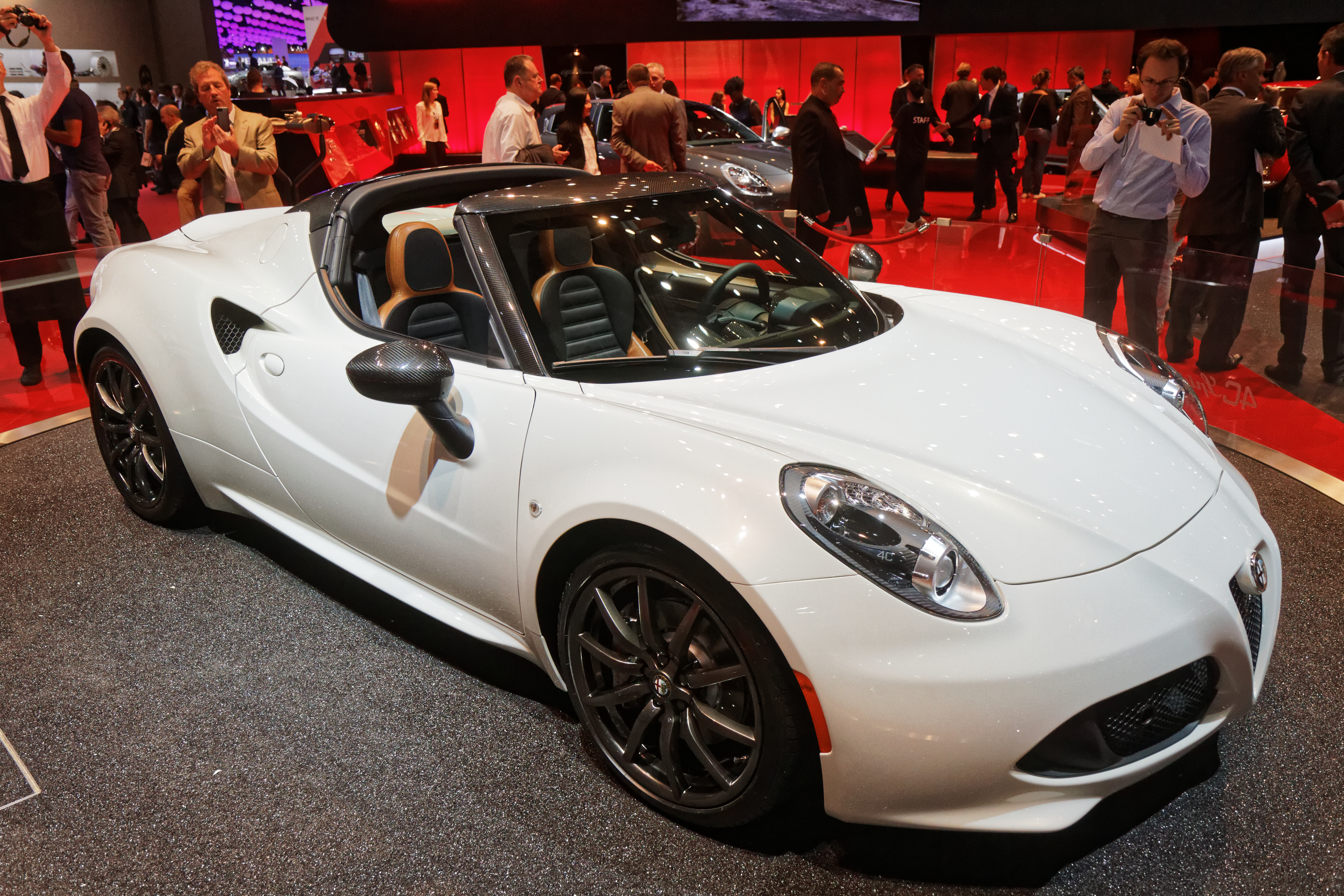
4C スパイダー コンセプト
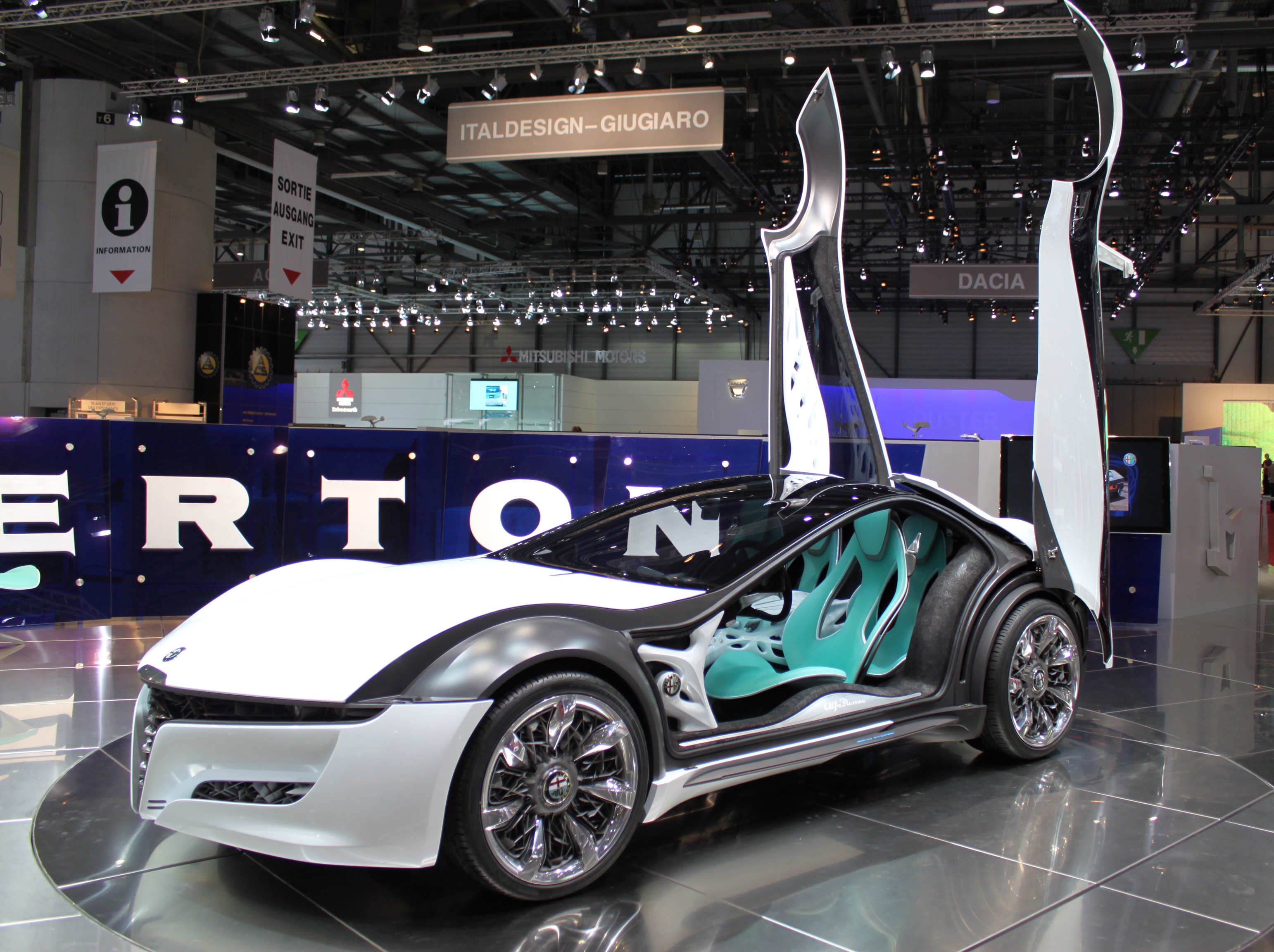
パンディオン
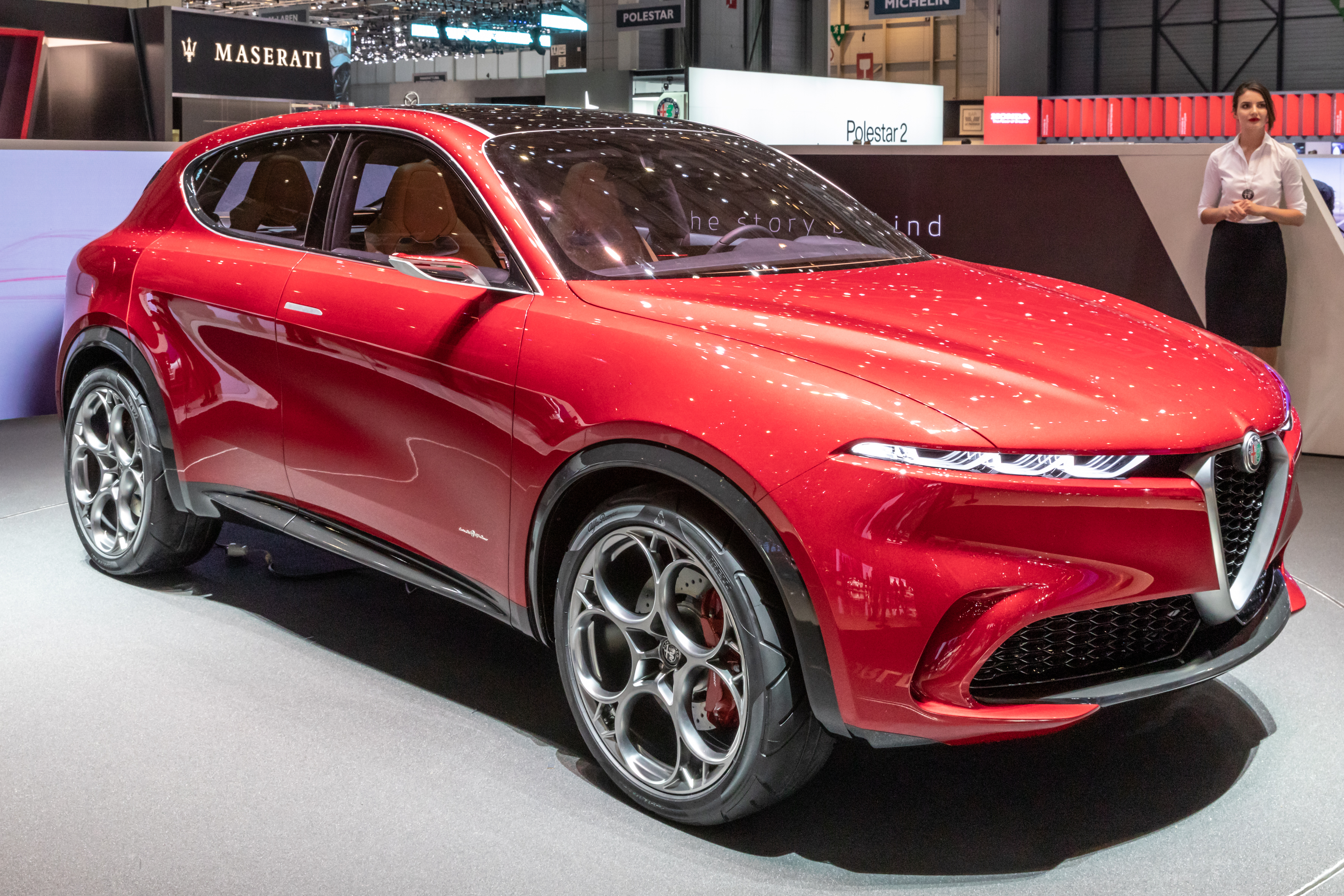
トナーレ コンセプト

## 日本における展開

### 販売
- 1952年 - 国際自動車の子会社となる国際自動車商事が1900（2台）と6C 2500を輸入したのが最初といわれる[注釈 8]。
- 1963年 - 伊藤忠商事の子会社となる日伊自動車が国際自動車商事から輸入権利を譲渡された。翌1964年に伊藤忠オートへ改組。1965年より本格的な輸入販売を開始。
- 1981年 - 伊藤忠オートが輸入販売と取り扱いを停止（実質的には1980年）。
- 1984年 - 日英自動車が輸入販売を取扱。
- 1986年 - コスモ石油系の「株式会社アルファロメオジャパン」が輸入販売を取扱[注釈 9]。
- 1987年 - 大沢商会がアルファロメオ事業部を設立して取り扱いを始める（1990年まで）。
- 1990年4月 - フィアットグループオートモービルズが日本法人「アルファロメオジャパン株式会社」を設立し、ディーラー網「アレーゼ」の整備を開始。同年11月にはアレーゼにおけるフィアットブランド車の併売が開始され社名を「フィアットアンドアルファロメオモータスジャパン」へと改称。1997年には「フィアットオートジャパン株式会社」へ再改称した。また「アレーゼ」は2003年から「アルファロメオ」へ変更されたがフィアットブランド車の併売は継続された。
- 2007年8月 - 「フィアットグループオートモービルズジャパン株式会社」へ変更。
- 2012年7月1日 - 「フィアットグループオートモービルズジャパン」と「クライスラー日本」が業務統合し「フィアットクライスラージャパン（FCJ）」が発足。ただし2つの法人格は統一されず「フィアットグループオートモービルズジャパン」と「クライスラー日本」を一括した呼称に過ぎなかった。
- 2015年1月1日 - 「フィアットグループオートモービルズジャパン」と「クライスラー日本」の法人格の統合が実施され、「FCAジャパン株式会社」（FCA Japan Ltd. 略称:FCAJ）へ変更した[11]。
- 2017年からディーラー網の再編成を開始。フィアット・アバルトとの併売体制から専売制へと移行する。新CIを導入した専売店舗を導入し[12]、同時に2代目ジュリアの販売において、専売制に移行可能なディーラーのみ取扱い可能とした。これに伴い、専売制に移行できないディーラーの撤退が続出する。
- 2022年3月1日 - FCAジャパンとGroupe PSA Japanが統合され社名を「Stellantisジャパン株式会社」とし、日本におけるステランティスの経営が完全に統合された[13]。

なお、年間新車登録台数の最高記録は2002年の7,426台であり、その後の販売は毎年減少を続け2009年時点では2,283台である。

### ディーラー網
オフィシャルディーラーは北海道・宮城県・福島県・茨城県・栃木県・群馬県・埼玉県・千葉県・東京都・神奈川県・新潟県・長野県・静岡県・愛知県・岐阜県・京都府・大阪府・兵庫県・岡山県・広島県・愛媛県・福岡県・熊本県に所在する。
2017年からの専売店舗化にあたってはプレミアム路線に方向転換し、フィアット・アバルトと一線を画している。新店舗には、ブランディングプロデュースおよび飲食事業運営を行う企業「トランジットジェネラルオフィス」の総合監修による専用ラウンジ「サローネ・ロッソ(SALONE ROSSO)」を設置。「ホテルのロビー」をコンセプトとした空間でブランドを体験できるようになっている。
一方、専売店舗化できなかったディーラーは指定サービス工場となったが、指定サービス工場では、2代目ジュリア以降の新機種のメンテナンスができなくなっている。

### 日本語表記
- 二玄社やネコ・パブリッシングの書籍や雑誌では「アルファ・ロメオ」と表記するが、Stellantisジャパンでは半角あきの「アルファ ロメオ」と表記している。
- 車検証に記載される車名は「アルファロメオ」と続けられている。
- 車名を「アルファ156」の様に表現することが多いので「アルファ」と略されることが多いが、一部年配者には荻野目洋子の「ストレンジャーtonight」の歌詞のように「ロメオ」と略すものもいる。